# Contribuciones de Mujeres sobre el Cambio Climático

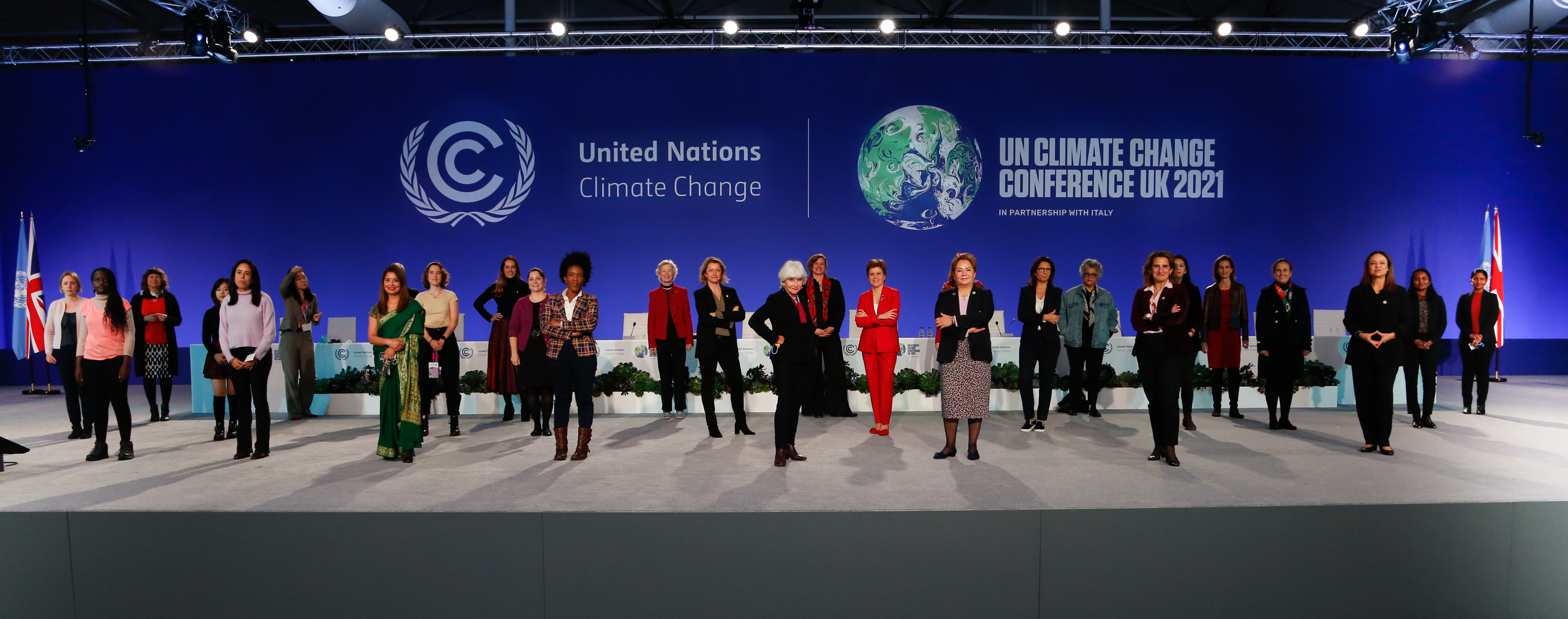
Mujeres líderes mundiales en la Conferencia de las Naciones Unidas sobre el Cambio Climático de 2021.

Las contribuciones de mujeres sobre el cambio climático han recibido una atención cada vez mayor a principios del siglo XXI. Los comentarios de las mujeres y los problemas que ellas enfrentan han sido descritos como "imperativo" por las Naciones Unidas y "críticos" por la Oficina de Referencia de Población. Un informe de la Organización Mundial de la Salud concluyó que la incorporación de un análisis basado en el género "proporcionaría una mitigación y adaptación sobre el cambio climático más efectiva".
Muchos estudios han documentado la brecha de género en la ciencia e investigado por qué las mujeres no están incluidas o representadas, en particular en los niveles más altos de investigación. A pesar de los avances significativos, las mujeres que son científicas siguen sufriendo discriminación, salarios desiguales e inequidades en la financiación, según un informe especial publicado en la revista Nature en 2013. El 70 % de los hombres y mujeres del mundo consideran a la ciencia como un esfuerzo masculino. Las mujeres enfrentan obstáculos debido a sus obligaciones familiares y están subrepresentadas en publicaciones y citas.

## Descripción general

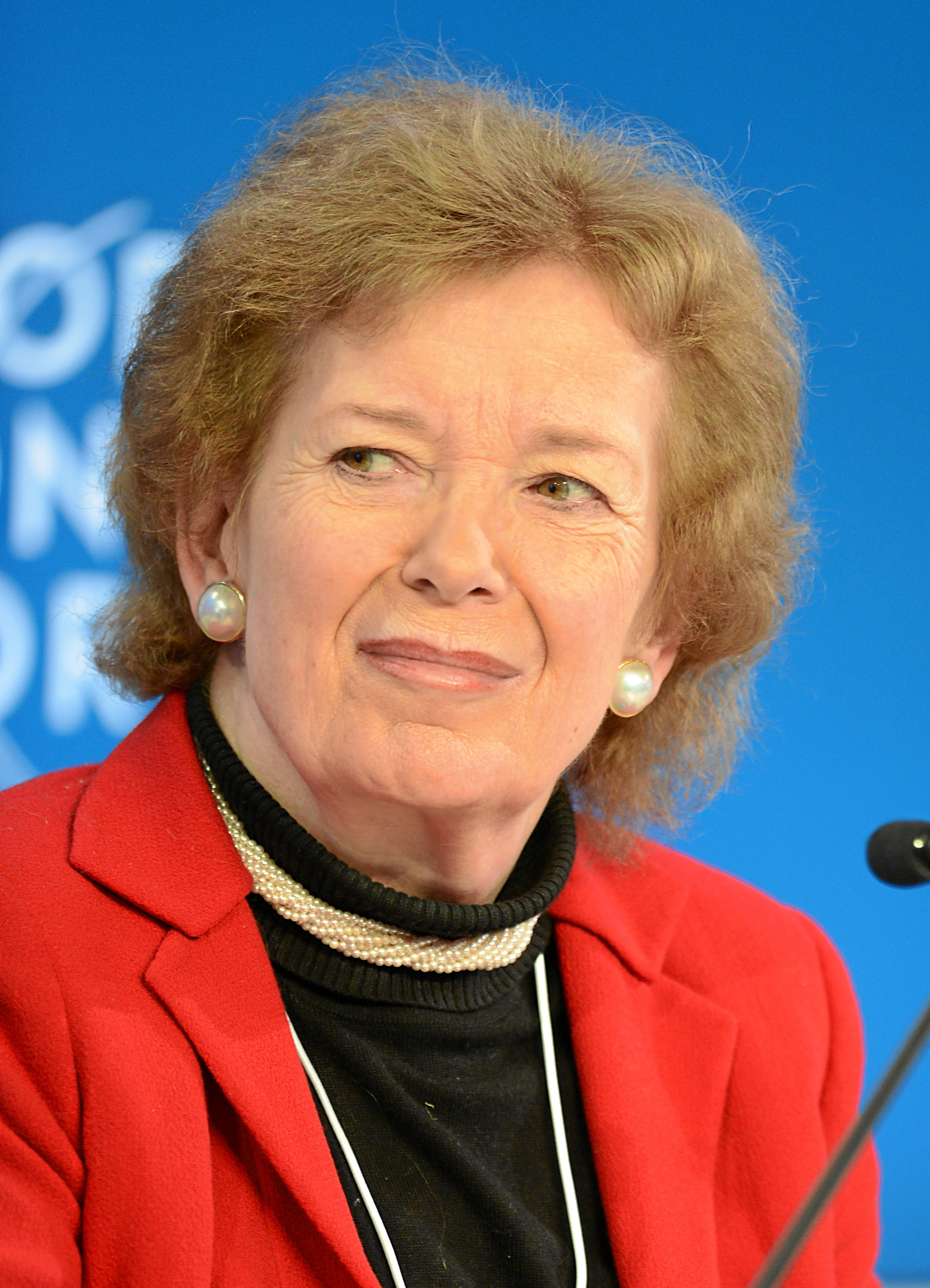
Mary Robinson

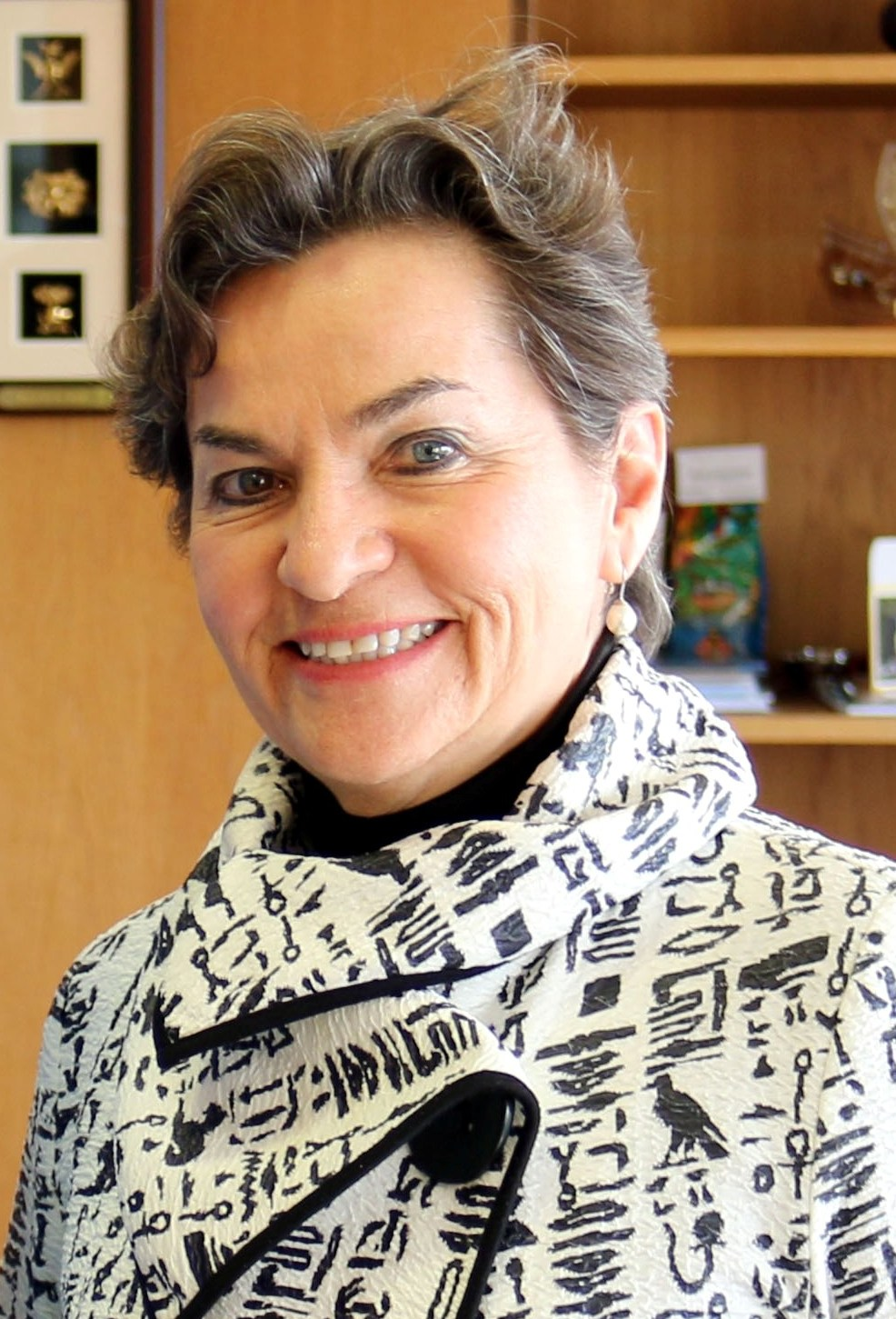
Christiana Figueres

Las mujeres han realizado importantes contribuciones a la investigación y las políticas sobre el cambio climático y al análisis más amplio de los problemas ambientales mundiales. Incluyen a muchas mujeres que son científicas, así como a legisladoras y activistas. Las mujeres que son investigadoras han hecho contribuciones significativas a las principales evaluaciones científicas, como las del Panel Intergubernamental sobre el Cambio Climático y la Evaluación de los Ecosistemas del Milenio, y están bastante bien representadas en los comités clave de cambio global del Consejo Internacional para la Ciencia (ICSU) y la Academia Nacional de Ciencias de Estados Unidos. Las mujeres han desempeñado importantes roles de liderazgo en la política climática internacional. Por ejemplo, Christiana Figueres lidera las negociaciones climáticas internacionales como Secretaria Ejecutiva de la Convención Marco de las Naciones Unidas sobre el Cambio Climático (CMNUCC) y la expresidenta irlandesa Mary Robinson es la enviada especial de las Naciones Unidas sobre el cambio climático. Susan Solomon presidió el grupo de trabajo 1 de ciencias del clima de la Cuarta Evaluación del Panel Intergubernamental sobre el Cambio Climático en 2007.

## Subrepresentación de las mujeres en la ciencia
Las mujeres en general están subrepresentadas en la ciencia y han enfrentado muchas barreras para su éxito y reconocimiento. Después de la revolución científica en el siglo XVII, las europeas se involucraron en la ciencia de la observación, incluida la astronomía, la historia natural y las observaciones meteorológicas, aunque muchas universidades no admitieron mujeres hasta finales del siglo XIX.
El último informe de la Fundación Nacional de Ciencias de Estados Unidos muestra que, si bien las mujeres obtienen la mitad de los títulos universitarios en ciencias e ingeniería, la mayoría de ellos son en biociencias (en especial, pre-medicina) en comparación con la física, las ciencias de la computación y la ingeniería (20%). En términos de doctorados, las mujeres también son solo el 20% de los doctorados en ingeniería y física. Aunque la proporción de catedráticas en los Estados Unidos. se ha duplicado desde 1993, las mujeres ocupan menos de un cuarto de los puestos docentes superiores en ciencia e ingeniería y las mujeres ganan menos que los hombres del mismo nivel.
Se ha observado que las mujeres de color, las indígenas y las del sur global tienen más probabilidades de ser pasadas por alto, de estar mal representadas en la academia y el liderazgo. Esto está asociado con un legado de discriminación, falta de oportunidades educativas, barreras del idioma y falta de esfuerzo para identificarlos y citarlos.

## Las mujeres en las disciplinas del cambio climático
Las mujeres están subrepresentadas en disciplinas clave para el estudio del cambio climático. Son una minoría en las ciencias de la tierra, donde las encuestas revelan que menos del 20% de los meteorólogos y geocientíficos son mujeres. Un análisis reciente de los programas de doctorado en ciencias atmosféricas de Estados Unidos revela que las mujeres constituían el 17 % de los docentes titulares y puestos titulares, con proporciones aún más pequeñas en los rangos superiores, y el 53% de los departamentos tenían dos o menos docentes mujeres. Están apenas mejor representadas en las ciencias ecológicas. Un estudio informa que son el 55% de los estudiantes de posgrado en ecología, pero solo un tercio de los profesores titulares son mujeres y que tres cuartos de los artículos en la revista internacional insignia, Ecology, están escritos por hombres. Las mujeres recibieron en proporción menos fondos para la investigación y tenían menos probabilidades de ser citadas por sus colegas. Las mujeres que son miembros de la Sociedad Ecológica de América aumentaron del 23% en 1992 al 37% en 2010.
La Organización de las Naciones Unidas para la Educación, la Ciencia y la Cultura publica datos sobre las mujeres en la ciencia en el mundo. En general, están mejor representadas como parte del total de investigadores científicos en América Latina, Oceanía y Europa (30%+) y menos en Asia (19%).

## Argumentos a favor de las mujeres en la ciencia y el cambio climático
Se argumenta que cuando se pasa por alto a las mujeres como académicas y tomadoras de decisiones, el mundo no logra aprovechar toda su capacidad humana, que es necesaria para cuestiones tan urgentes como el cambio climático. Las mujeres también pueden adoptar enfoques más colaborativos, en especial en las negociaciones, y pueden prestar más atención a los grupos desfavorecidos y al entorno natural.
El género se ha convertido en un problema debido a los roles esenciales de las mujeres en la gestión de recursos como el agua, los bosques y la energía, y dado que las mujeres lideran las luchas por la protección del ambiente.
Se ha expresado una preocupación general sobre la necesidad de resaltar el trabajo de las mujeres e incluir a más mujeres en los comités principales para brindar equilibrio de género, justicia social e inspiración a las jóvenes para ingresar a carreras científicas. Esto refleja argumentos más generales sobre las barreras para el avance y la necesidad de que ellas se "inclinen" a los puestos de liderazgo.

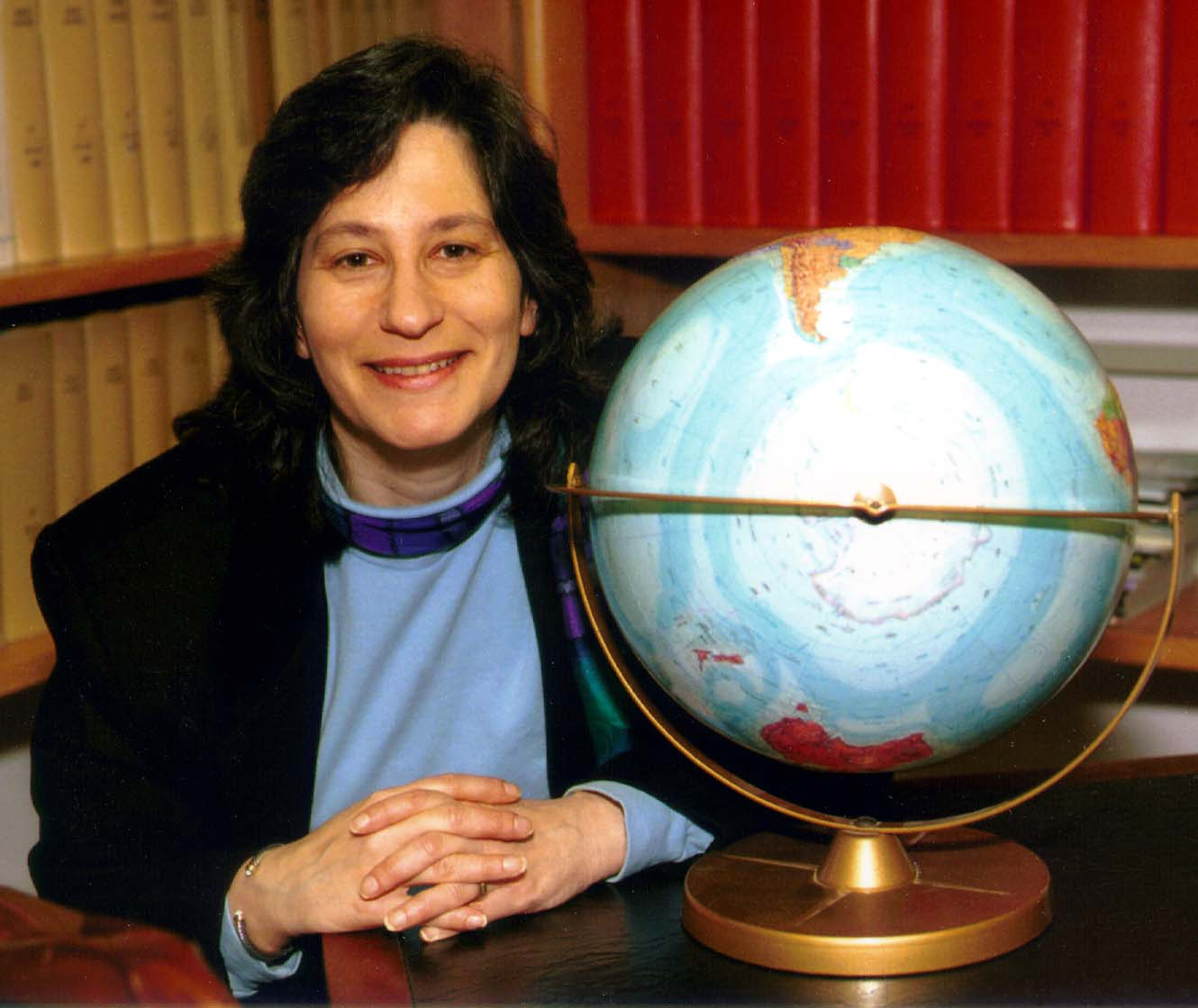
Susan Solomon

## Mujeres y política climática internacional
El documento final de la Conferencia Río+20 sobre el Desarrollo Sostenible - El futuro que queremos - reconoció la necesidad de eliminar las barreras a la participación plena e igualitaria de las mujeres en la toma de decisiones y la gestión y la necesidad de aumentar el número de mujeres en puestos de liderazgo. Un informe elaborado por ONU Mujeres, la Fundación Mary Robinson - Justicia Climática, la Alianza Global de Género y Clima y la CMNUCC reconoce las desigualdades estructurales que impiden la representación de las mujeres en la ciencia, las negociaciones y las políticas climáticas y recomienda un mayor equilibrio de género en la CMNUCC y delegaciones nacionales. El informe argumenta que los "desafíos del cambio climático no se pueden resolver sin empoderar a las mujeres" y que las mujeres han sido marginadas en las negociaciones internacionales. Informa datos que muestran una débil representación de las mujeres en las instituciones de la CMNUCC, incluido el comité de adaptación (25 %), el consejo del FMAM (19 %) y el grupo de expertos (15 %) y que, en general, las mujeres constituyen menos del 20 % de la delegación jefes y menos del 30% de los miembros de la delegación en las conferencias de la CMNUCC.

## El Mantropoceno

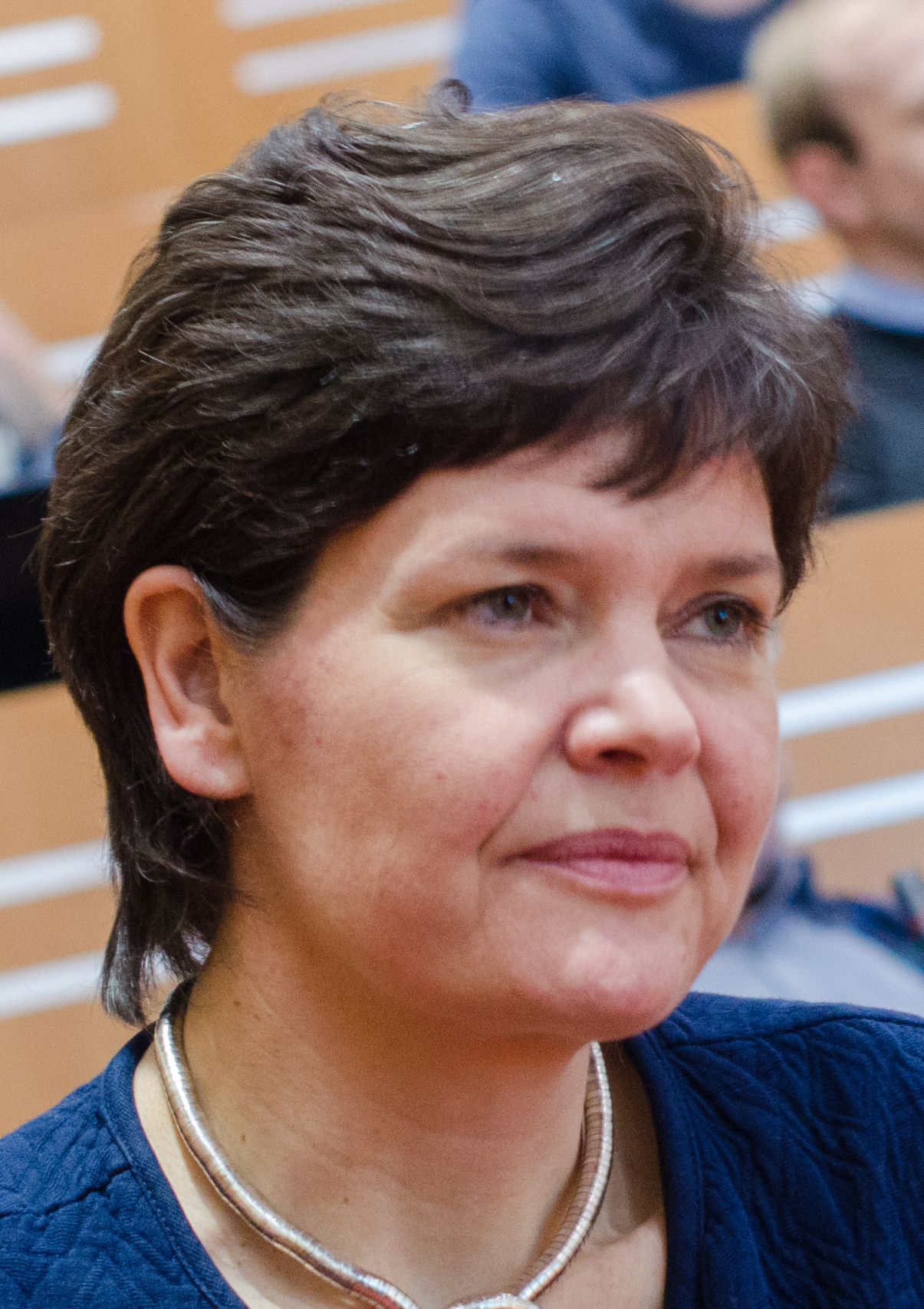
Kate Raworth

Kate Raworth hizo un llamado a la ciencia internacional para que preste mayor atención a la inclusión de mujeres que son académicas y luego en su artículo "¿Debe el Antropoceno ser el Mantropoceno?" Señaló que el grupo de trabajo de 36 científicos y académicos que se reunieron en Berlín en 2014 para comenzar a evaluar la evidencia de que la humanidad estaba entrando en una nueva época, el Antropoceno, estaba compuesta casi en su totalidad por hombres. Ella afirmó: "Los principales científicos pueden tener el intelecto para reconocer que nuestra era planetaria está dominada por la actividad humana, pero aún parecen ignorar el hecho de que sus propias deliberaciones intelectuales están extrañamente dominadas por voces masculinas blancas del norte".

## Mujeres trabajando sobre el cambio climático
Hay una variedad de formas de identificar a las mujeres que han hecho contribuciones importantes sobre el cambio climático. La primera es la lista de autores de las evaluaciones internacionales de alto nivel de la ONU y otras organizaciones como el Panel Intergubernamental sobre el Cambio Climático y la Convención Marco de las Naciones Unidas sobre el Cambio Climático (UNFCCC). El segundo es examinar a las mujeres que han sido invitadas a unirse a los consejos editoriales de revistas arbitradas sobre el cambio climático. Un tercero es observar la membresía de los comités de cambio global del Consejo Internacional para la Ciencia (ICSU). Y un cuarto es reconocer a las mujeres que son miembros de su Academia Nacional de Ciencias que trabajan en el cambio climático. Muchos de ellos son IPCC u otros autores de informes, y también miembros de los comités de ICSU, miembros de su Academia Nacional y otras marcas de logros.
Siete ciudades de todo el mundo han designado a mujeres como Chief Heat Officers (CHOs) para tomar medidas contra el calor extremo debido a las consecuencias del cambio climático.

## Ecofeminismo

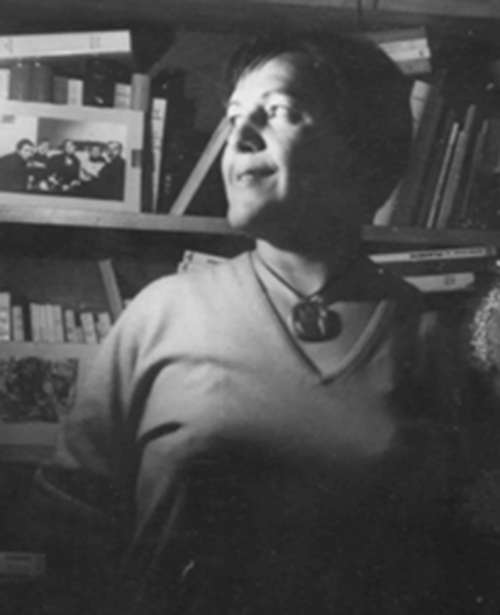
Françoise d'Eaubonne

El ecofeminismo es una rama del feminismo que considera que el ambientalismo y la relación entre las mujeres y la tierra están interrelacionados. Según Françoise d'Eaubonne en su libro Le Féminisme ou la Mort (1974), el ecofeminismo relaciona la opresión y dominación de todos los grupos marginados (mujeres, personas de color, niños, pobres) con la opresión y dominación de la naturaleza (animales, tierra, agua, aire, etc.).

## El efecto Greta Thunberg

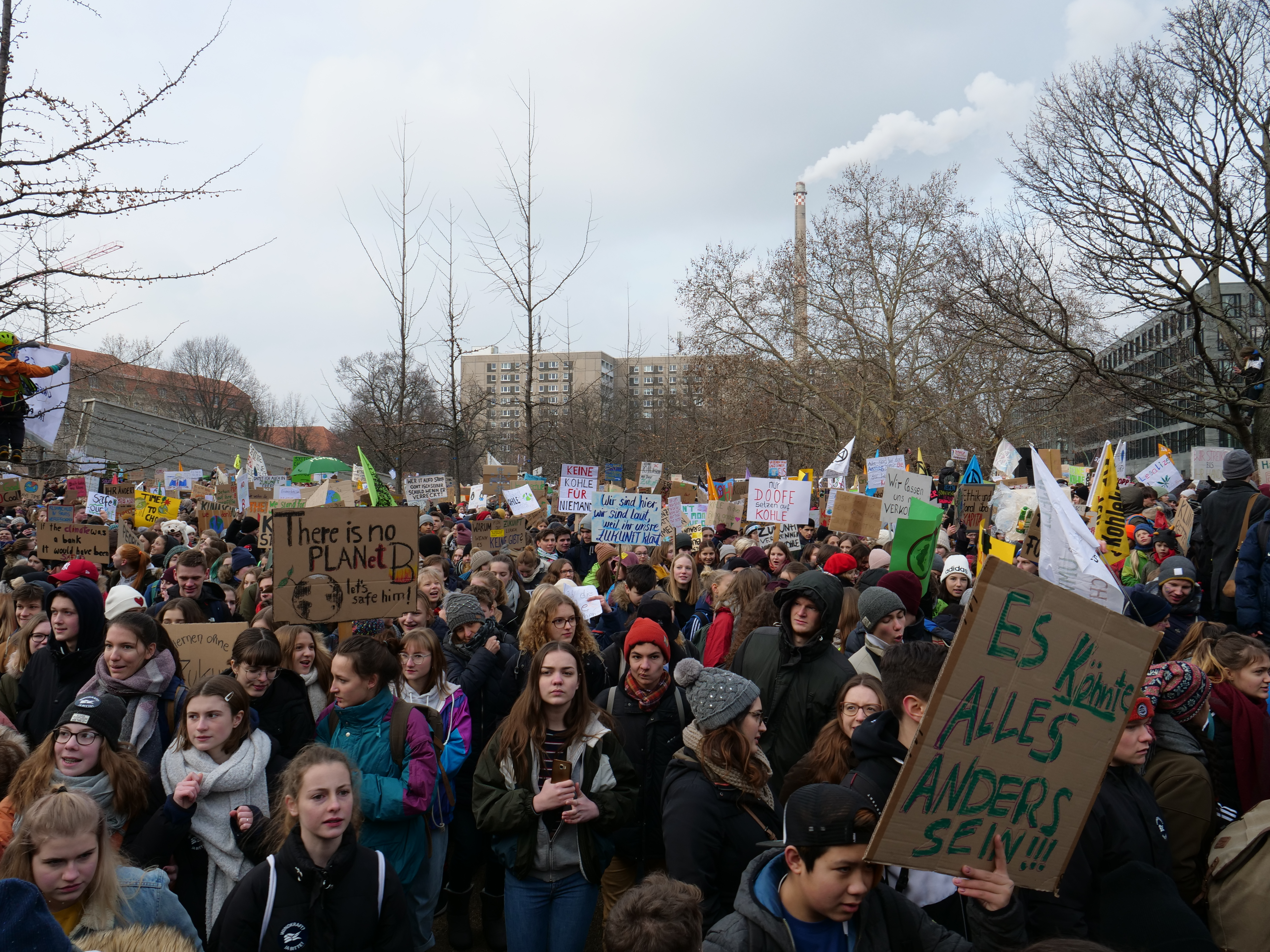
Viernes por el Futuro

Las jóvenes están tomando más medidas a una edad más temprana, lo que se conoce como el "efecto Greta Thunberg". Greta Thunberg es una activista ambiental de veinte años, conocida por su trabajo en la lucha contra el cambio climático, y es vista como un modelo a seguir para las niñas más jóvenes. Estas nuevas generaciones de niñas están siendo llamadas "guerreras ecologistas", están tomando acciones por el medio ambiente de varias maneras. En Kazajistán, un grupo de jóvenes llamado Team Coco se han unido para luchar contra los problemas ecológicos que contaminan su nación, para lograrlo han creado una aplicación conocida como TECO que es un "juego de realidad aumentada que fusiona herramientas educativas y de entretenimiento". para ayudar a los jugadores a cambiar su comportamiento y ser más conscientes del medio ambiente". Más niñas han estado tomando medidas contra el cambio climático mediante el uso de la tecnología y, a su vez, ayudan a alentar a otros líderes políticos a tomar medidas por el cambio climático y las corporaciones comerciales para reducir la huella de carbono que dejan atrás.

## Mujeres investigadoras del clima

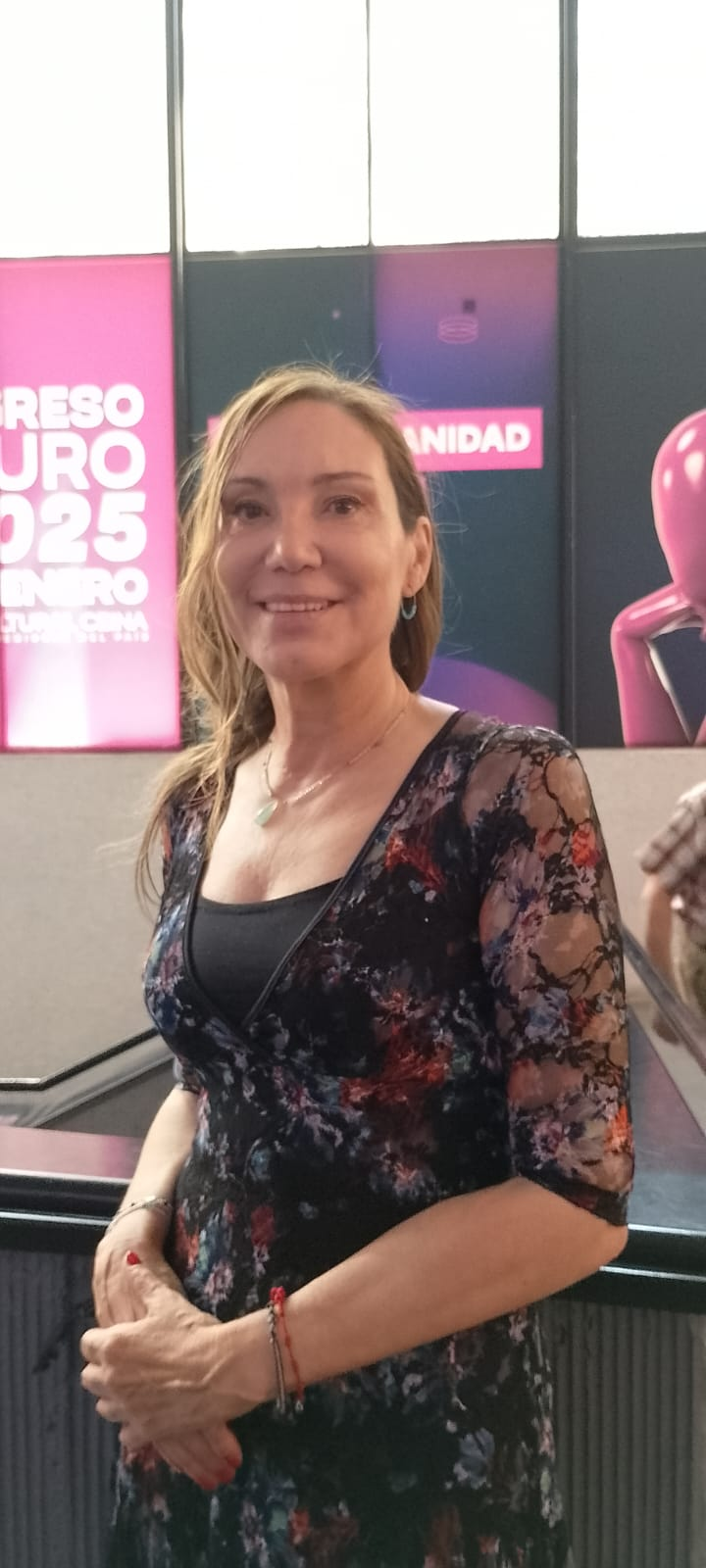
Paulina Aldunce

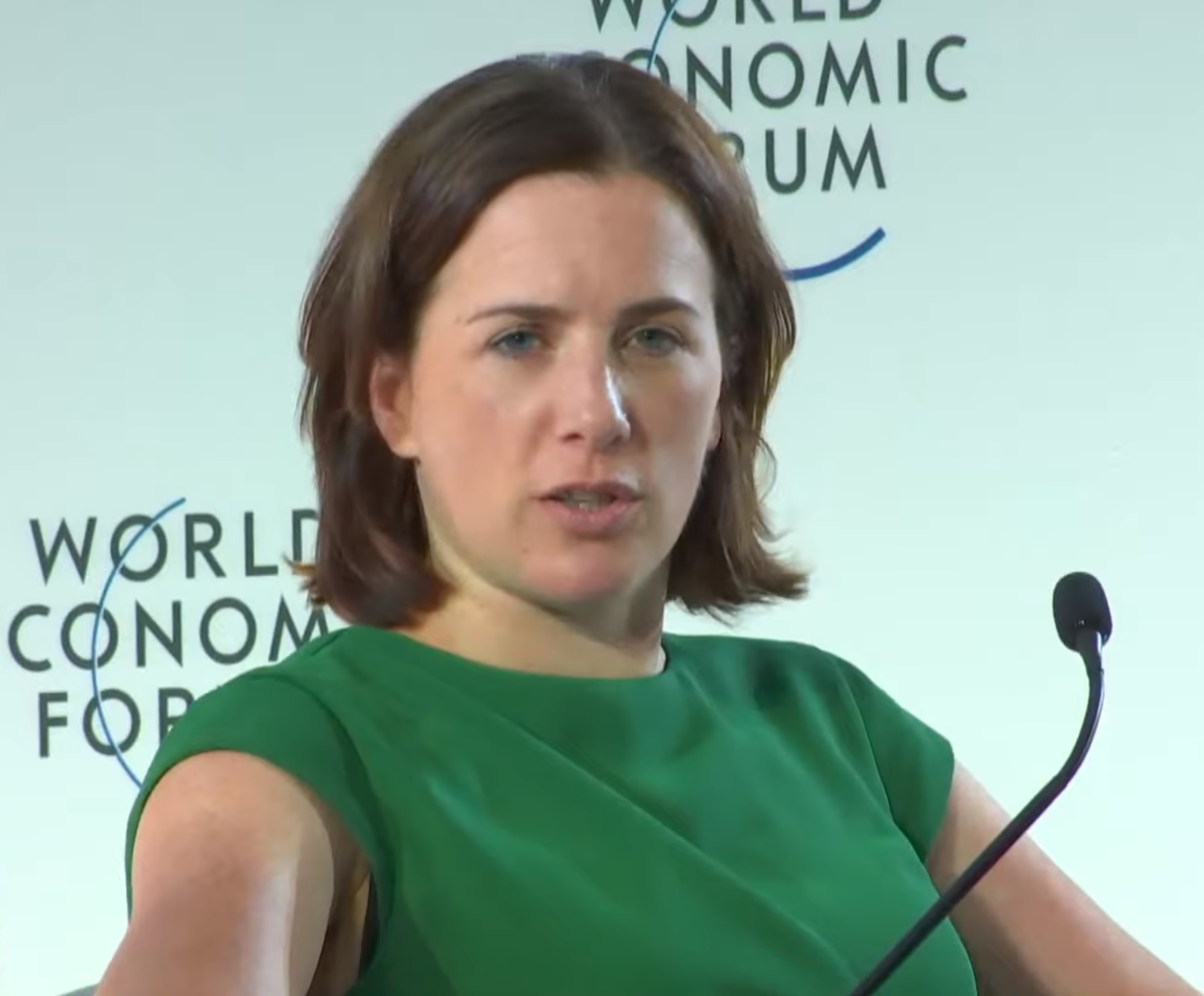
Jane Burston

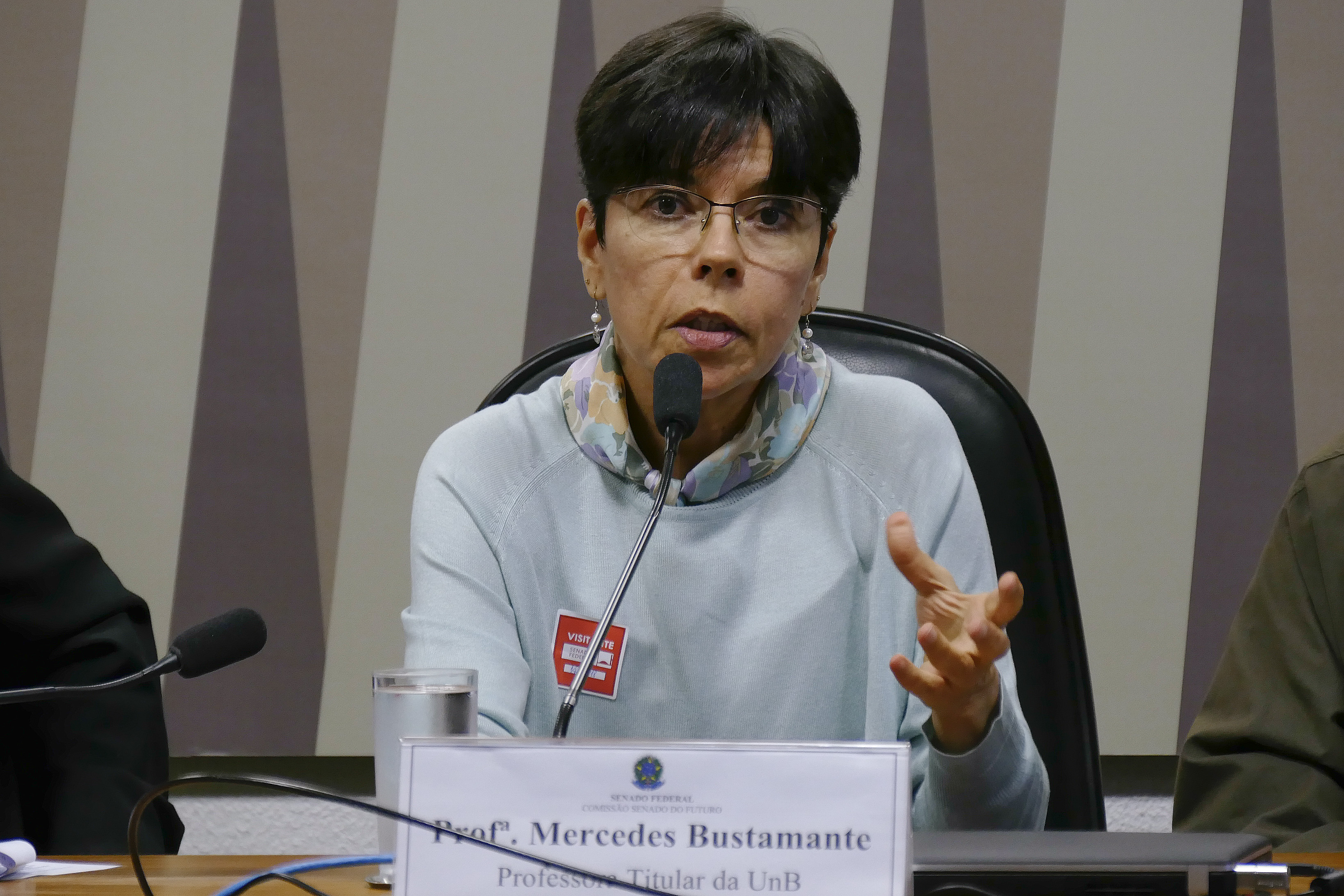
Mercedes Bustamante

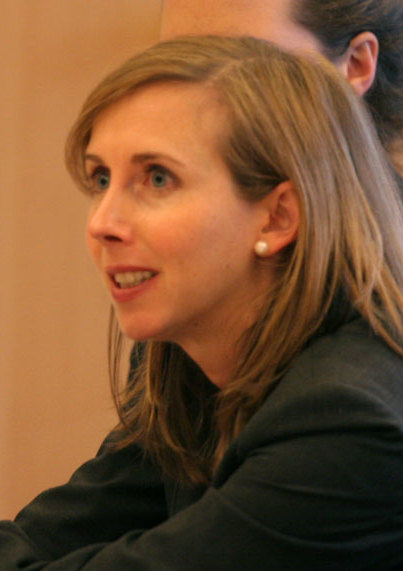
Heidi Cullen

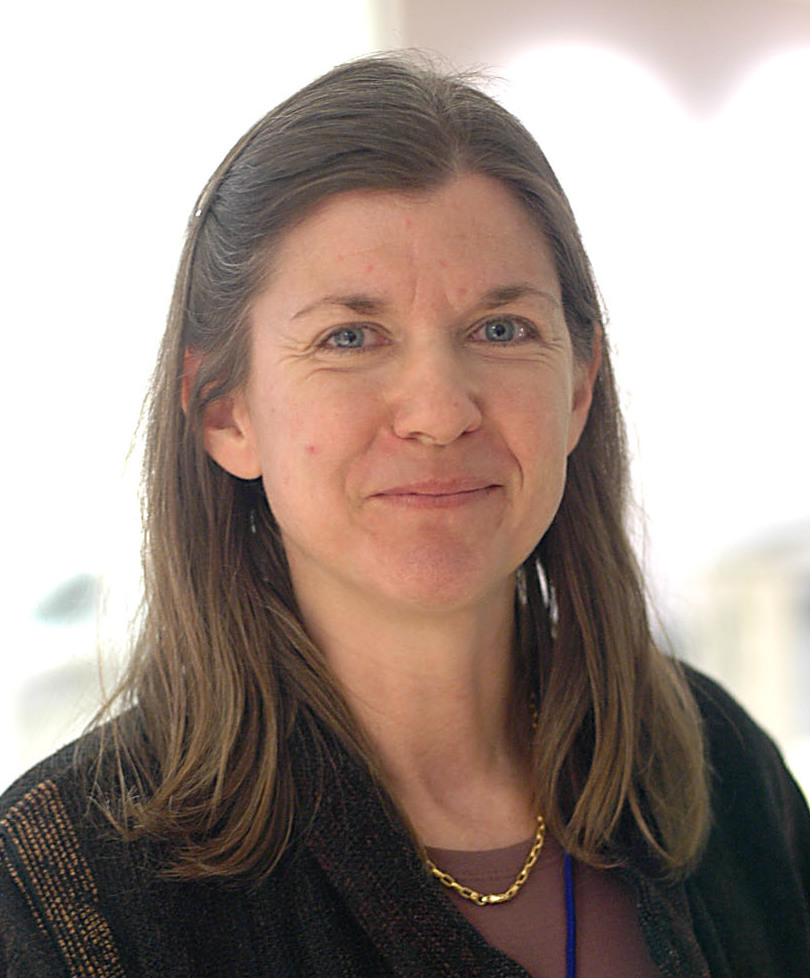
Judith Curry

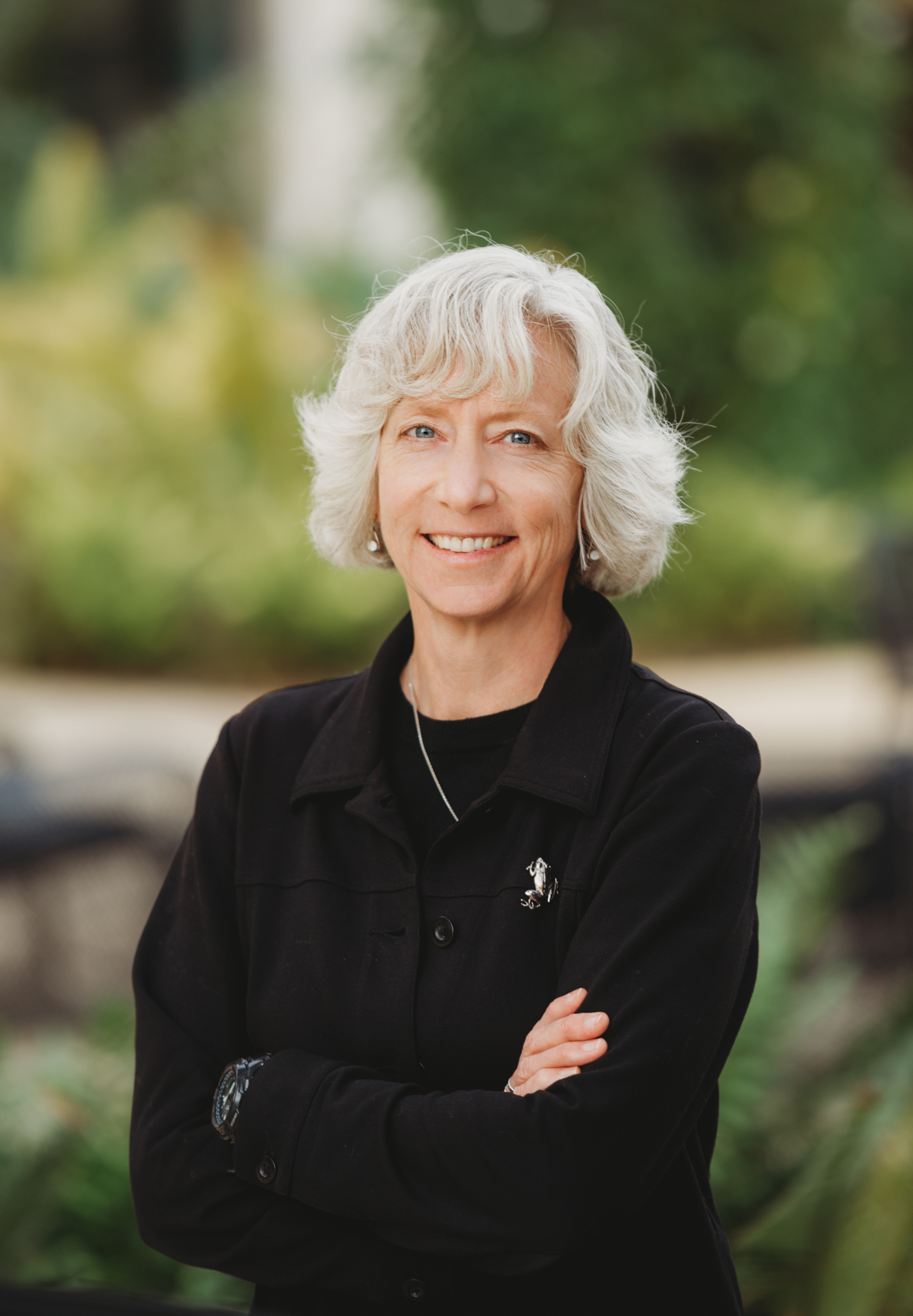
Gretchen Daily

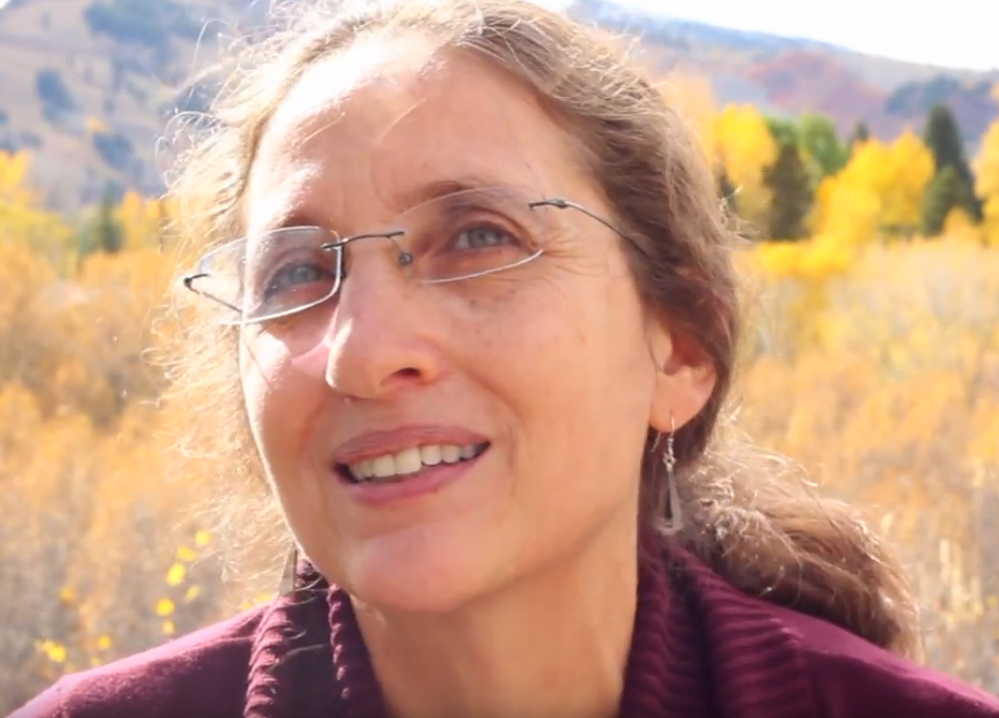
Ruth DeFries

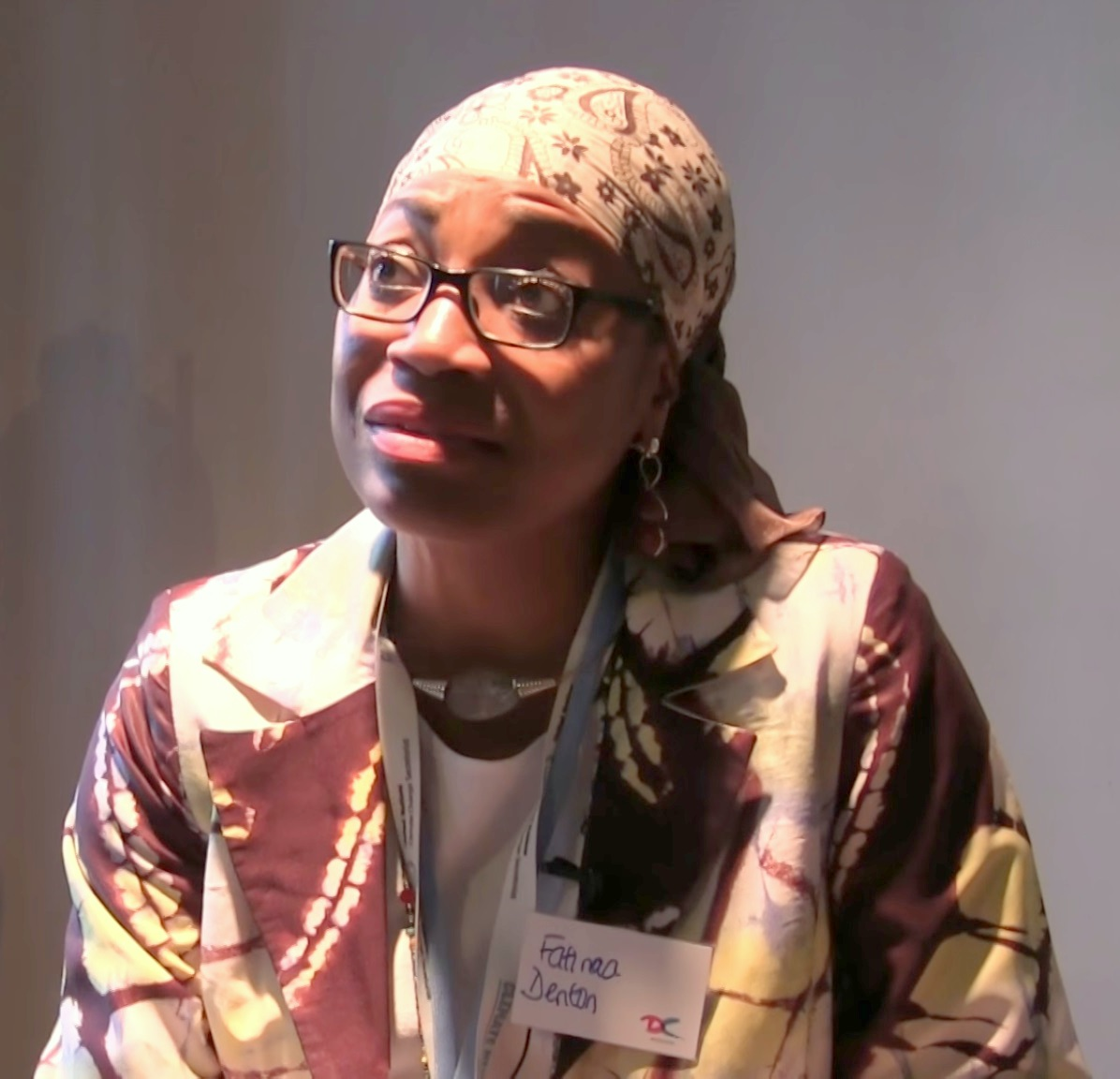
Fatima Denton

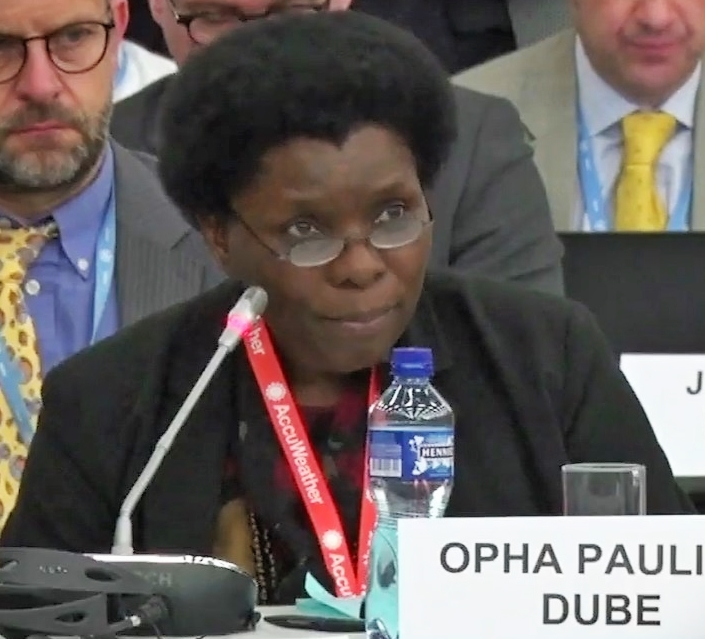
Pauline Dube

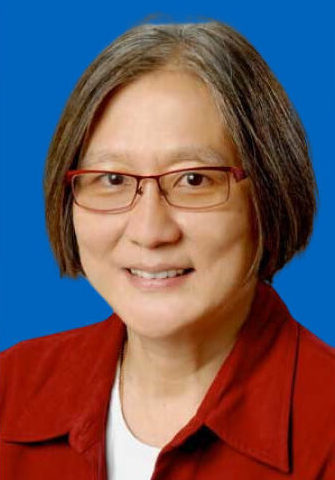
Inez Fung

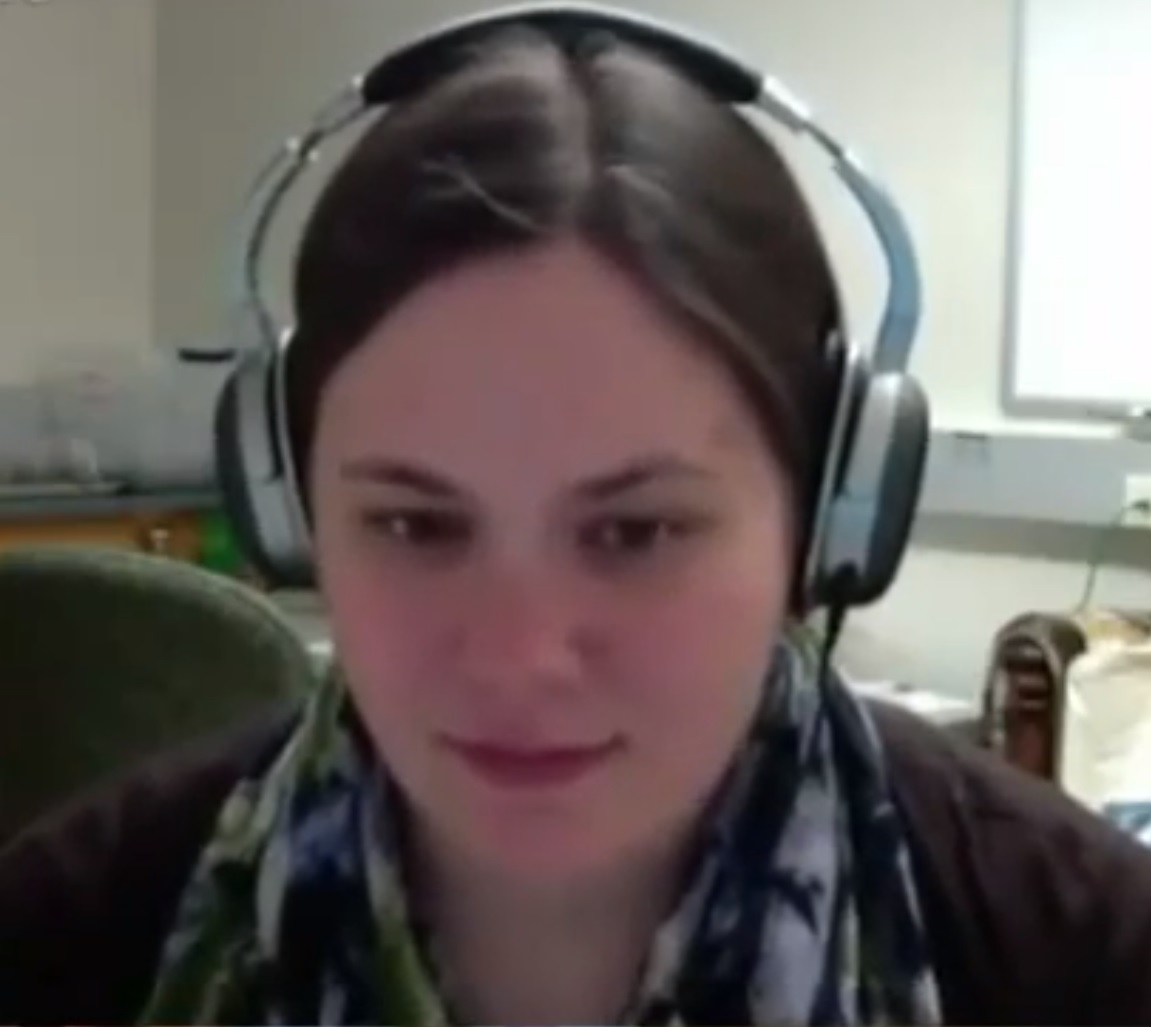
Jacquelyn Gill

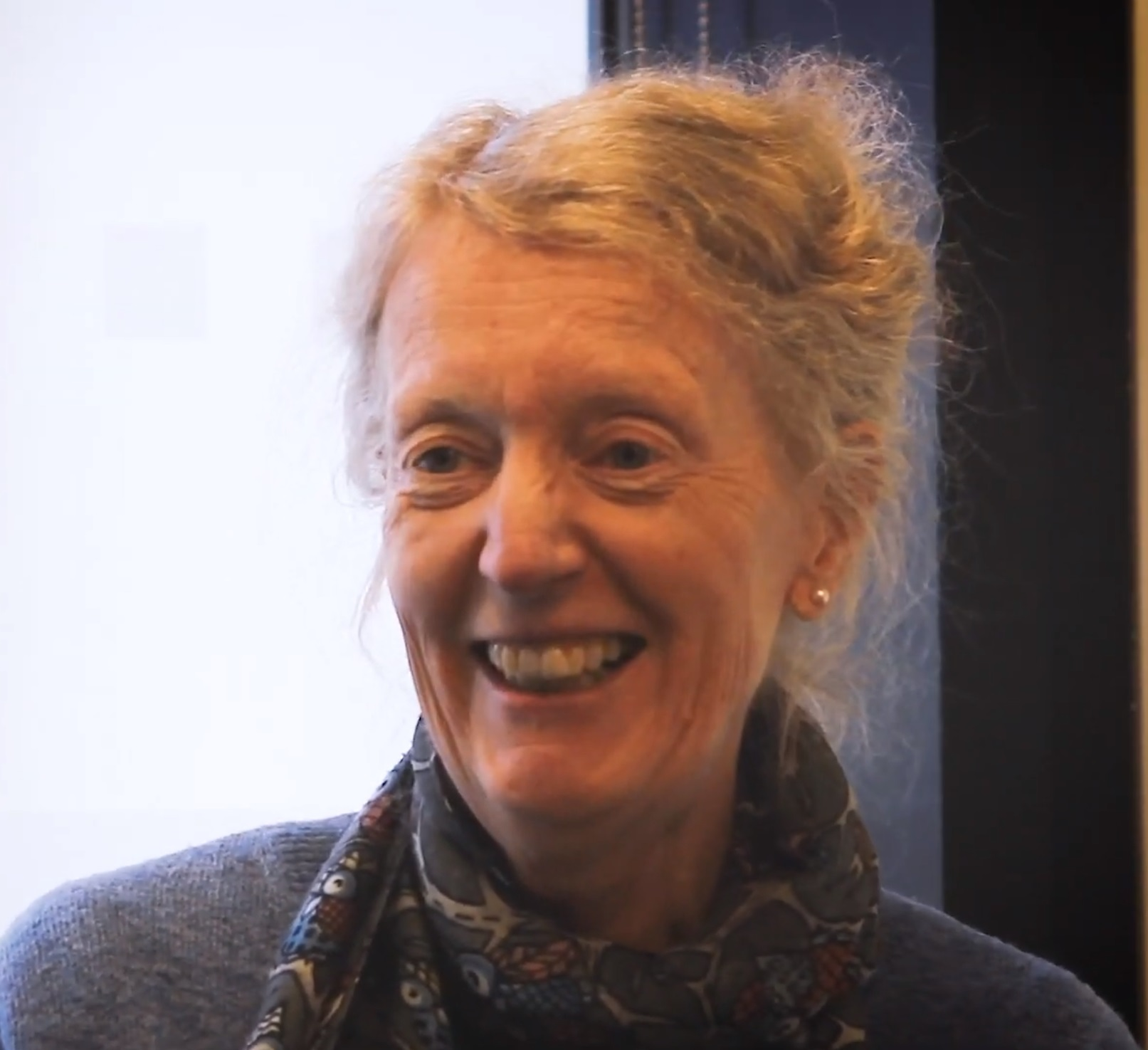
Joanna Haigh

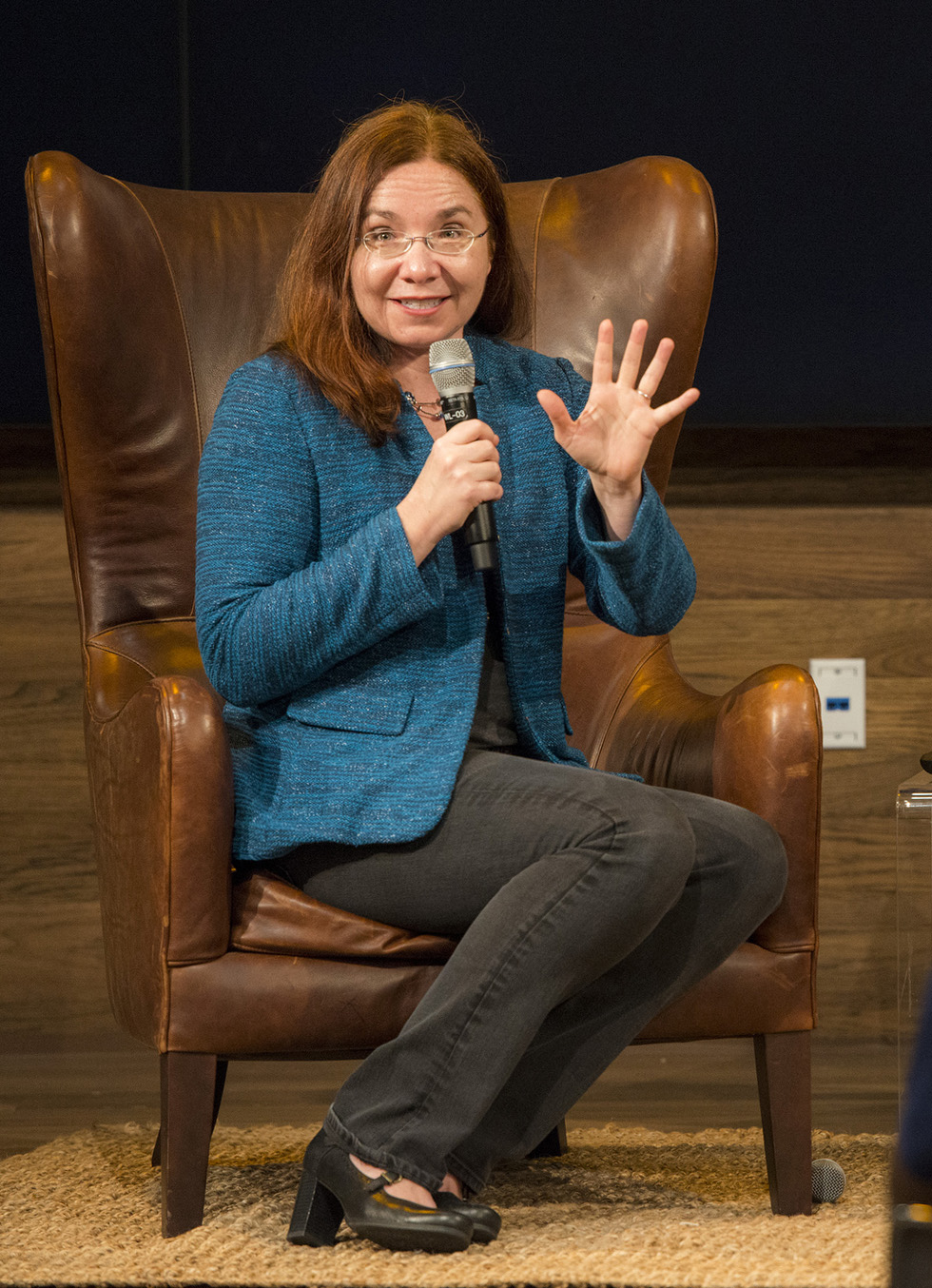
Katharine Hayhoe

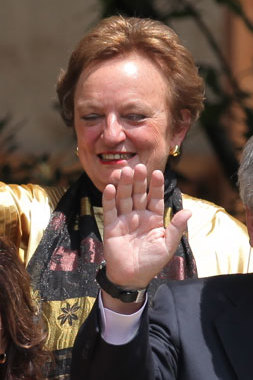
Mary Therese Kalin

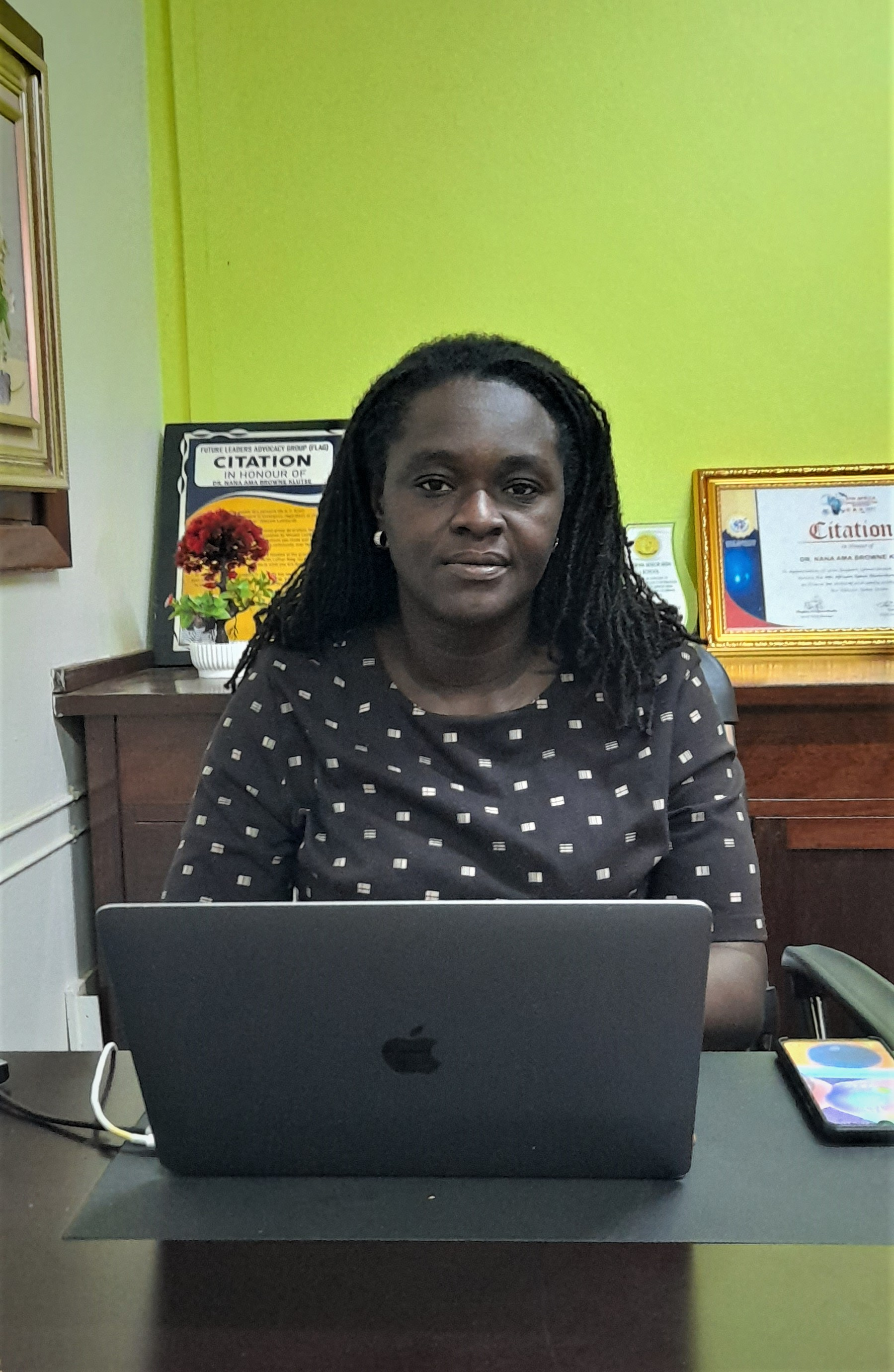
Nana Klutse

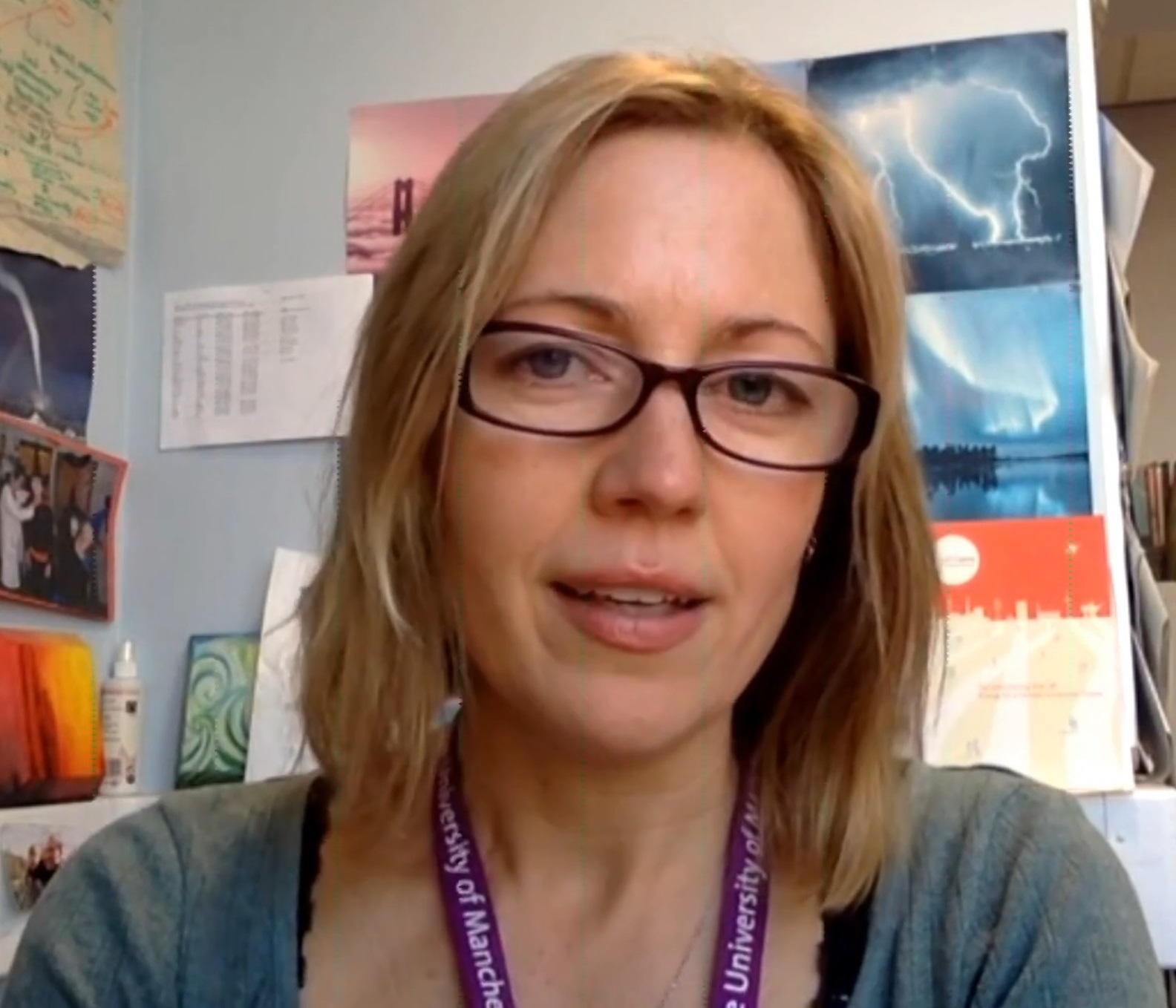
Alice Larkin

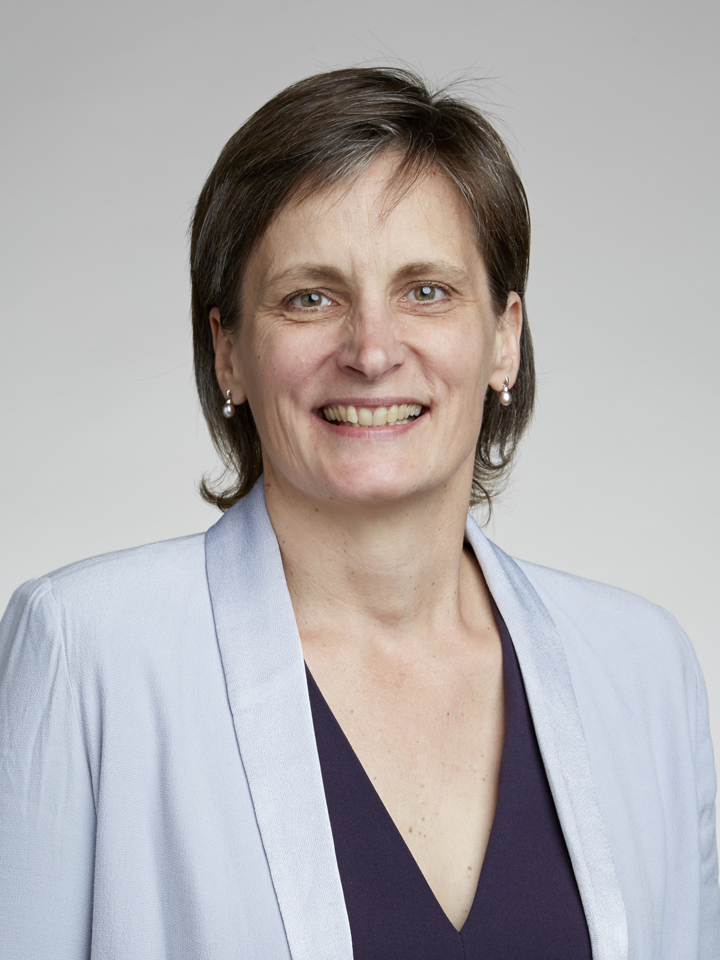
Corinne Le Quéré

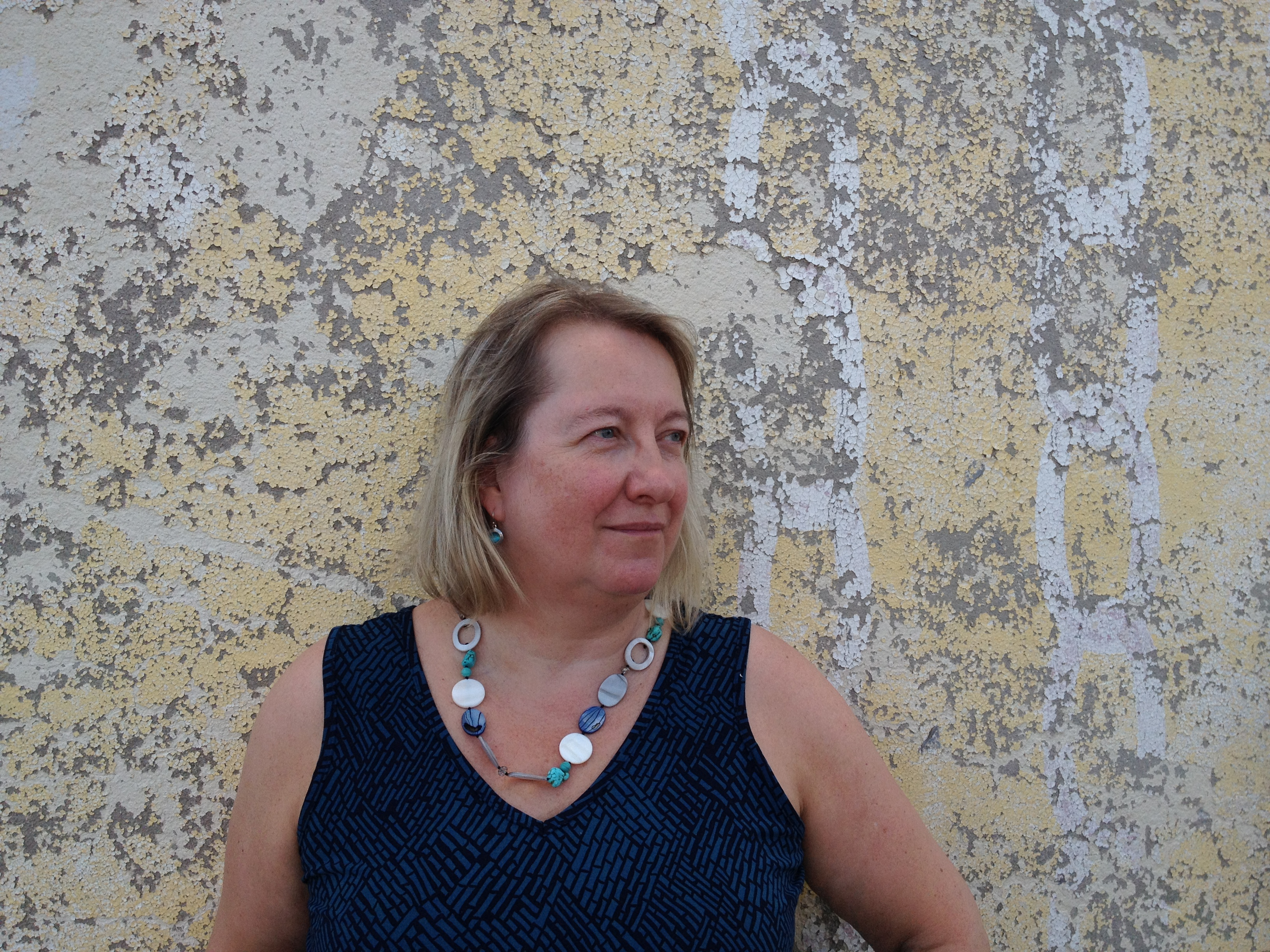
Diana Liverman

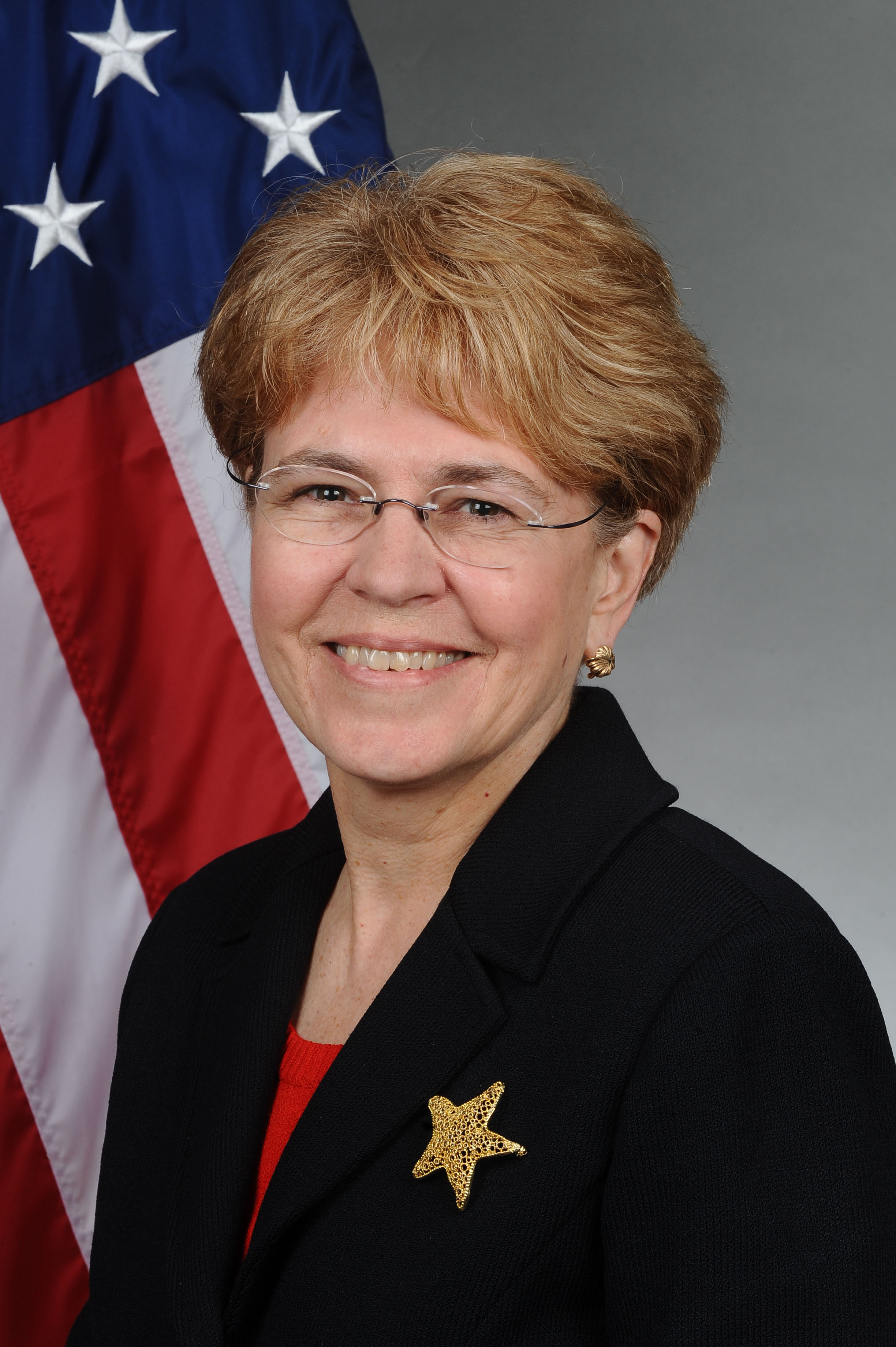
Jane Lubchenco

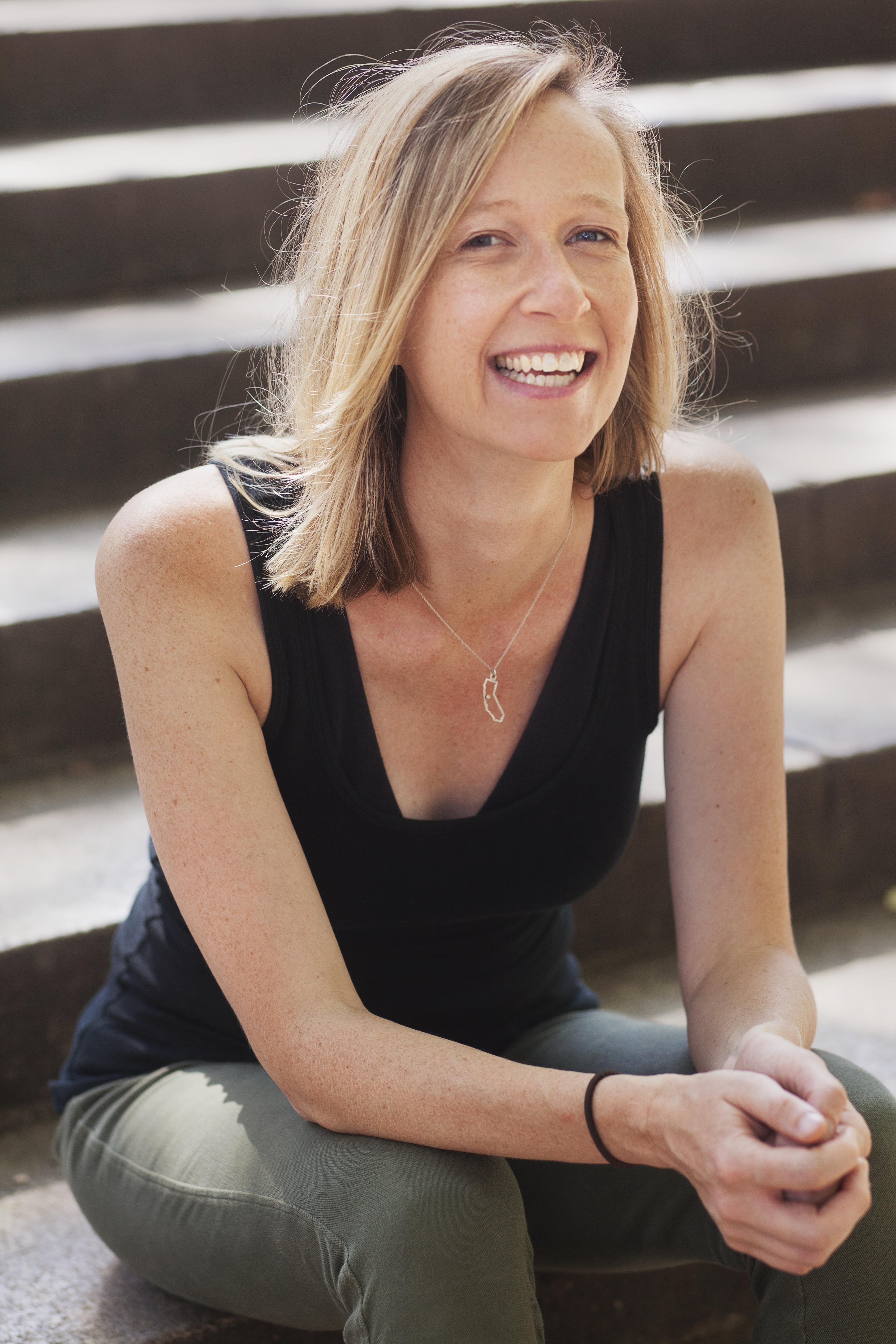
Kate Marvel

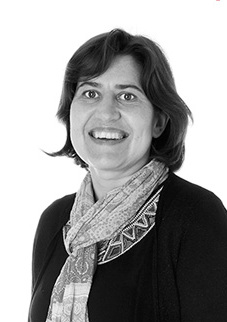
Valérie Masson-Delmotte

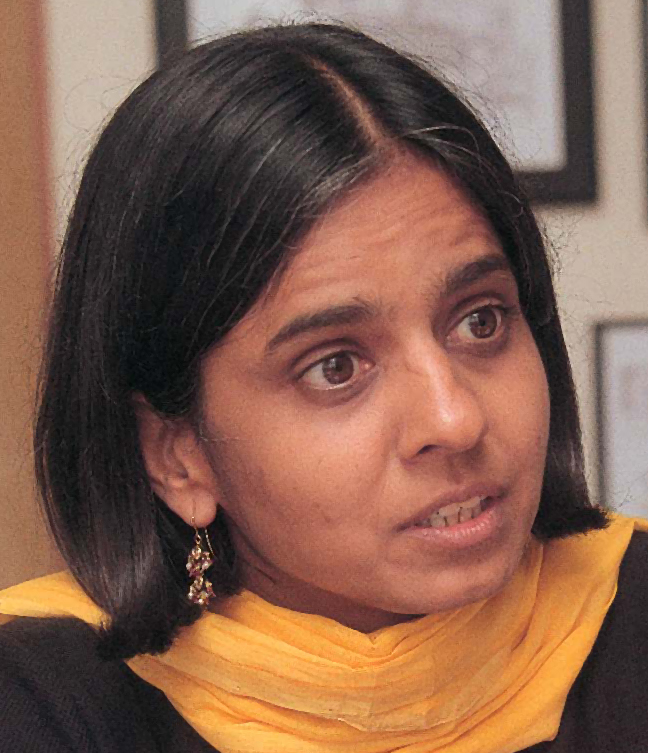
Sunita Narain

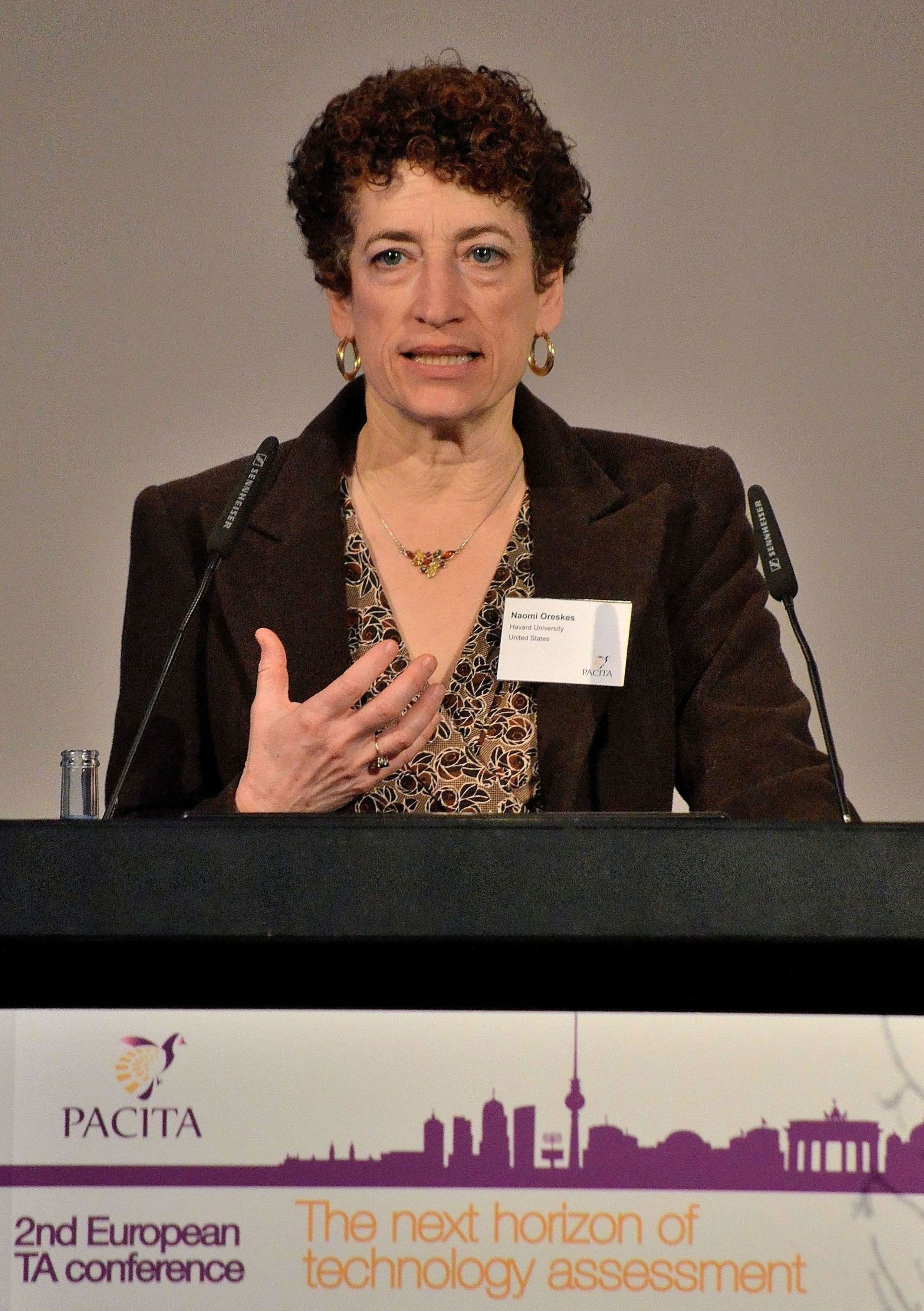
Naomi Oreskes

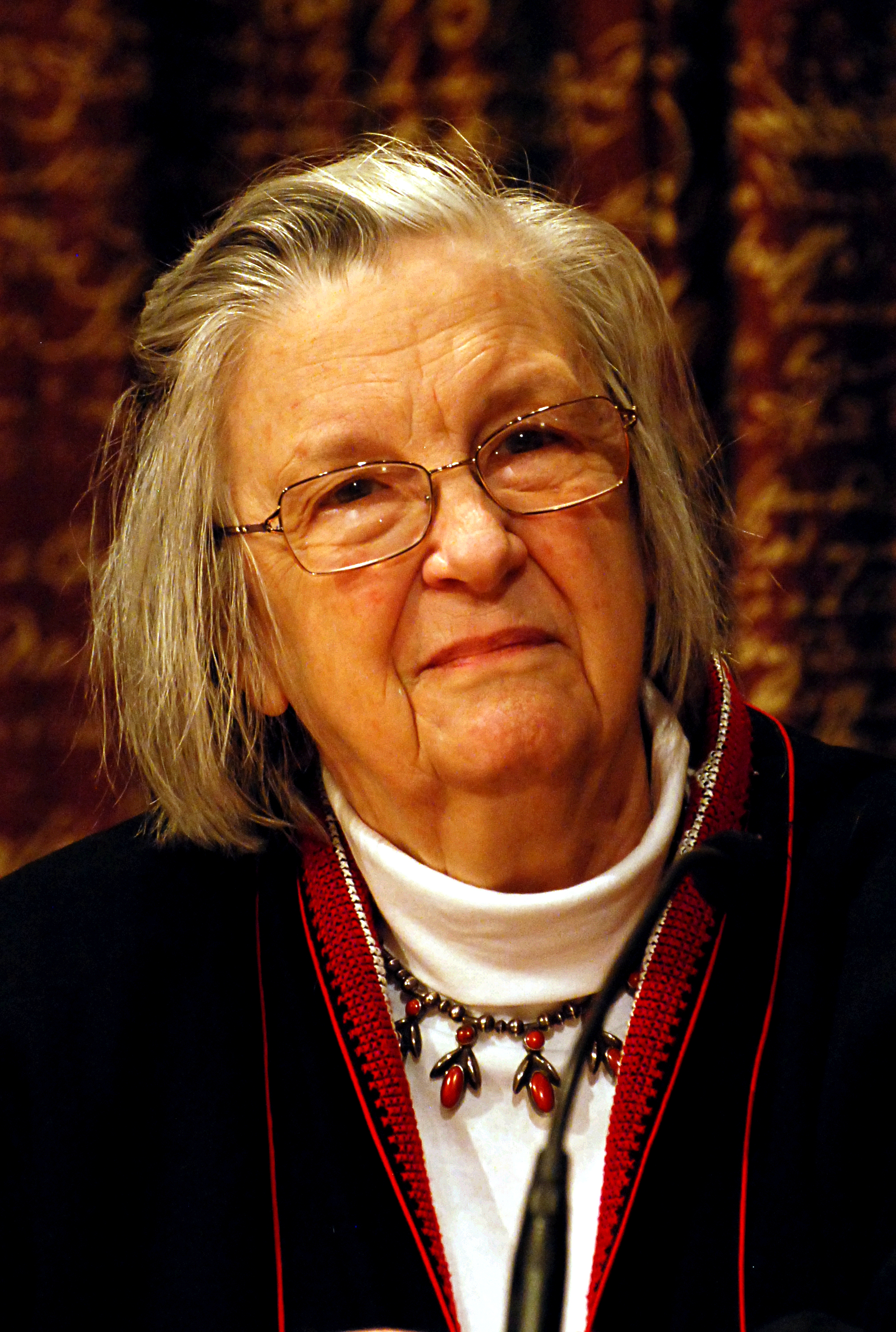
Elinor Ostrom

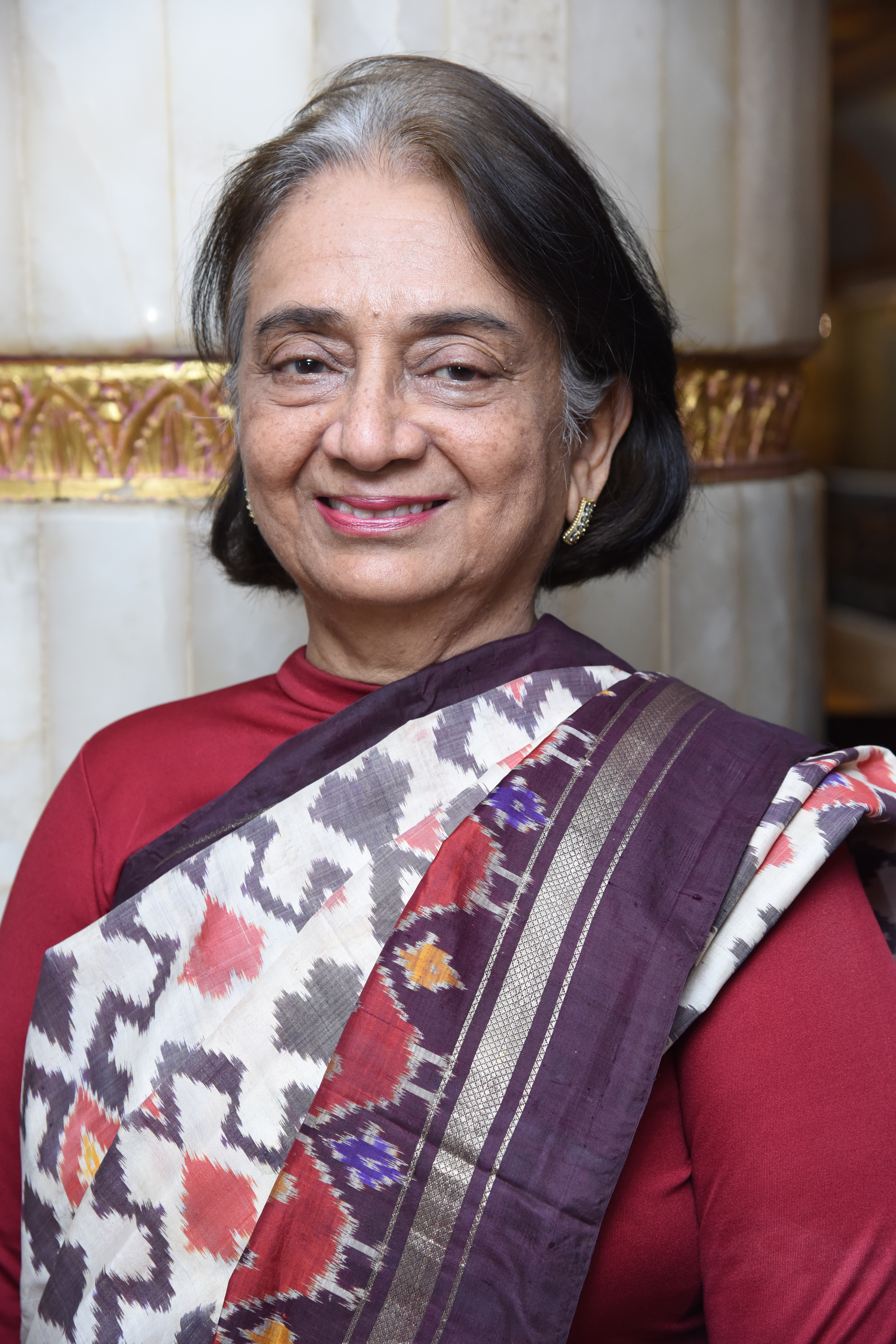
Jyoti Kirit Parikh

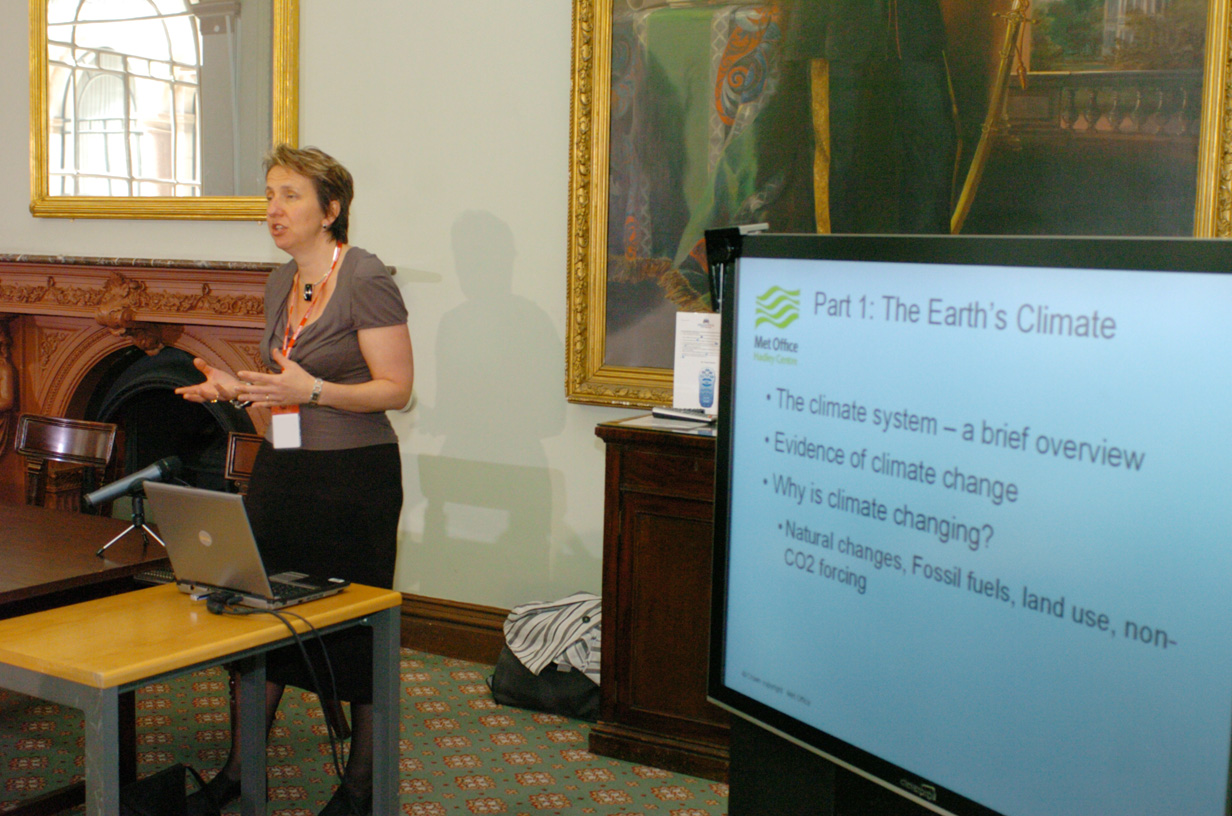
Vicky Pope

Maureen Raymo

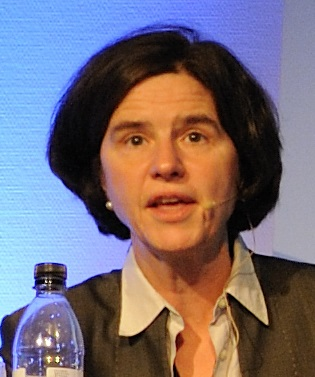
Katherine Richardson Christensen

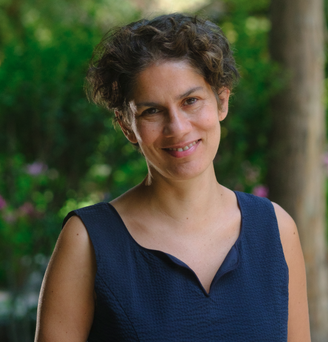
Maisa Rojas

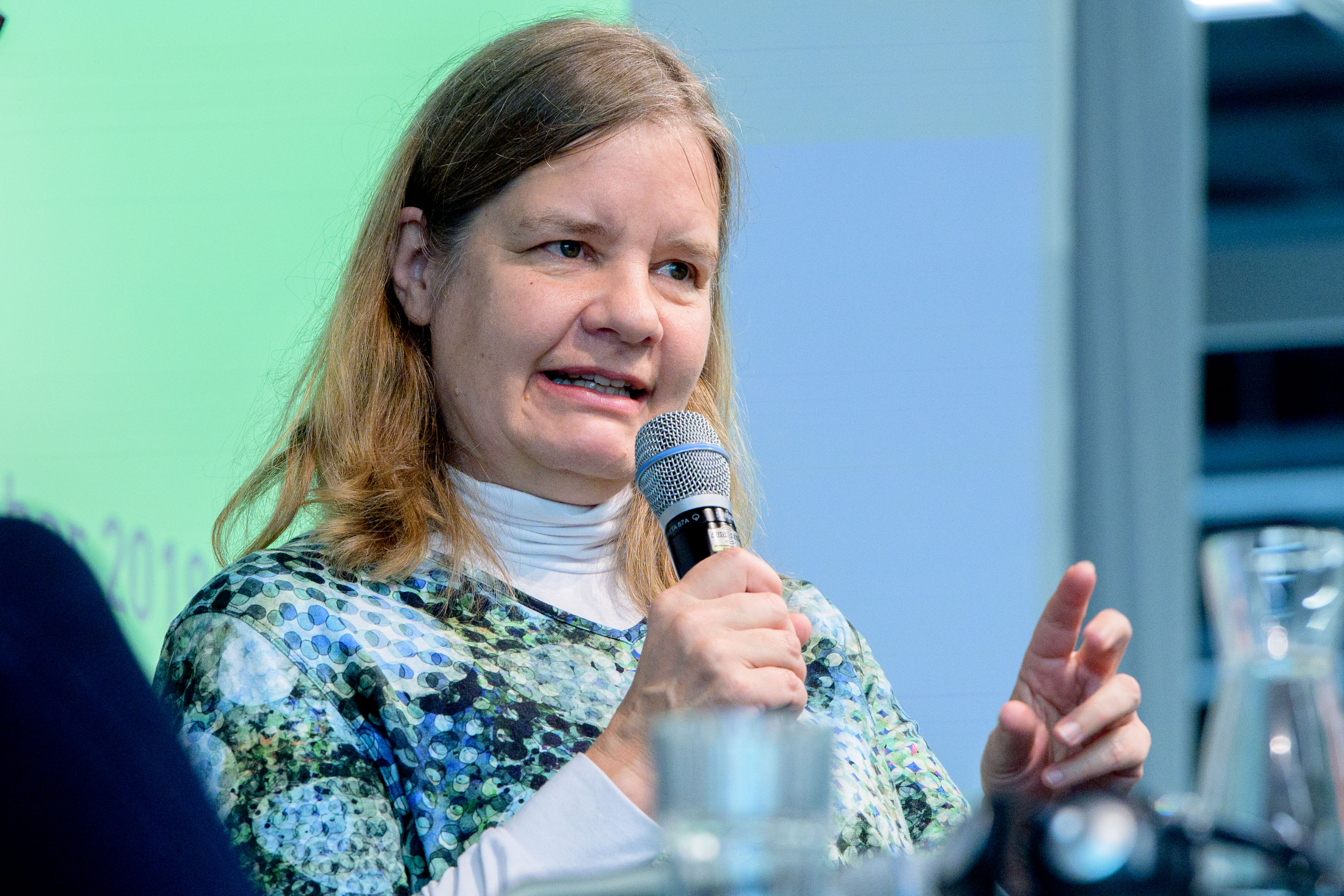
Miranda Schreurs

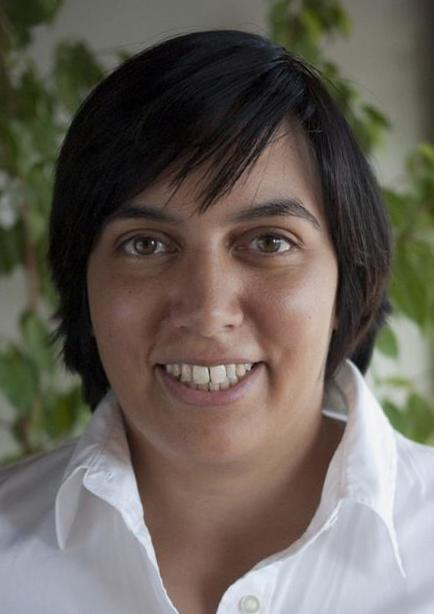
Sonia I. Seneviratne

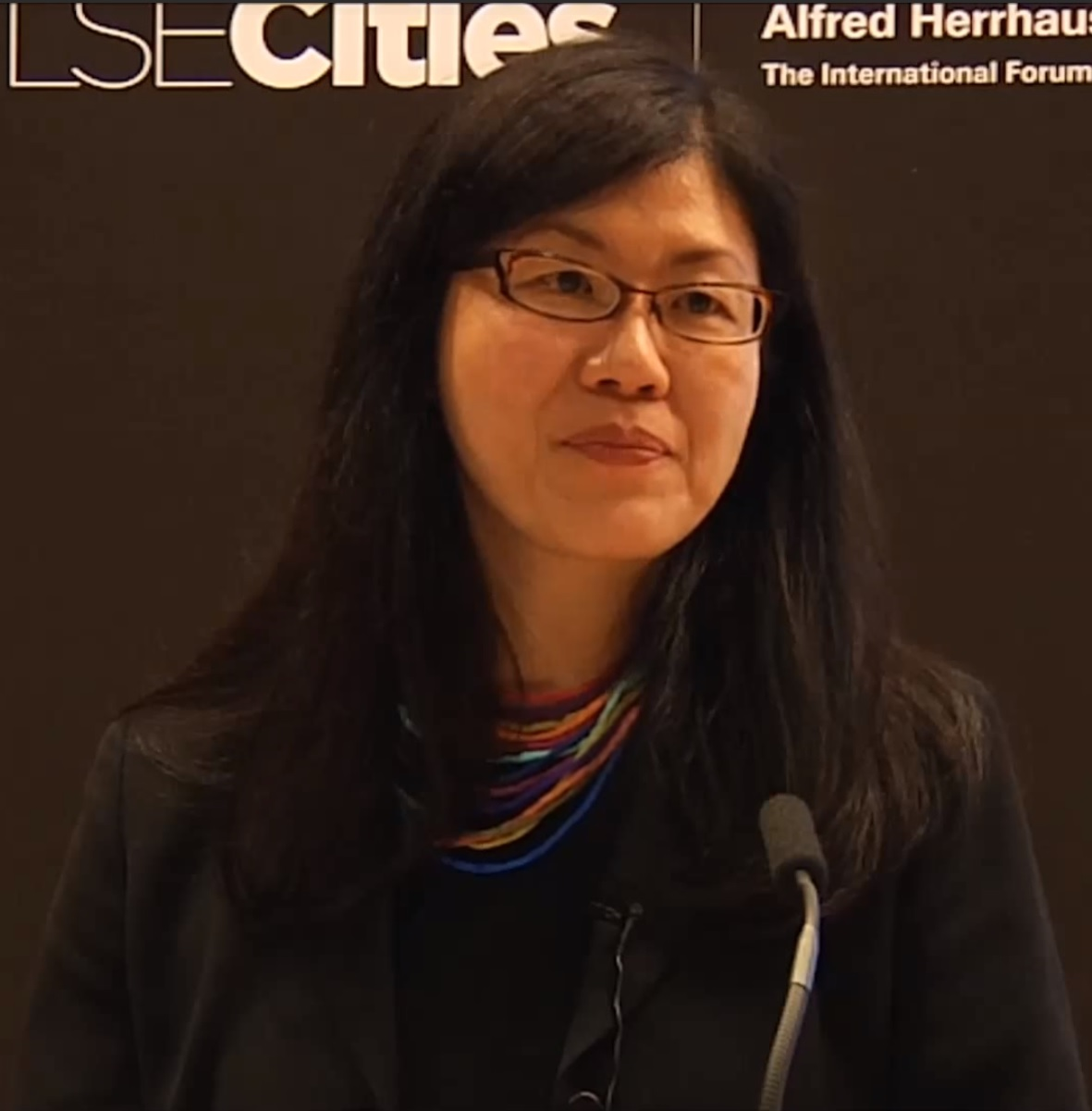
Karen Seto

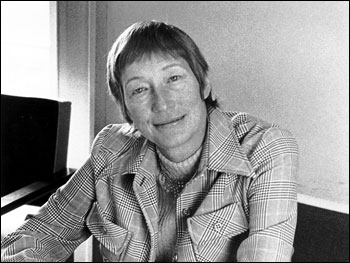
Joanne Simpson

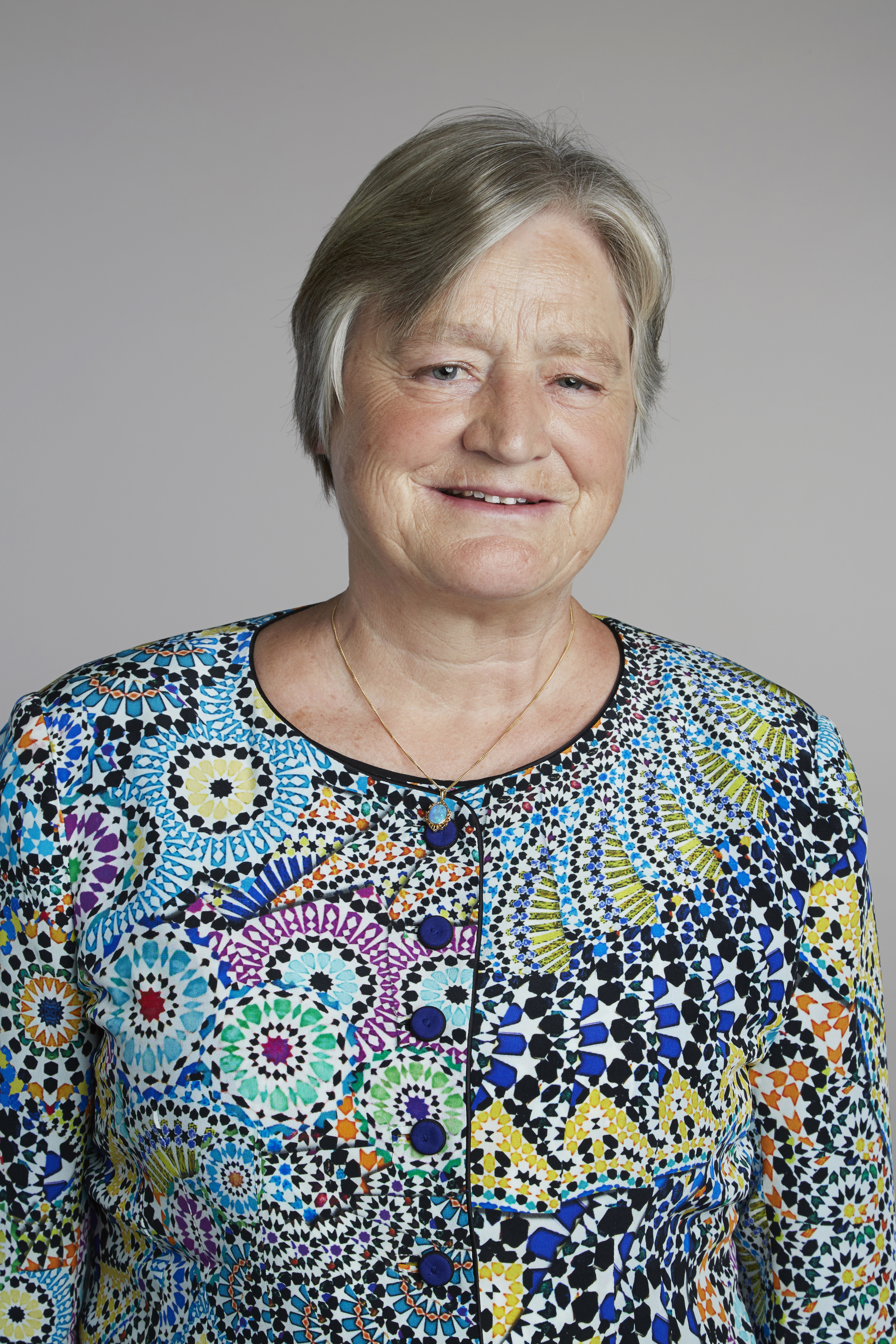
Julia Slingo

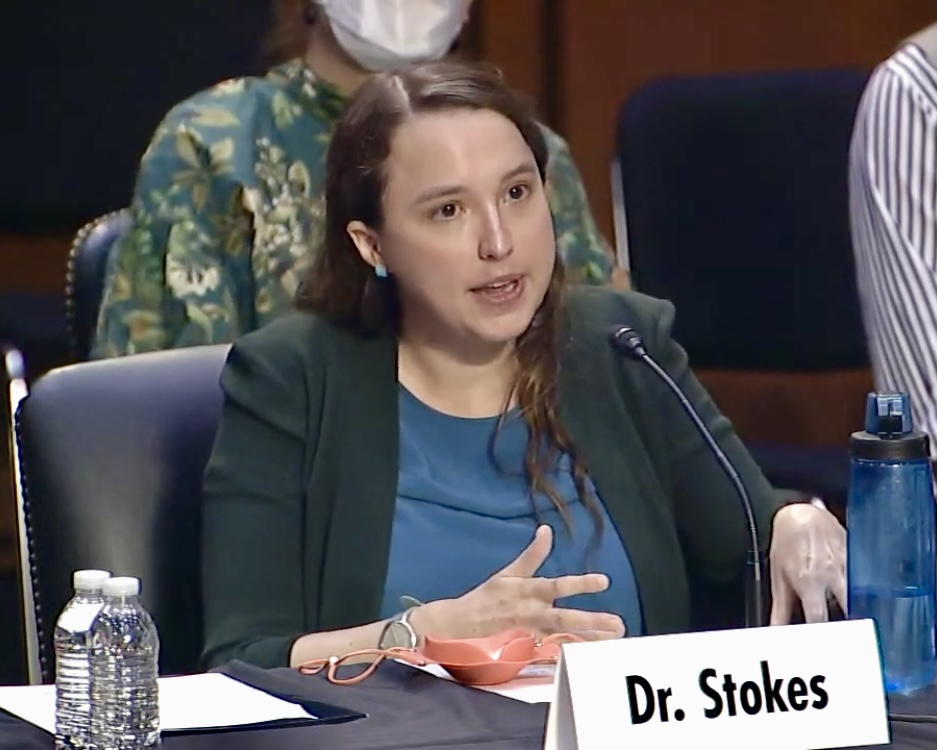
Leah Stokes

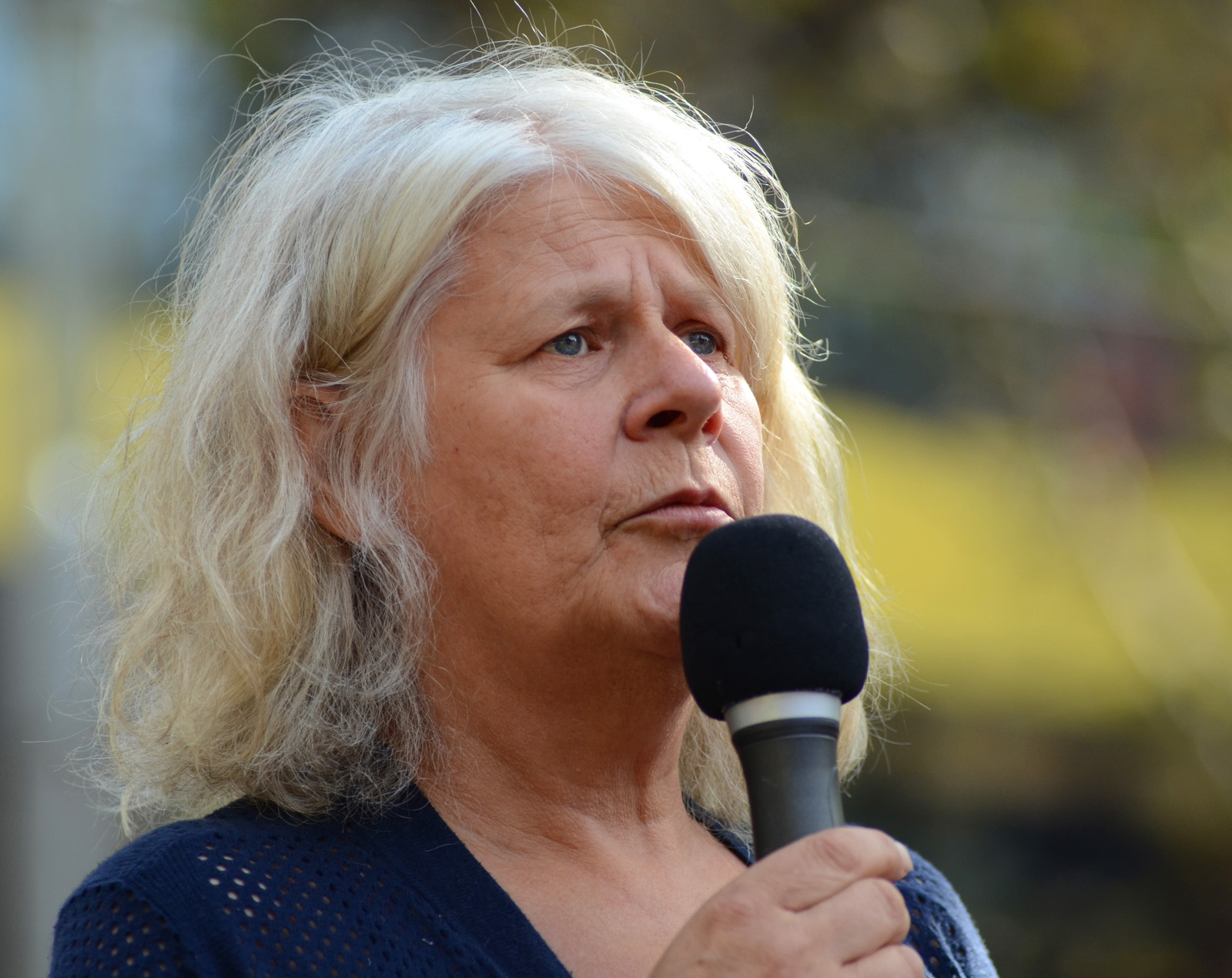
Penny Whetton

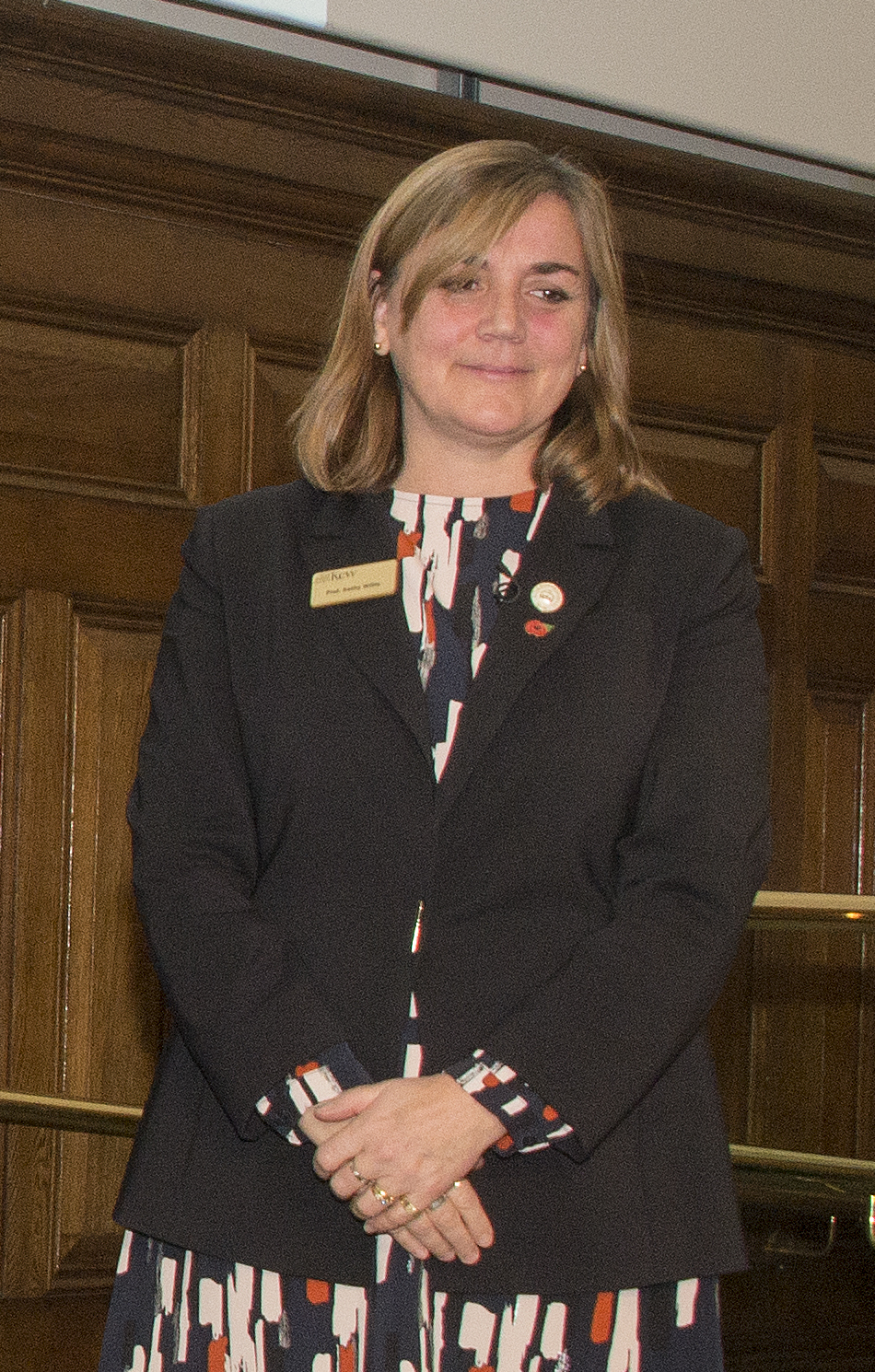
Kathy Willis

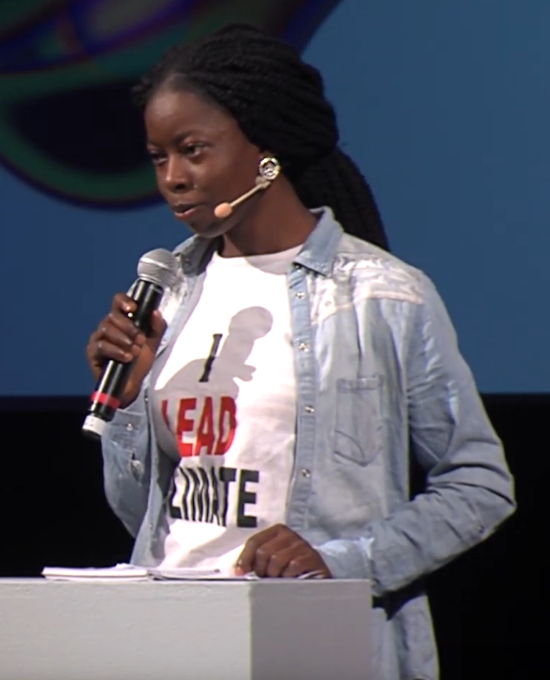
Adenike Oladosu

A continuación se incluye una lista completa de mujeres que son investigadoras en el campo del cambio climático.
- Sharina Abdul Halim:[51] socióloga ambiental del instituto para el medio ambiente y el desarrollo de la Universidad Nacional de Malasia, Malasia. Su investigación se centra en islas y comunidades indígenas, medios de vida sostenibles, desarrollo turístico y conservación del patrimonio. Es autora principal del capítulo 5 sobre el informe especial 1.5-C del IPCC y del capítulo 10 para el grupo de trabajo II del IPCC AR6.
- Ibidun Adelekan:[52][53] profesora asociada en el departamento de geografía de la Universidad de Ibadán, Nigeria. Su investigación se centra en las interacciones entre el clima y la sociedad, las dimensiones humanas del cambio ambiental global, la vulnerabilidad y la resiliencia de los sistemas humanos y ambientales sobre el cambio climático. Es autora principal del IPCC AR6 y autora colaboradora del IPCC AR5 - capítulo de África.
- Carolina Adler:[54][55] directora ejecutiva de Mountain Research Initiative (MRI), Suiza, donde supervisa el trabajo de la oficina de coordinación de MRI, promueve la agenda de investigación del cambio global y apoya las colaboraciones regionales y temáticas entre las comunidades de montaña en todo el mundo. Es científica ambiental y geógrafa de formación y tiene una vasta experiencia en la carrera internacional, tanto en el sector público como en el privado. Es autora principal del informe especial del IPCC sobre el océano y la criosfera y del grupo de trabajo II del IPCC AR6.
- Paulina Aldunce:[56][57] profesora asociada del departamento de ciencias ambientales y recursos naturales y subdirectora del Centro de Reducción del Riesgo de Desastres, CITRID de la Universidad de Chile, Chile. Sus intereses de investigación incluyen la dimensión social e institucional de la gestión de desastres y el cambio climático, con un enfoque en adaptación, resiliencia, transformación y gestión local y comunitaria. Es autora principal de tres informes del IPCC, incluido el último Sexto Informe de Evaluación del IPCC.
- Elham Ali:[58][59] profesora de oceanografía en la Universidad de Suez, Egipto, donde es jefa del departamento de ciencias del medio acuático y directora de la oficina de relaciones internacionales de la Universidad de Suez. Su experiencia incluye ecología acuática, biodiversidad marina, ecología costera y evaluación y monitoreo de la calidad del agua. Es autora principal del IPCC AR6 y autora principal coordinadora del capítulo transversal del Mediterráneo.
- Paola Arias:[60] profesora asociada de la facultad del medio ambiente de la Universidad de Antioquia, Colombia. Sus intereses de investigación incluyen dinámica climática,[61][62] cambio climático,[63] variabilidad climática e hidrología superficial en Colombia y Sudamérica. Es autora principal del Grupo de Trabajo I del IPCC AR6.[64][65][66][67]
- Laura Astigarraga:[68] profesora del departamento de producción animal y pastos de la Universidad de la República, Uruguay. Su experiencia en investigación incluye el cambio climático, la ciencia láctea, la gestión de pastos, la economía agrícola y la ciencia ambiental. Es autora del IPCC AR6.
- Zarrin Azar:[69][70] profesora asistente del departamento de geografía, Universidad Ferdowsi de Mashhad, Irán. Es directora del Instituto de Investigación Climática, ASMEC, Irán y del Centro Eco Regional para la Gestión de Riesgos de Desastres Naturales en Mashhad, Irán. Sus intereses de investigación incluyen modelado climático regional y de mesoescala, variabilidad y cambio climático, clima extremo, climatología de tierras áridas y Medio Oriente. Es editora revisora del capítulo 2 del IPCC AR6, Grupo de Trabajo I.
- Karin Bäckstrand:[71] profesora de ciencias políticas en la Universidad de Estocolmo, Suecia, que ha escrito extensamente sobre gobernanza climática y ambiental y asesora en el proyecto ICSU Earth System Governance.
- Sallie Baliunas:[72] astrofísica[73][74][75][76] jubilada. Anteriormente trabajó en el Centro de astrofísica Harvard-Smithsonian y fue subdirectora del Mount Wilson.[75][77]
- Rondrotiana Barimalala:[78][79] investigadora postdoctoral del departamento de oceanografía de la Universidad de Ciudad del Cabo, Sudáfrica. Sus intereses de investigación incluyen la variabilidad climática, el modelado y el cambio, la interacción aire-mar y el clima africano. Es autora principal del IPCC AR6: The Physical Basis. Sus proyectos actuales son el proyecto CRISTAL (Desarrollo resiliente al clima para las islas de África Sudoriental), donde se desempeña como investigadora principal. Estudia la "reducción de la incertidumbre en los modelos climáticos para comprender las aplicaciones de desarrollo" en África central y meridional.
- Birgit Bednar-Friedl:[80][81] profesora asociada del departamento de economía de la Universidad de Graz, Austria. Su experiencia incluye economía ambiental, gestión de recursos naturales, impactos del cambio climático, economía energética, biodiversidad y conservación. Es autora principal coordinadora del Sexto Informe de Evaluación del IPCC.
- Michele Betsill:[82] profesora de ciencias políticas de la Universidad Estatal de Colorado en Estados Unidos, experta en ciudades, cambio climático y formas transnacionales de gobernanza climática. Es miembro del comité directivo científico del proyecto de Gobernanza del Sistema Terrestre de ICSU y fue autora colaboradora del Grupo de Trabajo III del Quinto Informe de Evaluación del IPCC.
- Suruchi Bhadwal:[83] directora de ciencias de la tierra y cambio climático en TERI (The Energy and Resource Institute), India. Dirige la investigación sobre el cambio climático centrándose principalmente en los impactos, la vulnerabilidad y la evaluación de la adaptación y trabaja en estrecha colaboración con las comunidades locales. Fue autora principal del IPCC AR2 y editora de revisión del informe IPCC AR5 WGII y del informe especial del IPCC sobre eventos extremos. También es autora principal del informe del Grupo de Trabajo II del AR6 del IPCC.
- Preety Bhandari:[84] directora de la división del cambio climático y gestión de riesgos de desastres del departamento de desarrollo sostenible y cambio climático (SDCC) del Banco Asiático de Desarrollo, Filipinas. También se desempeña como Jefa del grupo temático del cambio climático y gestión del riesgo de desastres. Su experiencia incluye proporcionar políticas y dirección estratégica, acceder a financiamiento de los Fondos de Inversión Climática y el Fondo Verde para el Clima, y apoyar las negociaciones internacionales sobre financiamiento climático, además del enfoque del medio ambiente, el cambio climático y el desarrollo sostenible. También es autora principal del próximo informe IPCC AR6.
- Mercy Borbor-Cordova:[85][86] profesora asociada en la Escuela Superior Politécnica del Litoral (ESPOL) en Ecuador. Su investigación se centra en el océano, la salud humana y la interacción entre el clima y la salud. Está particularmente interesada en transferir conocimiento a los tomadores de decisiones y profesionales, especialmente en el campo de los servicios climáticos para los recursos marinos costeros y la salud humana. Es autora principal del IPCC AR6 Working Group III, que se centra en la mitigación.
- Lidia Brito: profesora de silvicultura de la Universidad Eduardo Mondlane en Mozambique, exministra de educación superior, ciencia y tecnología de Mozambique, ha trabajado en estrecha colaboración con la UNESCO en temas de cambio global y presidió la conferencia Planeta bajo presión en 2012.
- Harriet Bulkeley:[87] profesora de geografía de la Universidad de Durham en el Reino Unido, experta en ciudades y cambio climático, energía y gobernanza ambiental.
- Jane Burston:[88] directora general del Fondo de Aire Limpio. Anteriormente fue jefa de energía y medio ambiente en el Laboratorio Nacional de Física[89][90] y jefa de ciencias para el cambio climático[91][92][93] y energía en el gobierno central del Reino Unido.
- Mercedes Bustamente:[94] ecologista y profesora titular de la Universidad de Brasilia, Brasil. Es ampliamente conocida por sus contribuciones al conocimiento ecológico de los ecosistemas tropicales amenazados y sus interacciones con los cambios inducidos por el hombre. Su laboratorio de investigación se centra en estudiar las respuestas de los ecosistemas naturales a los cambios en los regímenes de perturbación, el uso de la tierra, los ciclos biogeoquímicos y el clima. Es autora principal del IPCC AR6 y es miembro internacional de la Academia Nacional de Ciencias de Estados Unidos.
- Inés Camilloni:[95] profesora del departamento de ciencias atmosféricas y oceánicas de la Universidad de Buenos Aires, Argentina. Es investigadora independiente del Centro de Investigaciones del Mar y la Atmósfera.[96] Su investigación se centra en la variabilidad y el cambio climático[97][98][99][100] en América del Sur. Fue autora principal de los informes IPCC[101] AR5-WG1 y SR1.5 y actualmente es editora revisora del IPCC AR6-WG1.
- Pasha Carruthers:[102][103] asesora en sostenibilidad ambiental con un enfoque en temas de desarrollo sostenible y cambio global. Anteriormente fue coordinadora nacional de las Islas Cook en la Oficina de la Cruz Roja en las Islas Cook. Tiene amplia experiencia en negociaciones internacionales, desarrollo de propuestas de proyectos y enfoques participativos a través de su trabajo con el servicio ambiental nacional del gobierno de las Islas Cook y la Secretaría de la Comunidad del Pacífico. Es editora revisora del IPCC AR6.
- Anny Cazenave:[104] subdirectora del Laboratorio Francés de Estudios Geofísicos y Oceanografía Espacial, experta en aumento del nivel del mar y autora principal del IPCC.
- Ruth Cerezo-Mota:[105][106] investigadora del laboratorio de ingeniería y procesos costeros de la Universidad Nacional Autónoma de México, México. Sus intereses de investigación incluyen climatología, cambio climático, modelos climáticos regionales y eventos extremos. Es autora principal del IPCC AR6 Working Group I: The Physical Science Basis. Completó su doctorado en la Universidad de Oxford en física atmosférica, oceánica y planetaria.
- Noemí Chacón:[107] investigadora del Instituto Venezolano de Investigaciones Científicas (IVIC), Venezuela. Es autora principal del informe IPCC AR6.
- Lynette Cheah:[108][109] profesora asociada en la Universidad de Tecnología y Diseño de Singapur, Singapur. Lidera el grupo de investigación de Movilidad Urbana Sostenible para reducir los impactos ambientales del transporte urbano de pasajeros y mercancías. Su experiencia radica en el modelado y la simulación del transporte, la energía del ciclo de vida y la evaluación ambiental de productos y sistemas, y el metabolismo urbano. Es editora revisora del IPCC AR6.
- Ying Chen:[110] profesora de la escuela de graduados de la Academia China de Ciencias Sociales (CASS) e investigadora sénior en el Instituto de Estudios Urbanos y Ambientales (IUE), CASS, China. También es subdirectora del Centro de Investigación CASS para el Desarrollo Sostenible. Sus intereses de investigación incluyen la gobernanza climática internacional, la energía y la política climática. Es autora principal del IPCC AR6.
- Wenying Chen:[111] profesora del Instituto de Investigación de Energía, Medio Ambiente y Economía de la Universidad de Tsinghua, China. Su investigación se centra en el modelado de sistemas energéticos, el desarrollo energético y la estrategia de mitigación del cambio climático. También investiga CCS (captura y almacenamiento de carbono) para desarrollar un sistema de soporte de decisiones basado en Arc-GIS para mapear fuentes y sumideros de emisiones de carbono. Es bien conocida por su trabajo en el área de energía ambiental, modelado económico, asignación de permisos de carbono y más. Es editora de revisión de IPCC AR5 y AR6.
- So Min Cheong:[112] profesora asociada del departamento de geografía y ciencias atmosféricas de la Universidad de Kansas, Estados Unidos. Su investigación se centra en las consecuencias sociales de los desastres ambientales y la adaptación sobre el cambio climático. Es autora principal del Sexto Informe de Evaluación del IPCC y del informe especial del IPCC sobre el océano y la criosfera. También ha trabajado en una serie de informes encargados por el gobierno de Corea, la UNESCO y la OMM sobre el tema de la gestión costera, la adaptación sobre el cambio climático, los problemas de límites y la gestión de desastres.
- Julia Cole:[113] profesora de ciencias ambientales y de la tierra de la Universidad de Míchigan, Estados Unidos. Experta en historia climática, variabilidad y corales. Es miembro Leopold Leadership (2008), colaboradora del IPCC y miembro Google Science Communication (2011).
- Cecilia Conde:[114] profesora de ciencias atmosféricas de la UNAM, México, que trabaja en impactos climáticos en la agricultura. Es directora de adaptación climática del Instituto Mexicano de Ecología y Clima, colaboradora del IPCC.
- Leticia Cotrim Da Cunha:[115][116] profesora asistente en la facultad de oceanografía de la Universidad del Estado de Río de Janeiro en Brasil. Como oceanógrafa química, su investigación se centra en la región del atlántico sudoccidental y codirige la red brasileña de investigación sobre la acidificación de los océanos. Es autora principal del IPCC AR6 Working Group I.
- Faye Abigail Cruz:[117][118] jefa de laboratorio del Observatorio de Manila, Filipinas. Su investigación se centra en el clima regional y el cambio climático, los fenómenos meteorológicos extremos y las interacciones entre la superficie terrestre y el clima. También participa en el proyecto Coordinated Regional Climate Downscaling Experiment (CORDEX)-Sureste de Asia del Programa Mundial de Investigación del Clima (WCRP). Es autora principal del IPCC AR6 Working Group I.
- Heidi Cullen:[119] directora de comunicaciones e iniciativas estratégicas y directora de la División de Difusión de Información y Tecnología (ITD) en MBARI y formalmente es la científica jefa de Climate Central. Experta en comunicación del cambio climático. Anteriormente experta en cambio climático para Weather Channel. Y asesora científica de la NOAA.
- Judith Curry:[120] profesora de la escuela de ciencias atmosféricas y de la tierra, Instituto de Tecnología de Georgia. Ha escrito o es coautora de más de 140 artículos de investigación, principalmente en el campo de la ciencia atmosférica.[121][122][123] También dirige su propio blog sobre el clima y ha testificado ante la Cámara de Representantes de los Estados Unidos.
- Gretchen Daily: profesora de ciencias ambientales de la Universidad de Stanford, directora del Centro de Biología de la Conservación en Stanford y miembro principal del Instituto Stanford Woods para el Medio Ambiente. Es co-fundadora del Proyecto Capital Natural.[124][125] Es miembro de la Academia Nacional de Ciencias de Estados Unidos y la Academia Estadounidense de Artes y Ciencias y la Sociedad Filosófica americana.[126][127] Es miembro de la junta del Instituto Beijer de Economía Ecológica y The Nature Conservancy y fue becaria MacArthur.
- Purnamita Dasgupta:[128][129] catedrática y jefa de la unidad de economía ambiental del Instituto de Crecimiento Económico, India. Su investigación se centra en la relación entre el medio ambiente y el desarrollo económico. Ha sido autora y asesora de evaluaciones de investigaciones internacionales, incluido el Informe especial IPCC 1.5C y el panel internacional sobre progreso social; el grupo directivo científico del IPCC sobre economía, costos y ética; Iniciativa de Investigación de Adaptación Colaborativa en África y Asia (CARIAA) y la Asociación de Universidades de la Commonwealth. Es autora principal del IPCC AR6.
- Ruth DeFries: profesora de desarrollo sostenible del departamento de ecología, evolución y biología ambiental de la Universidad de Columbia. Ella es una afiliada del Instituto de la Tierra, Universidad de Columbia. Es miembro de la Academia de Ciencias de los Estados Unidos[130][131][132] y fue becaria MacArthur en 2007. Defries se especializa en el uso de sensores remotos para estudiar la habitabilidad de la tierra en el contexto de la deforestación y otros impulsores humanos que influyen en los procesos regulatorios biofísicos y biogeoquímicos.[133][134][135][136]
- Fatima Denton:[137] directora de la Universidad de las Naciones Unidas, Instituto de Recursos Naturales en África (UNU-INRA), Ghana. Su experiencia radica en la gestión de recursos naturales, la investigación y el desarrollo de políticas y la región africana. Anteriormente, trabajó con la Comisión Económica de las Naciones Unidas para África (UNECA), el Centro Internacional de Investigaciones para el Desarrollo (IDRC) con sede en Canadá y el Programa de las Naciones Unidas para el Medio Ambiente. Es autora principal del Informe especial del IPCC sobre el cambio climático y la tierra, y autora principal coordinadora del Grupo de trabajo III del AR6 del IPCC.
- Claudine Dereczynski:[138] profesora del Instituto de Geociencias de la Universidad Federal de Río de Janeiro, Brasil. Su experiencia en investigación incluye predicción meteorológica numérica, modelado climático regional, variabilidad climática, ciencia atmosférica y cambio climático. Es autora principal del informe IPCC AR6.
- Sandra Díaz:[139] profesora de ecología comunitaria y de ecosistemas de la Universidad Nacional de Córdoba e investigadora principal del Consejo Nacional de Investigaciones de Argentina. Estudia las interacciones de las plantas con los impulsores del cambio global y sus efectos en las propiedades del ecosistema. Fue becaria Guggenheim en 2002 y es miembro asociada extranjera de la Academia Nacional de Ciencias de Estados Unidos. Participó en la Evaluación de los Ecosistemas del Milenio y el IPCC. Es miembro del comité científico del programa internacional de ciencias de la biodiversidad DIVERSITAS, y fundadora y directora de la iniciativa internacional Núcleo DiverSus sobre Diversidad y Sostenibilidad. Integra varias entidades científicas.[140][141][142] Figura en el listado de los científicos más influyentes del mundo, según Thomson Reuters.[143][144][145]
- Aïda Diongue-Niang:[146][147] asesora de la Agencia Nacional de Aviación Civil y Meteorología, Senegal. Tiene más de 20 años de experiencia en la interacción con una amplia gama de partes interesadas en todos los niveles y tiene experiencia en predicción meteorológica numérica, física atmosférica, clima, monzones y eventos extremos. Es autora principal del Grupo de Trabajo I del Informe de la Sexta Evaluación del IPCC.
- Riyanti Djalante:[148][149] subdirectora/jefa de la división de gestión de desastres y asistencia humanitaria de la secretaría de la ASEAN, Indonesia. También es profesora invitada en la Universidad de las Naciones Unidas - Instituto para el Estudio Avanzado de la Sostenibilidad. Su investigación se centra en el desarrollo sostenible, la gobernanza, la reducción del riesgo de desastres y la adaptación sobre el cambio climático. Actualmente, es miembro de la Red de Gobernanza del Sistema Terrestre y es autora principal del IPCC AR6.
- Fatima Driouech:[150][151] profesora asociada y coordinadora ejecutiva del grupo de métricas y técnicas de adaptación de la Universidad Politécnica Mohammed VI, Marruecos. Sus intereses de investigación incluyen la variabilidad climática, el modelado climático regional y la ciencia del clima. Anteriormente, fue jefa del Centro de Investigación Meteorológica de la Meteorología Marroquí y del Centro Nacional del Clima. También fue vicepresidenta del Grupo de Trabajo I del IPCC y autora principal del quinto informe del IPCC. Para el reciente IPCC AR6, se desempeña como editora de revisión. Actualmente actúa como coordinadora de MedECC, la red independiente de Expertos Mediterráneos sobre el Cambio Climático y Ambiental.
- Opha Pauline Dube:[152] profesora de ciencias ambientales, Universidad de Botsuana. Dube tiene experiencia en desarrollo sostenible, gestión ambiental inclusiva de la comunidad y adaptación sobre el cambio climático. Es autora colaboradora del IPCC.[153][154][155][156][157][158][159][160]
- Carolina Dubeux:[161][162] científica social e investigadora titular de la Universidad Federal de Río de Janeiro, Brasil. Su investigación se centra en el análisis ambiental, el cambio climático, la sostenibilidad y la economía ecológica. Su trabajo relacionado con la mitigación del cambio climático y el desarrollo socioeconómico, especialmente con las ciudades brasileñas, es reconocida como pionera. Fue autora principal del IPCC AR5 y editora revisora del IPCC AR6.
- Kris Ebi:[163] profesora de salud global, Universidad de Washington. Experta en impactos del cambio climático en la salud y autora principal coordinadora del IPCC.
- Tamsin Edwards: climatóloga británica, profesora del King's College de Londres y divulgadora científica.[164][165][166][167][168][169][170]
- Eunice Newton Foote: realizó los primeros estudios sobre el calentamiento del aire que contenía dióxido de carbono,[171][172][173][174] presentados en 1856 en una reunión de la Asociación Estadounidense para el Avance de la Ciencia.
- Sha Fu:[175] profesora asistente del Centro Nacional para la Estrategia del Cambio Climático y Cooperación Internacional, Comisión Nacional de Desarrollo y Reforma, China. Tiene experiencia en inventarios y tendencias de emisiones de GEI, políticas de GEI, estrategias de reducción de emisiones, incluidos los aspectos financieros, tecnológicos y desarrollo de capacidades. Es autora principal del IPCC AR6.
- Inez Fung: profesora de ciencias atmosféricas, Universidad de California, Berkeley. Estudia las interacciones entre el cambio climático y los ciclos biogeoquímicos y modela la coevolución climática con el CO2 atmosférico. Contribuyó al IPCC y es miembro de la Academia Nacional de Ciencias. Ha sido becaria de la NASA, la Unión Geofísica Americana y la Sociedad Meteorológica Americana.
- Laura Gallardo:[176][177] profesora del departamento de geofísica (DGF) de la Universidad de Chile y exdirectora del Centro de Excelencia para la Investigación del Clima y la Resiliencia, Chile. Sus intereses de investigación incluyen el modelado atmosférico y la asimilación de datos, la calidad del aire en megaciudades y las interacciones entre aerosoles, nubes y clima. Es autora principal del IPCC AR6.
- Jacquelyn Gill:[178] paleoecóloga que investiga el cambio climático[179][180][181][182][183] y la extinción en el registro fósil de la edad de hielo y profesora asistente de paleoecología y ecología vegetal en la Universidad de Maine.
- Genevieve Guenther:[184] Afiliada al Tishman Environment and Design Center en The New School, investiga la comunicación sobre el cambio climático. Es revisora experta del grupo de trabajo III del Sexto Informe de Evaluación del IPCC.
- Joyeeta Gupta:[185] profesora del medio ambiente y desarrollo en el sur global en el Instituto de Investigación en Ciencias Sociales de Ámsterdam de la Universidad de Ámsterdam y el Instituto UNESCO-IHE para la educación sobre el agua en Delft. Es miembro del Instituto de Cambio Global de Ámsterdam. Es autora principal del IPCC y autora de varios libros sobre gobernanza climática global.
- Heide Hackmann:[186] directora ejecutiva del Consejo Internacional para la Ciencia y exdirectora ejecutiva del Consejo Internacional de Ciencias Sociales (ISSC). Es especialista en estudios de política científica, gobernanza de la ciencia y evaluación de la investigación.
- Joanna Haigh:[187] nombrada BBC Womans Hour Top 30 Power List of 2020, profesora jubilada de física atmosférica en el Imperial College de Londres y codirectora del Instituto Grantham para el Cambio Climático y el Medio Ambiente. Es miembro de la Royal Society, exdirectora del departamento de física del Imperial College de Londres y expresidenta, ahora vicepresidenta, de la Royal Meteorological Society. Es experta en variabilidad solar y modelización climática.[188][189][190][191][192]
- Sandy Harrison:[193] profesora de paleoclimas globales y ciclos biogeoquímicos en la Universidad de Reading.
- Katharine Hayhoe:[194] profesora en la Universidad Tecnológica de Texas, donde es directora del centro de ciencias climáticas. Es bien conocida por sus esfuerzos para comunicar la preocupación basada en la fe, especialmente cristiana, sobre el cambio climático y fue autora de la evaluación nacional del clima de Estados Unidos.
- Ann Henderson-Sellers: profesora emérita del departamento del medio ambiente y geografía y directora fundadora del centro de impactos climáticos de la Universidad Macquarie, Sídney. Exdirectora del Programa Mundial de Investigación del Clima y de la División del Medio Ambiente de ANTSO. Fue autora principal de la convocatoria del IPCC SAR. Es miembro electa de la Academia de Ciencias Tecnológicas e Ingeniería de Australia. Su investigación comprende un redesarrollo intencional de la ciencia climática tradicional para comunicar directamente en el lenguaje de la economía, la política y la regulación.
- Ellie Highwood:[195] profesora de física del clima del departamento de meteorología de la Universidad de Reading y decana de diversidad e inclusión de la Universidad de Reading en el Reino Unido. Sus intereses de investigación se centran en los aerosoles atmosféricos, el cambio climático, la divulgación científica, la diversidad y la inclusión.
- Kathryn Hochstetler:[196] profesora de desarrollo internacional de la Escuela de Economía de Londres. Su investigación se centra en el papel de las potencias emergentes en la política climática global, con un enfoque especial en la electricidad renovable en Brasil y Sudáfrica.
- Marika Holland:[197] científica principal del Centro Nacional de Investigación Atmosférica (NCAR) de Estados Unidos y, hasta hace poco, científica principal del modelo del sistema terrestre comunitario. Su investigación es sobre el papel del hielo marino en el sistema climático. Es autora del IPCC.
- Lesley Hughes:[198] distinguida profesora de biología, excomisionada climática federal y autora principal del 4.º y 5.º informe de evaluación del IPCC y vicerrectora profesional (Integridad y desarrollo de la investigación) en la Universidad de Macquarie. Su investigación se ha centrado principalmente en los impactos del cambio climático en las especies y los ecosistemas.
- Antonina Ivanova Boncheva:[199][200] profesora del departamento de economía de la Universidad Autónoma de Baja California Sur, México. Su experiencia e interés incluyen energía renovable, turismo sostenible, desarrollo sostenible, políticas del cambio climático, economía del desarrollo y planificación del desarrollo. Es autora principal del IPCC AR6.
- Katharine Jacobs:[201] directora del Centro de Ciencias y Soluciones para la Adaptación Climática (CCASS), Instituto del Medio Ambiente, Universidad de Arizona. Construye y apoya la adaptación sobre el cambio climático y la capacidad de evaluación a escala regional, nacional e internacional. Jacobs es profesora titular de suelo, agua y ciencias ambientales en la Universidad de Arizona. De 2009 a 2013, Jacobs se desempeñó como directora de la Evaluación Nacional del Clima de Estados Unidos y subdirectora, División de Energía y Medio Ambiente, Oficina de Política Científica y Tecnológica, Oficina Ejecutiva del Presidente de Estados Unidos.
- Jill Jager (Williams):[202] académica independiente, exdirectora ejecutiva del Programa Internacional de Dimensiones Humanas sobre el Cambio Ambiental Global (IHDP) (1999 hasta 2002) e investigadora principal en el Instituto de Investigación de Europa Sostenible (SERI), Austria (2004 hasta 2008). Estudia temas de investigación que van desde la energía y el clima, la biodiversidad, la responsabilidad global, la participación pública y de las partes interesadas, la integración de políticas hasta los vínculos entre el conocimiento y la acción para el desarrollo sostenible.
- Hui Ju:[203][204] formada en el instituto del medio ambiente y desarrollo sostenible en agricultura, Academia China de Ciencias Agrícolas, China. Su investigación incluye el estudio de la calidad del trigo, las características de la sequía y los impactos del cambio climático en la evapotranspiración en la llanura de Huang-Huai-Hai en China. Es autora principal del IPCC AR6.
- Suzana Kahn Ribeiro:[205] profesora de COPPE, Universidad Federal de Río de Janeiro, Brasil. Investiga energías renovables, cambio climático, alternativas de mitigación urbana y movilidad sostenible. Es coordinadora del Fondo Verde de la UFRJ y presidenta del comité científico del Panel Brasileño del Cambio Climático. Se desempeñó como vicepresidenta del Grupo de trabajo III para el informe IPCC AR5 y actualmente se desempeña como autora principal coordinadora del IPCC AR6.
- Mary Therese Kalin Arroyo: directora del Instituto de Ecología y Biodiversidad de la Universidad de Chile en Santiago y ganadora del Premio Nacional de Ciencias Naturales de Chile en 2010. Sus intereses de investigación se centran en la conservación de la biodiversidad de los ecosistemas mediterráneos y los bosques templados de América del sur. Es asociada extranjera de la Academia Nacional de Ciencias de Estados Unidos, miembro de la Academia de Ciencias de Chile y miembro honoraria de la Royal Society de Nueva Zelanda.
- Astrid Kiendler-Scharr:[206] directora del Instituto de Investigación sobre Energía y Clima IEK-8: Troposphäre, Alemania. Sus intereses de investigación incluyen aerosoles orgánicos, química atmosférica, interacciones de aerosoles y clima, e intercambio y retroalimentación entre la atmósfera y la biosfera. Es autora principal del IPCC AR6.
- Şiir Kilkis:[207][208] profesora asociada de ingeniería de sistemas de energía en METU, Turquía e investigadora principal y asesora del presidente del Consejo de Investigación Científica y Tecnológica de Turquía. Su investigación incluye el desarrollo del Índice SDEWES, nuevos conceptos de distrito neto cero y el modelo racional de gestión de exergía para frenar las emisiones de dióxido de carbono. También es autora principal del IPCC AR6.
- Nana Ama Browne Klutse:[209] profesora titular del departamento de física de la Universidad de Ghana. Su investigación se centra en la comprensión de la dinámica y la variabilidad del clima a partir de observaciones, principalmente de África occidental y el monzón africano. Anteriormente, trabajó en el Instituto de Ciencia y Tecnología Espacial de Ghana de la Comisión de Energía Atómica de Ghana como investigadora científica principal. Actualmente se desempeña como autora principal del IPCC AR6.
- Sari Kovats:[210] profesora adjunta en el departamento de investigación social y ambiental de la facultad de salud pública y políticas. Es lideresa de movilización de conocimientos para la Unidad de Investigación de Protección de la Salud NIHR en cambio ambiental y salud, dirigida por la Escuela de Higiene y Medicina Tropical de Londres en asociación con Public Health England (PHE). Investiga los efectos del tiempo y el clima en la salud humana, incluidas las evaluaciones del impacto del cambio climático en la salud y los estudios epidemiológicos de los efectos del clima, el tiempo y los fenómenos meteorológicos en las poblaciones urbanas y rurales. Fue autora principal coordinadora del capítulo 23 sobre Europa para el 5.º Informe de Evaluación del IPCC.
- Svitlana Krakovska:[211] jefa del laboratorio de climatología aplicada del Instituto Hidrometeorológico de Ucrania y científica sénior del Centro Científico Antártico Nacional, Ucrania. Su experiencia incluye modelado numérico, física atmosférica, cambio climático, variabilidad climática y meteorología. Es editora revisora del Informe especial 1.5 C del IPCC y autora principal del IPCC AR6.
- Won-Tae Kwon:[212] directora gerente del Centro Climático de APEC y asesora científica del Instituto Nacional de Investigación Meteorológica de Corea. Sus intereses de investigación incluyen la variabilidad climática, la precipitación, el análisis de series temporales, el cambio climático y la modelización estadística. Es autora principal del informe IPCC AR6.
- Alice Larkin:[213] profesora de ciencias del clima y política energética. Directora de la escuela de ingeniería de la Universidad de Mánchester (Reino Unido)[214] y miembro del Centro Tyndall para la investigación del cambio climático.[215] Formada como física, la investigación de la profesora Larkin ahora se centra en la reducción de las emisiones del sistema energético, con especial interés en los sectores de la aviación y el transporte marítimo.
- Corinne Le Quéré:[216] profesora de ciencias sobre el cambio climático en la Universidad de East Angelia y exdirectora del Centro Tyndall para el Cambio Climático en la Universidad de East Anglia, Reino Unido, cuya investigación ha hecho importantes contribuciones a las ciencias del carbono y ha contribuido a la evaluación anual del carbono. presupuestos del proyecto ICSU Global Carbon. Es presidenta del Alto Consejo sobre el Clima de Francia y también es miembro del Comité sobre el Cambio Climático del Reino Unido.
- June-yi Lee:[217][218][219] profesora asistente en el Centro IBS de Física Climática, Universidad Nacional de Pusan, Corea. Sus intereses de investigación incluyen la variabilidad paleomonzónica, la previsibilidad del sistema terrestre, incluido el ciclo biogeoquímico con variables físicas, y la previsibilidad y proyección del clima a corto plazo. Es autora principal coordinadora del informe IPCC AR6.
- Margaret Leinen:[220] directora de la Institución Scripps de Oceanografía de la Universidad de California, San Diego. Experta en paleoclima, impactos climáticos en el océano, ingeniería climática. También se desempeña como vicerrectora de ciencias marinas de UC San Diego y decana de la facultad de ciencias marinas. Se desempeñó formalmente como vicerrectora de Iniciativas Ambientales y Marinas y directora ejecutiva del Instituto Oceanográfico Harbor Branch, una unidad de Florida Atlantic University.
- Maria Fernanda Lemos:[221] profesora de planificación y diseño urbano de la Pontificia Universidad Católica de Río de Janeiro, Brasil. Su investigación se centra principalmente en la adaptación de las ciudades sobre el cambio climático, la resiliencia y sostenibilidad urbana y la vivienda social. Es autora principal de Urban Areas in Coastal Zones, ARC3-2, y de UCCRN-LA y miembro de UCCRN (Urban Climate Change Research Network). También es la autora principal coordinadora del IPCC AR6, capítulo de América central y del sur.
- María Carmen Lemos:[222] profesora de recursos naturales y medio ambiente en la Universidad de Míchigan y su amplio interés de investigación incluye la adaptación climática y el papel del conocimiento en la creación de capacidad de adaptación. Fue autora principal del 5.º Informe de Evaluación del IPCC y de la 4.ª Evaluación Nacional del Clima de Estados Unidos.
- Debora Ley:[223] oficial de asuntos económicos de energía y recursos naturales de la Comisión Económica para América Latina y el Caribe (CEPAL), Chile. Es autora principal del Informe especial IPCC 1.5 C y del informe IPCC AR6. Es una especialista con experiencia en energías renovables y cambio climático que trabajó en diferentes sectores y en diferentes escalas desde la base hasta el nivel regional en el campo de la energía limpia y la mitigación y adaptación sobre el cambio climático.
- Hong Liao:[224][225] profesora de la Universidad de Ciencias y Tecnologías de la Información de Nankín, China. Su investigación se centra en la modelización global y regional de los contaminantes del aire y sus efectos sobre el cambio climático. Es miembro del Programa Mundial de Investigación del Clima y autora principal del informe IPCC AR6.
- Diana Liverman:[226] profesora de geografía y desarrollo y excodirectora del Instituto del Medio Ambiente de la Universidad de Arizona, Estados Unidos y experta en las dimensiones humanas del cambio climático.[227][228] Es autora del IPCC.
- Emma Liwenga:[229][230] profesora titular del Instituto de Evaluación de Recursos, Universidad de Dar es Salaam, Tanzania. Su investigación se centra en la agricultura, la seguridad alimentaria y de los medios de subsistencia, la gestión de los recursos naturales y la adaptación sobre el cambio climático. Fue autora del Informe especial del IPCC sobre la tierra y el cambio climático y actualmente se desempeña como autora principal coordinadora del informe AR6 del IPCC.
- Jane Lubchenco:[231] profesora de ciencias ambientales[232][233][234] y ecología marina en la Universidad Estatal de Oregón. Exadministradora de NOAA y subsecretaria de Comercio para Océanos y Atmósfera (2009-2013). Sus intereses de investigación incluyen las interacciones entre el medio ambiente y el bienestar humano, la biodiversidad, el cambio climático y el uso sostenible de los océanos y el planeta. Nominada por el presidente Obama en diciembre de 2008 como parte de su "Science Dream Team".
- Amanda Lynch: profesora de estudios ambientales en la Universidad de Brown y directora del Instituto del Medio Ambiente y Sociedad de Brown. Es experta en modelado climático polar, conocimiento ambiental indígena y análisis de políticas climáticas. Es miembro de la Sociedad Meteorológica Estadounidense y de la Academia Australiana de Ciencias Tecnológicas e Ingeniería.
- Graciela Magrin:[235][236] investigadora del Instituto de Clima y Agua del Instituto Nacional de Tecnología Agropecuaria (INTA) de Argentina. Participó en el IPCC y se desempeñó como revisora de material de capacitación sobre evaluación de vulnerabilidad y adaptación relacionada con el cambio climático en el sector agrícola en la secretaría de la CMNUCC en Alemania. Se especializa en cambio climático, ecofisiología vegetal y agrometeorología.
- Jennifer Marohasy:[237] bióloga, columnista y bloguera australiana. Fue miembro principal del grupo de expertos de libre mercado, del Instituto de Asuntos Públicos con sede en Melbourne entre 2004 y 2009 y directora de la Fundación Ambiental Australiana hasta 2008.
- Paulina Martinetto:[238][239] investigadora del Consejo Nacional de Investigaciones Científicas y Técnicas, Buenos Aires, Argentina. Su investigación se centra en la ecología de los ecosistemas marinos costeros, el cambio climático y la respuesta a preguntas fundamentales relacionadas con el balance de carbono en los ecosistemas costeros y de plataforma del Atlántico sudoccidental. Es autora principal del informe IPCC AR6.
- Kate Marvel:[240] científica del clima[241][242][243] y escritora científica radicada en la ciudad de Nueva York. Es científica investigadora[244][245][246] asociada en el Instituto Goddard de Estudios Espaciales de la NASA y en el departamento de física y matemáticas aplicadas de ingeniería de Columbia. Ella escribe regularmente en su columna "Hot Planet" para Scientific American.
- Catherine Masao:[247][248] profesora del Instituto de Evaluación de Recursos de la Universidad de Dar es Salaam, Tanzania. Sus intereses de investigación incluyen la biología de la conservación, la ecología, la gestión de la biodiversidad y las evaluaciones de impacto. Actualmente, contribuye como autora principal del informe IPCC AR6.
- Valérie Masson-Delmotte:[249] destacada científica climática[250][251][252] francesa y directora de investigación del laboratorio de ciencias del clima y medio ambiente de la Comisión Francesa de Energías Alternativas y Energía Atómica (Commissariat à l'énergie atomique et aux énergies alternatives, CEA)
- Ritu Mathur:[253] directora de evaluación integrada y modelado en el Instituto de Energía y Recursos (TERI), India. También es profesora adjunta en el departamento de energía y medio ambiente de la Escuela de Estudios Avanzados TERI. Durante las últimas dos décadas, ha estado trabajando en el campo del desarrollo sostenible, la seguridad energética, la mitigación y el cambio climático. Tiene experiencia en evaluaciones del IPCC y ha contribuido a otras evaluaciones científicas nacionales y mundiales. Actualmente, se desempeña como autora principal del informe IPCC AR6.
- Pamela Matson:[254] profesora de estudios ambientales y exdecana de ciencias de la tierra en la Universidad de Stanford, Estados Unidos; estudiosa del uso de la tierra y la ciencia de la sostenibilidad y miembro de la Academia Nacional de Ciencias de Estados Unidos.
- Shannon McNeeley:[255] investigadora sénior en el Instituto del Pacífico y anteriormente científica investigadora en el centro de ciencias de adaptación al clima del centro norte de la Universidad Estatal de Colorado. Se enfoca en la justicia ambiental del agua y el clima para las comunidades de primera línea e incorpora un enfoque de ciencias naturales y sociales en su investigación. Fue autora de la tercera y cuarta Evaluación Nacional del Clima de Estados Unidos y actualmente forma parte del comité directivo del próximo quinto Foro Nacional de Adaptación.
- Linda Mearns: científica principal del Centro Nacional de Investigación Atmosférica (NCAR) de Estados Unidos que trabaja en modelos climáticos regionales e impactos climáticos. Es autora del IPCC.
- Liliana Raquel Miranda Sara:[256][257] fundadora y directora ejecutiva del Foro Ciudades por la Vida, Perú. Es arquitecta, urbanista ambiental, investigadora y activista. Su investigación se centra en temas del cambio climático, ciudades, agua, construcción sostenible y justicia. Es becaria de Ashoka y diseñó e implementó proyectos piloto para promover la construcción sostenible. Actualmente, se desempeña como autora principal del Capítulo 6 sobre Ciudades para el informe IPCC AR6.
- Mariana Moncassim Vale:[258][259] profesora asociada del departamento de ecología de la Universidad Federal de Río de Janeiro, Brasil. Trabaja en la selva atlántica brasileña, la amazonía y se centra principalmente en la planificación sistemática de la conservación, los servicios ecosistémicos, el cambio climático, las áreas sin caminos y SIG para priorizar la conservación de especies y áreas. También es autora principal del informe IPCC AR6.
- Linda Mortsch:[260] investigadora principal, de la división de investigación de adaptación e impactos, Environment Canada. Adjunta en la facultad del medio ambiente de la Universidad de Waterloo. Investiga sobre el impacto del cambio climático en los recursos hídricos y los humedales en Canadá, el desarrollo de escenarios del cambio climático y la comunicación "efectiva" de información sobre el cambio climático. Es autora colaboradora del IPCC.
- Suzanne Moser:[261] consultora e investigadora de Santa Cruz, California, Estados Unidos, que trabaja en los impactos del cambio climático en las regiones costeras y en la comunicación de información climática.
- Aditi Mukherji:[262][263] investigadora principal del Instituto Internacional de Gestión del Agua, India. Su experiencia radica en la adaptación sobre el cambio climático, las instituciones y políticas de aguas subterráneas, la gestión comunitaria de los recursos hídricos, la ecología política y el nexo agua-energía-alimentos. Antes de IWMI, fue lideresa temática del agua y aire en el Centro Internacional para el Desarrollo Integrado de las Montañas (ICIMOD). Actualmente, se desempeña como autora principal coordinadora del informe IPCC AR6.
- Maria Silvia Muylaert De Araujo:[264][265] formada en la Universidad Federal de Río de Janeiro, Brasil. Su investigación se centra en el cambio de uso del suelo y las energías renovables. Es asistenta del secretario del medio ambiente del gobierno del estado de Río de Janeiro desde 2007. Ha contribuido al trabajo del IPCC como autora principal del IPCC AR5 y actualmente se desempeña como autora principal del informe IPCC AR6.
- Michelle Mycoo:[266] profesora de planificación urbana y regional en el departamento de ingeniería geomática y gestión de tierras, Universidad de las Indias Occidentales, Trinidad y Tobago. Es autora principal coordinadora del capítulo IPCC AR6 sobre islas pequeñas y se ha desempeñado como experta técnica principal para varias agencias internacionales, regionales y locales en el campo de la planificación urbana, la tierra sostenible, el cambio climático y más. Su investigación se centra en fortalecer la alineación/interfaz de la ciencia, la política y la práctica para un uso óptimo de la tierra, la provisión de infraestructura y la gestión ambiental.
- Soojeong Meong:[267][268] investigadora sénior en el Instituto Ambiental de Corea, Corea. Es editora de revisión del informe IPCC AR6.
- Sarah Myhre:[269] científica climática y oceánica con experiencia en las consecuencias físicas, biológicas y químicas del calentamiento climático abrupto. Con doctorado titular de la Universidad de California en Davis, y ha trabajado como investigadora asociada en la escuela de oceanografía de la Universidad de Washington. Es becaria Kavli de la Academia Nacional de Ciencias.[270]
- Sasha Naidoo:[271] investigadora del Consejo de Investigación Científica e Industrial de Sudáfrica. Su experiencia radica en los bosques, la anatomía de la madera, la silvicultura, la ciencia de la madera, el cambio climático y la ciencia ambiental. Es autora principal del informe IPCC AR6.
- Sunita Narain:[272][273] directora general del Centro para la Ciencia y el Medio Ambiente con sede en la India y directora de la Sociedad para las Comunicaciones Ambientales y editora de la revista bimensual Down To Earth. Es una activista ambiental[274][275][276][277] influyente con intereses en la democracia a diferentes escalas, el cambio climático y la gestión de los recursos naturales.
- Gemma Terersa Narisma: directora ejecutiva del Observatorio de Manila, Filipinas y jefa del programa de sistemas climáticos regionales de 2017 a 2021. También fue profesora asociada del departamento de física de la Universidad Ateneo de Manila. Se desempeñó como autora principal coordinadora del IPCC AR6 Working Group I.
- Grace Ngaruiya:[278] jefa de la sección de ecología y biología de la conservación y profesora del departamento de ciencias vegetales de la Universidad de Kenyatta, Kenia. También es autora principal del IPCC AR6. Su investigación se centra en la relación entre el cambio climático y el patrimonio de África.
- Isabelle Niang:[279] profesora de la Universidad de Chiekh Anta Diop en Dakar. Experta en erosión costera y cambio climático y autora principal coordinadora de los capítulos sobre "Afrique du Groupe de travail II" para el IPCC, en los informes cuarto y quinto. Desde 2008, coordina el proyecto regional ACCC (Adaptation au Changements Climatiques et Côtiers en Afrique de l'Ouest) y tiene su sede en BREDA/UNESCO. También es presidenta del Comité Regional Panafricano para START (PACOM) a través de la Secretaría Panafricana de START (PASS) con sede en el Instituto para la Evaluación de Recursos (IRA) de la Universidad de Dar es Salaam, Tanzania.
- Andrea J. Nightingale:[280] profesora de geografía en la Universidad de Oslo, Noruega. Experta en políticas de adaptación y mitigación del cambio climático, género e interseccionalidad en relación con el cambio climático y las políticas del conocimiento climático.
- Intan Nurhati:[281][282] científica principal en el centro de investigación de oceanografía, Instituto de Ciencias de Indonesia, Indonesia. Sus enfoques de investigación incluyen la variabilidad climática del Indo-Pacífico, la contaminación marina y la acidificación de los océanos, y la calcificación de los corales en los océanos cambiantes. Es autora principal del informe IPCC AR6.
- Karen O'Brien:[283] profesora de geografía en la Universidad de Oslo, Noruega, que trabaja en las dimensiones humanas del cambio ambiental global y la transformación social. Es autora del IPCC, comités del ICSU.
- Chioma Daisy Onyige-Ebeniro:[284][285] miembro del Centro Kate Hamburger de Estudios Avanzados en Humanidades, Universidad de Bonn, Alemania. Fue profesora asistente de sociología en la Universidad de Port Harcourt, Nigeria. Su experiencia radica en criminología, género y delincuencia, y temas ambientales. Es autora principal del Sexto Informe de Evaluación del IPCC.
- Naomi Oreskes:[286] geóloga e historiadora de renombre mundial y profesora Henry Charles Lea de historia de la ciencia en la Universidad de Harvard. Es una voz destacada sobre el papel de la ciencia en la sociedad y la realidad del cambio climático[287][288][289] antropogénico.
- Elinor Ostrom: profesora de ciencias políticas en la Universidad de Indiana, Estados Unidos. Ganó el Premio Nobel de Economía y trabajó en la gestión de los recursos de propiedad común y la sostenibilidad.
- Bette Otto-Bliesner:[290] científica principal del Centro Nacional de Investigación Atmosférica (NCAR) en Boulder, Colorado, y se desempeña como jefa del Programa de modelado del paleoclima de NCAR. Es experta en el uso de modelos informáticos del sistema climático de la tierra para investigar el cambio climático pasado y la variabilidad climática en una amplia gama de escalas de tiempo. Es autora del IPCC.
- Jean Palutikof:[291] directora fundadora del Centro Nacional de Investigación de Adaptación sobre el Cambio Climático (NCCARF) en la Universidad de Griffith, Australia. Su investigación se centra en la aplicación de datos climáticos a temas económicos y de planificación, especialmente eventos extremos y sus impactos. Es autora del IPCC.
- Swapna Panickal:[292][293] científica del centro para la investigación del cambio climático, Instituto Indio de Meteorología Tropical, India. Su investigación se centra en los modelos del sistema terrestre de última generación para predecir mejor el impacto del cambio climático en el monzón indio. También es autora principal del Sexto Informe de Evaluación del IPCC.
- Jyoti Parikh: directora ejecutiva de investigación integrada y acción para el desarrollo IRADe. Es experta en problemas energéticos y ambientales de los países en desarrollo. Se desempeñó como consultora de energía para el Banco Mundial, el Departamento de Energía de Estados Unidos, EEC, Bruselas e instituciones de la ONU como ONUDI, FAO, UNU, UNESCO, y como consultora ambiental para PNUD. Es autora del IPCC.
- Joyce E. Penner:[294] profesora de ciencias atmosféricas en la Universidad de Míchigan. Estudia interacciones de nubes y aerosoles y microfísica de nubes, clima y cambio climático, química y presupuestos troposféricos globales y modelado. Es autora principal coordinadora del IPCC.
- Joy Jacqueline Pereira:[295] vicepresidenta del grupo de trabajo II del Sexto Informe de Evaluación del IPCC. Es profesora e investigadora principal en la iniciativa de investigación de prevención de desastres del sudeste asiático del Instituto para el Medio Ambiente y el Desarrollo en la Universidad Kebangsaan de Malasia (SEADPRI-UKM), y miembro de la Academia de Ciencias de Malasia. Su investigación se centra en la reducción del riesgo de desastres, la adaptación sobre el cambio climático y la gestión de recursos minerales para el desarrollo sostenible, centrándose en vincular la ciencia con las políticas. Anteriormente se desempeñó como autora principal coordinadora del Capítulo 24 sobre Asia del Quinto Informe de Evaluación del IPCC, autora principal del Informe de síntesis AR5 del IPCC y editora de revisión del Informe especial del IPCC de 2012 sobre la gestión de riesgos de eventos extremos y desastres para avanzar en la adaptación sobre el cambio climático.
- Rosa Pérez:[296][297] investigadora sénior del Observatorio de Manila y científica climática especializada en hidrometeorología, reducción del riesgo de desastres y políticas de adaptación sobre el cambio climático. Es autora principal del capítulo 18 del grupo de trabajo II del 6.º informe de evaluación del IPCC. Se desempeñó como revisora y autora principal en los informes de evaluación anteriores del IPCC. En la Comisión del Cambio Climático de Filipinas, es miembro del Panel Nacional de Expertos Técnicos.
- Patricia Fernanda Pinho:[298][299] profesora/investigadora invitada en el Instituto de Estudios Avanzados de la Universidad de São Paulo, Brasil. Su investigación se centra en el análisis de los servicios ecosistémicos, el bienestar humano, la gobernanza y el cambio climático a través de una lente socioecológica. Es autora principal del grupo de trabajo II del IPCC AR6 y del Informe especial IPCC 1.5C. Tiene amplia experiencia en análisis integrado de impactos, vulnerabilidades y adaptación a eventos extremos relacionados con el cambio ambiental global.
- Vicky Pope: jefa del programa de predicción climática del Centro Hadley, que proporciona asesoramiento científico independiente sobre el cambio climático. Sus intereses de investigación incluyen el desarrollo y validación de modelos climáticos.
- Joana Portugal Pereira:[300][301] científica principal del grupo de trabajo III del IPCC sobre mitigación del cambio climático y ocupa un puesto de investigadora visitante en el Centro de Política Ambiental, Imperial College, Londres, Reino Unido. Su investigación se centra en las innovaciones del sistema energético que mitigan los impactos ambientales locales y globales y su experiencia incluye el modelado de escenarios energéticos, la bioenergía, la evaluación del ciclo de vida y el modelado ambiental. Es autora principal del Informe AR6 del IPCC.
- Laura Ramajo Gallardo:[302][303] investigadora del Centro de Estudios Avanzados en Zonas Áridas, Chile. Sus intereses de investigación incluyen la observación de los océanos, la oceanografía biológica, la biogeoquímica, el cambio climático, la acidificación de los océanos, los fenómenos extremos, la pesca y la acuicultura y las comunidades costeras. Es autora principal del IPCC AR6.
- Maureen Raymo:[304] paleoclimatóloga y geóloga[305][306][307][308] marina. Directora interina del Observatorio de la Tierra Lamont-Doherty. Es profesora de la cátedra G. Unger Vetlesen de ciencias ambientales y de la tierra y directora del depósito central Lamont-Doherty. Ella es conocida por la hipótesis de Uplift-Weathering.
- Katherine Richardson Christensen:[309] profesora de oceanografía biológica en el centro de ciencias de la sostenibilidad de la Universidad de Copenhague. Fue una de las principales organizadoras de la conferencia científica, "cambio climático: riesgos, desafíos y decisiones globales", en la Conferencia de las Naciones Unidas sobre el Cambio Climático de 2010. Estudia el ciclo del carbono en la parte superior del océano y cómo los procesos biológicos impactan en las redes alimentarias. También investiga los límites planetarios.
- Maisa Rojas:[310][311] profesora asociada del departamento de geofísica, Universidad de Chile, Chile. Sus intereses de investigación incluyen el estudio paleoclima de la evolución y la dinámica del sistema climático en el hemisferio sur durante los últimos 25.000 años, la modelización climática regional y los impactos del cambio climático en diferentes sectores de la sociedad. Contribuyó al trabajo del IPCC durante el 5.º Informe de Evaluación como autora principal y actualmente se desempeña como autora principal coordinadora del informe IPCC AR6.
- Patricia Romero Lankao:[312] científica investigadora sénior en el Centro de Ciencias de la Movilidad Integrada de NREL en nombramiento conjunto con el Instituto Mansueto para la Innovación Urbana de la Universidad de Chicago. Anteriormente trabajó como científica II en el laboratorio de aplicaciones de investigación y el Instituto para el Estudio de la Sociedad y el Medio Ambiente, Centro Nacional de Investigación Atmosférica (NCAR UCAR), exsubdirectora del Instituto para el Estudio de la Sociedad y el Medio Ambiente, NCAR, y exprofesora en la Universidad Autónoma Metropolitana de la Ciudad de México. Estudia la intersección entre los sistemas de energía y agua, la movilidad y el entorno construido en las ciudades.
- Terry Root:[313] es miembro principal del Instituto Woods para el Medio Ambiente de la Universidad de Stanford que trabaja en ecosistemas y el cambio climático, especialmente en aves. Es autora del IPCC.
- Cynthia Rosenzweig: investigadora del Instituto Goddard de Estudios Espaciales (GISS) de Nueva York que trabaja sobre los impactos climáticos[314][315][316] en la agricultura y las ciudades. Es autora del IPCC.
- Joyashree Roy:[317] profesora de economía, de la Universidad de Jadavpur en India, experta en economía del cambio climático y autora del IPCC, galardonada con el premio Príncipe Sultán Bin Aziz.
- Madilte Rusticucci:[318][319] profesora titular del departamento de ciencias atmosféricas y oceánicas, Universidad de Buenos Aires, Argentina. Es experta sobre el cambio climático y ha sido parte del IPCC Assessment Report - Working Group I desde 2007. Actualmente, es autora principal del IPCC AR6 - Physical Science Report.
- Nahla Samargandi:[320][321] profesora adjunta de economía y finanzas en la Universidad King Abdulaziz, Arabia Saudita. Como economista aplicada, investiga áreas de crecimiento económico, desarrollo financiero, turismo, economía laboral, medio ambiente y energía, y crisis de políticas macroeconómicas. También es autora principal del capítulo de inversión y finanzas del próximo Sexto Informe de Evaluación del IPCC - Grupo de Trabajo III.
- Lisa Schipper:[322] becaria de investigación en ciencias sociales ambientales en el Instituto de Cambio Ambiental de la Universidad de Oxford. Con un doctorado en estudios del desarrollo, analiza los vínculos entre la adaptación y el desarrollo. Es autora principal coordinadora del capítulo 18 "Vías de desarrollo resilientes al clima" en WG2 del IPCC AR6 y coeditora en jefe de la revista Clima y desarrollo.[323]
- Mary Scholes:[324] profesora de la Universidad de Witwatersrand, Johannesburgo, que se ha desempeñado en varios comités internacionales de cambio global. Estudia la fisiología y biología de las plantas, especialmente el ciclo de nutrientes, la agrosilvicultura sostenible y la biología del suelo. Es miembro de la Royal Society of South Africa.
- Miranda Schreurs:[325] profesora de política ambiental y climática, Escuela Bávara de Políticas Públicas, Universidad Técnica de Múnich, especializada en gobernanza climática y ambiental comparativa. Ha escrito sobre la elaboración de políticas climáticas en múltiples regiones del mundo, incluidos Canadá, China, la Unión Europea, Alemania, Japón y los Estados Unidos.
- Sybil P. Seitzinger:[326] profesora de biogeoquímica de nutrientes en el Instituto de Ciencias Marinas y Costeras de la Universidad de Rutgers y directora ejecutiva del Programa Internacional Geosfera-Biosfera. Su grupo de investigación de Rutgers se centra en las fuentes y el transporte de nutrientes (N, C, P) en las cuencas hidrográficas y atmosféricas y su efecto en los ecosistemas acuáticos.
- Sonia I. Seneviratne:[327] científica climática suiza, profesora del Instituto de Ciencias Atmosféricas y Climáticas de la ETH Zúrich. Es especialista en eventos climáticos[328][329][330] extremos.
- María Isabel Serrano Diná:[331][332] consultora del medio ambiente y sostenibilidad en Eco By Serrano y docente de arquitectura y medio ambiente en la Pontificia Universidad Católica Madre y Maestra, República Dominicana. Su experiencia radica en arquitectura pasiva, diseño ecológico, medio ambiente, agricultura orgánica, reciclaje, sostenibilidad, resiliencia urbana, paisajismo regenerativo y cambio climático. También es editora de revisión del capítulo de construcción del IPCC AR6 Working Group III.
- Karen Seto: profesora de geografía y ciencias de la urbanización en la Universidad de Yale. Es geógrafa, científica urbana y de cambios territoriales. Su investigación se centra en la transformación humana de la tierra y los vínculos entre la urbanización, el cambio global y la sostenibilidad. Fue cofundadora y copresidenta del Proyecto de Urbanización y Cambio Ambiental Global (UGEC) del Programa Internacional de Dimensiones Humanas sobre el Cambio Ambiental Global (IHDP) de 2004 a 2016. Fue autora principal coordinadora del Quinto Informe de Evaluación del IPCC y colíder del capítulo de mitigación urbana. Es autora principal coordinadora del capítulo de mitigación urbana del Sexto Informe de Evaluación del IPCC. Es miembro de la Academia Nacional de Ciencias de los Estados Unidos.
- Joanne Simpson: (1923 - 2010) primera mujer en recibir un doctorado en meteorología. Se graduó de la Universidad de Chicago[333][334][335] y enseñó e investigó en numerosas universidades. Fue miembro de la Academia Nacional de Ingeniería. Simpson contribuyó a muchas áreas de las ciencias atmosféricas y ayudó a desarrollar la Misión de medición de precipitaciones tropicales (TRMM).
- Chandni Singh:[336][337] consultora sénior de investigación en el Instituto Indio para los Asentamientos Humanos (IIHS), India. Su investigación se centra en la adaptación sobre el cambio climático, la vulnerabilidad diferencial y el bienestar, el riesgo de desastres y la migración rural-urbana. Fue autora colaboradora del informe especial IPCC 1.5 C y actualmente es autora principal del informe IPCC AR6.
- Julia Slingo:[338] meteoróloga, climatóloga, profesora visitante en la Universidad de Reading y científica jefa de la Oficina Meteorológica Británica entre 2009 y 2016. Sus intereses específicos incluyen la variabilidad del clima tropical y su influencia en el clima global y la modelización del clima.[339][340][341] Slingo fue la primera mujer en ser profesora de meteorología en el Reino Unido y, en 2008, la primera mujer en ser presidenta de la Royal Meteorological Society.
- Amy Snover:[342] directora del grupo de impactos climáticos de la Universidad de Washington, directora de la Universidad del Centro de Ciencias del Clima del Noroeste y vicedecana de investigación aplicada en la facultad del medio ambiente de la Universidad de Washington. Snover es una lideresa reconocida por su trabajo conectando a los tomadores de decisiones y las partes interesadas con los datos científicos, las herramientas y la orientación necesaria para gestionar los riesgos climáticos que enfrentan las personas, las comunidades y los ecosistemas en el noroeste de los Estados Unidos. Amy fue campeona del cambio para la educación y la alfabetización climáticas de la Casa Blanca en 2015, y autora principal de la innovadora guía de 2007, Preparing for Climate Change: A Guidebook for Local, Regional, and State Governments.
- Susan Solomon:[343] profesora de química atmosférica y ciencias del clima, conocida por su trabajo sobre química atmosférica y ozono y por liderar el cuarto informe de evaluación del IPCC sobre ciencias del clima. Es miembro de la Academia Nacional de Ciencias de Estados Unidos. Ganó los premios Volvo Environment y Blue Planet.
- Anna Amelia Sörensson:[344] investigadora del Centro de Ciencias Oceánicas y Atmosféricas (CIMA/CONICET-UBA), Argentina. Sus intereses de investigación incluyen el cambio climático, modelado y variabilidad climática, hidrología y precipitación. En el Sexto Informe de Evaluación del IPCC, se desempeña como autora principal coordinadora del grupo de trabajo I - capítulo 10: Vinculación del cambio climático global con el regional.
- Tannecia Stephenson:[345][346] profesora titular de física en la Universidad de West Indies, Jamaica. Su investigación se centra en la variabilidad climática y la predicción estacional, los extremos climáticos, los impactos del cambio climático y la energía solar. Es autora principal del informe IPCC AR6 - Grupo de trabajo I.
- Nicole Stevens:[347] ecologista y becaria Trapnell en el Instituto del Cambio Ambiental, Universidad de Oxford, Reino Unido. También está afiliada a la Universidad de Stellenbosch, Sudáfrica. Su trabajo examina el impacto del cambio global en los ecosistemas no boscosos en África y busca comprender los mecanismos que dan forma a los rangos de distribución de las plantas. Es autora principal del informe IPCC AR6.
- Leah Stokes: profesora del departamento de ciencias políticas de UC Santa Bárbara. Consultora sénior de políticas en Evergreen Action y Rewiring America. Presenta el podcast climático A Matter of Degrees. Su investigación se centra en el comportamiento político, la opinión pública y la política energética y ambiental[348][349][350][351] en los Estados Unidos.
- Linda Yanti Sulistiawati:[352] investigadora principal de APCEL y también profesora asociada de derecho en la Universitas Gadjah Mada, Indonesia. Su investigación se centra en el cambio climático, REDD+, cuestiones de tierras y cuestiones consuetudinarias (adat). Fue miembro de la delegación de Indonesia en el Acuerdo Climático de París en 2015. Actualmente, se desempeña como autora principal del Sexto Informe de Evaluación del IPCC.
- Ying Sun:[353] trabaja en el Centro Nacional del Clima, Administración Meteorológica de China, Beijing, China. Es autora principal del informe IPCC AR6.
- Xianchun Tan:[354][355] profesora en el Instituto de Política y Gestión, Academia de Ciencias de China, Beijing, China. Es autora principal del Sexto Informe de Evaluación del IPCC.
- Adelle Thomas:[356][357] es miembro principal de la Universidad de las Bahamas, Bahamas. Es geógrafa del medio ambiente humano, enfocada en la adaptación sobre el cambio climático y las pérdidas y daños. En Climate Analytics, es la experta en vulnerabilidad, adaptación y género, además de su puesto como asociada principal de investigación del Caribe. Es autora principal del Sexto Informe de Evaluación del IPCC, Grupo de Trabajo II y también se desempeñó como autora principal del Informe Especial del IPCC sobre 1.5C.
- LuAnne Thompson:[358] profesora de oceanografía en la Universidad de Washington conocida por su trabajo en la comunicación de la ciencia del clima y el establecimiento de conexiones entre el cambio climático y la sostenibilidad ambiental, la salud y las desigualdades socioeconómicas.
- Sirintornthep Towprayoon:[359][360] profesora asociada en la escuela conjunta de graduados en energía y medio ambiente, Universidad Tecnológica King Mongkut de Thonburi, Tailandia. Sus intereses de investigación incluyen inventarios de gases de efecto invernadero, gestión de residuos sólidos municipales, biogás a partir de residuos, emisiones de metano y escenarios bajos en carbono. Es autora principal del Informe AR6 del IPCC.
- Diána Ürge-Vorsatz:[361] directora, del Centro para el Cambio Climático y Política Energética Sostenible (3CSEP) y profesora de ciencias y políticas ambientales, Universidad de Europa Central. Está especializada en estudios medioambientales y energéticos, especialmente en eficiencia energética y edificación. Es autora del IPCC.
- Kripa Vasant:[362] formada en el instituto central de investigación pesquera marina, Consejo Indio de Investigación Agrícola, India. Es autora principal del Sexto Informe de Evaluación del IPCC.
- Isabella Velicogna:[363] profesora de ciencias del sistema terrestre en la Universidad de California Irvine, conocida por su trabajo sobre la gravedad espacial variable en el tiempo para estudiar el balance de masa de las capas de hielo y los cambios en el almacenamiento de agua terrestre. Es autora del IPCC. Ganadora de la medalla EGU Vening Meinesz y es miembro Kavli de NAS.
- Carolina Vera:[364] meteoróloga y científica argentina.[365][366][367] Directora del Centro de Investigaciones del Mar y la Atmósfera (CIMA) y de la UMI/IFAECI, instituto mixto de la Universidad de Buenos Aires (UBA), el Consejo Nacional de Ciencias de Argentina (CONICET) y el CNRS (Francia). También es profesora titular de la facultad de ciencias exactas y naturales de la Universidad de Buenos Aires. Es autora del informe especial del IPCC sobre los extremos.
- María Virginia Vilariño:[368][369] gerenta del clima y energía del Consejo Empresarial Argentino para el Desarrollo Sostenible, Argentina. Su experiencia incluye sostenibilidad, cambio climático y herramientas de gestión sostenible para diferentes sectores económicos. Lidera la iniciativa de economía circular en Argentina, en cooperación con GIZ para identificar modelos y prácticas circulares en diferentes sectores económicos y evaluar la contribución de la economía circular a los objetivos climáticos en Argentina. Es autora principal del informe IPCC 5th Assessment WG3 sobre mitigación climática y autora principal del Informe especial IPCC 1.5C (SR1.5). También es autora principal del Informe AR6 del IPCC.
- Coleen Vogel:[370] consultora independiente y anteriormente profesora de sostenibilidad en la Universidad de Witwatersrand, Johannesburgo. Presidió el comité científico internacional del Programa Internacional de Dimensiones Humanas sobre el Cambio Climático y es autora del IPCC. Su investigación se ha centrado en la vulnerabilidad climática y el sur de África.
- Penny Whetton (1958-2019): climatóloga y experta en proyecciones regionales del cambio climático,[371][372][373][374] calentamiento global y sus impactos. Su principal enfoque científico fue Australia.[375] Es autora del IPCC.
- Kathy Willis: ecologista, directora de ciencia en Kew Gardens, Reino Unido, y profesora en la Universidad de Oxford que trabaja en ecología, historia ambiental y biodiversidad.
- Julie Winkler:[376] profesora de la Universidad Estatal de Míchigan y expresidenta de la Asociación de Geógrafos Estadounidenses, su trabajo se centra en el clima y sus impactos, especialmente en los grandes lagos y el medio oeste de los Estados Unidos.
- Libo Wu:[377][378] directora gerenta del centro de estudios de estrategia y economía energética y profesora asociada en la facultad de economía de la Universidad de Fudan, China. Sus intereses de investigación incluyen la economía de los recursos naturales, la modelización económica y el cambio climático. Se desempeña como autora principal del Informe AR6 del IPCC.
- Zelina Zaiton Ibrahim:[379][380] profesora adjunta del departamento de gestión ambiental, Universidad Putra Malaysia, Malasia. Su investigación se centra en la estimación de la contaminación de cuencas, procesos estuarinos y costeros hasta la oceanografía física. Es autora principal coordinadora del informe IPCC AR6.
- Sumaya A. Zakieldeen:[381][382] profesora asistente en el instituto de estudios ambientales de la Universidad de Jartum, Sudán. Investiga los impactos del cambio climático y formó parte de la delegación sudanesa en la COP. También es autora principal del informe IPCC AR6.
- Hua Zhang:[383] profesora del Centro Nacional del Clima, Administración Meteorológica de China, China. Sus intereses de investigación incluyen los efectos de los gases de efecto invernadero, la interacción aerosol-nube-radiación, el forzamiento radiativo, la simulación de modelos y el estudio de integración. Es autora principal del informe IPCC AR6.
- Yan Zheng:[384] formada en la Academia China de Ciencias Sociales, China. Sus intereses de investigación incluyen el cambio climático, la vulnerabilidad urbana, la adaptación y la gobernanza del riesgo. Es autora principal del informe IPCC AR6.
- Kirsten Zickfeld:[385] profesora asociada en la Universidad Simon Fraser, Canadá, que trabaja sobre los efectos de las emisiones antropogénicas de gases de efecto invernadero y aerosoles en el clima en escalas de tiempo centenarias a milenarias.
- Gina Ziervogel:[386] profesora adjunta en el departamento de ciencias ambientales y geográficas de la Universidad de Ciudad del Cabo, Sudáfrica. Sus intereses de investigación incluyen la adaptación sobre el cambio climático y la resiliencia a través de escalas, la gobernanza multinivel de la adaptación urbana y la justicia social. Es autora principal del informe IPCC AR6.
- Zinta Zommers:[387][388] directora de Mercy Corp de la alianza de resiliencia ante inundaciones de Zúrich y becaria de Rhodes and Commonwealth Scholar de Letonia. Su experiencia laboral incluye brindar apoyo al equipo de apoyo del Secretario General de las Naciones Unidas durante la Negociación de París con la organización de las Naciones Unidas para el Medio Ambiente y la Alimentación y la Agricultura, asesorar al gobierno de los Estados Unidos y al gobierno de Sierra Leona y coeditar un libro sobre sistemas de alerta temprana para el cambio climático. Es editora revisora del IPCC AR6.
- Zhiyan Zuo:[389] profesora en el departamento de ciencias atmosféricas y oceánicas de la Universidad de Fudan, China. Anteriormente fue investigadora en la Academia China de Ciencias Meteorológicas. Su investigación se centra en la interacción tierra-atmósfera, el cambio climático, los eventos extremos y el monzón asiático. Actualmente se desempeña como autora principal del informe IPCC AR6.
- Adenike Oladosu es una activista climática nigeriana e iniciadora de la huelga escolar por el clima en Nigeria. En 2019, fue seleccionada para la primera cumbre climática Juvenil de la ONU en Nueva York. Reconocida por UNICEF Nigeria como una joven creadora de cambios, lidera un movimiento de base llamado ILeadClimate, que aboga por la restauración del lago Chad y la participación de los jóvenes en la justicia climática a través de la educación.
- Hannah Fluck es arqueóloga nacional sénior en el National Trust, Reino Unido, y exdirectora de estrategia medioambiental en Historic England.[390] Es miembro del comité directivo de la Red de Patrimonio Climático (CHN) y vicepresidenta de Europa y la Comunidad de Estados Independientes (CEI) en CHN.[391]

## Mujeres activistas y formuladoras de políticas sobre el cambio climático

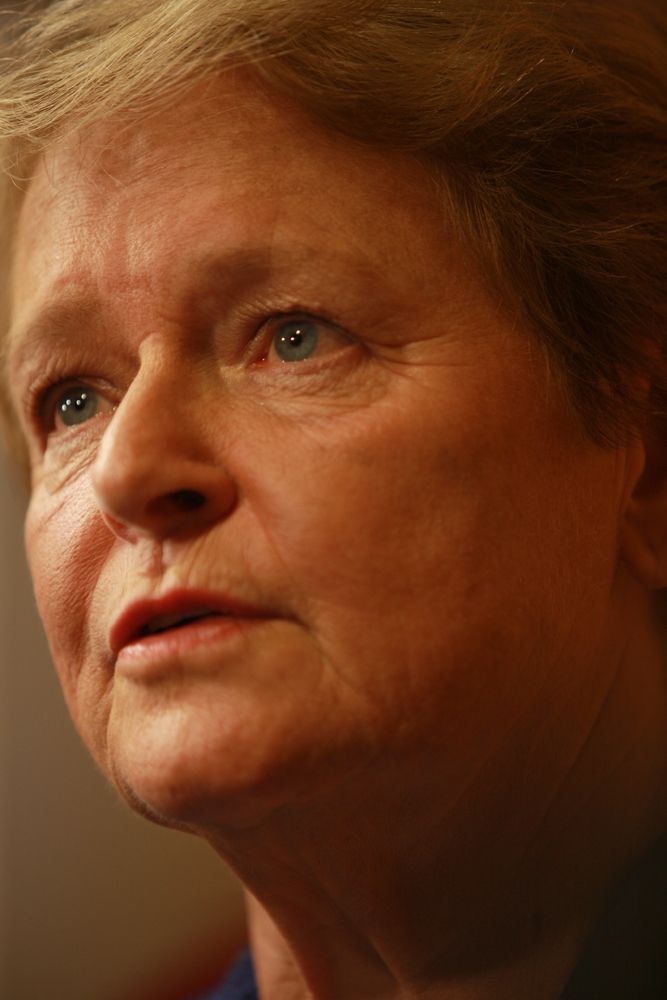
Gro Harlem Brundtland

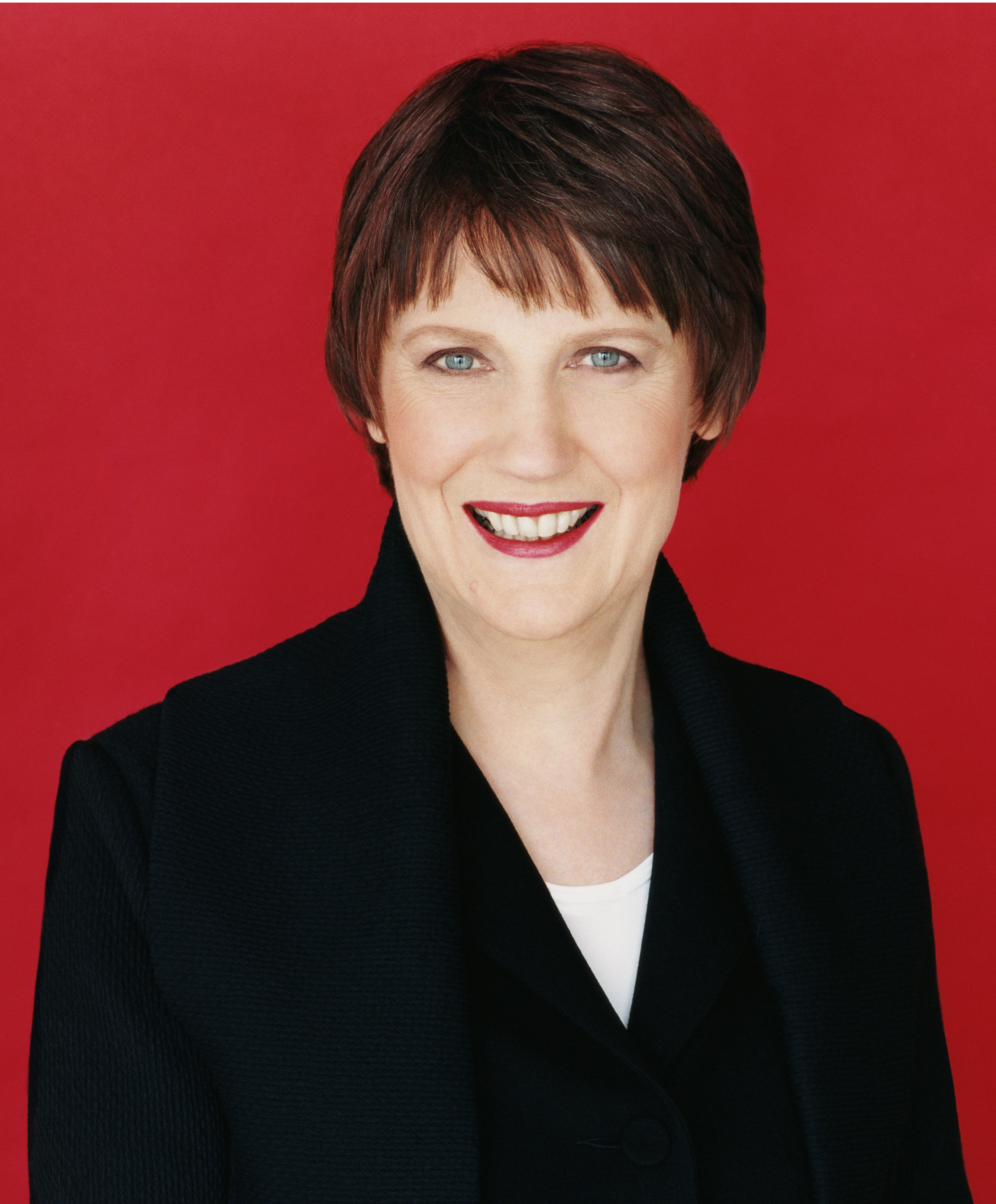
Helen Clark

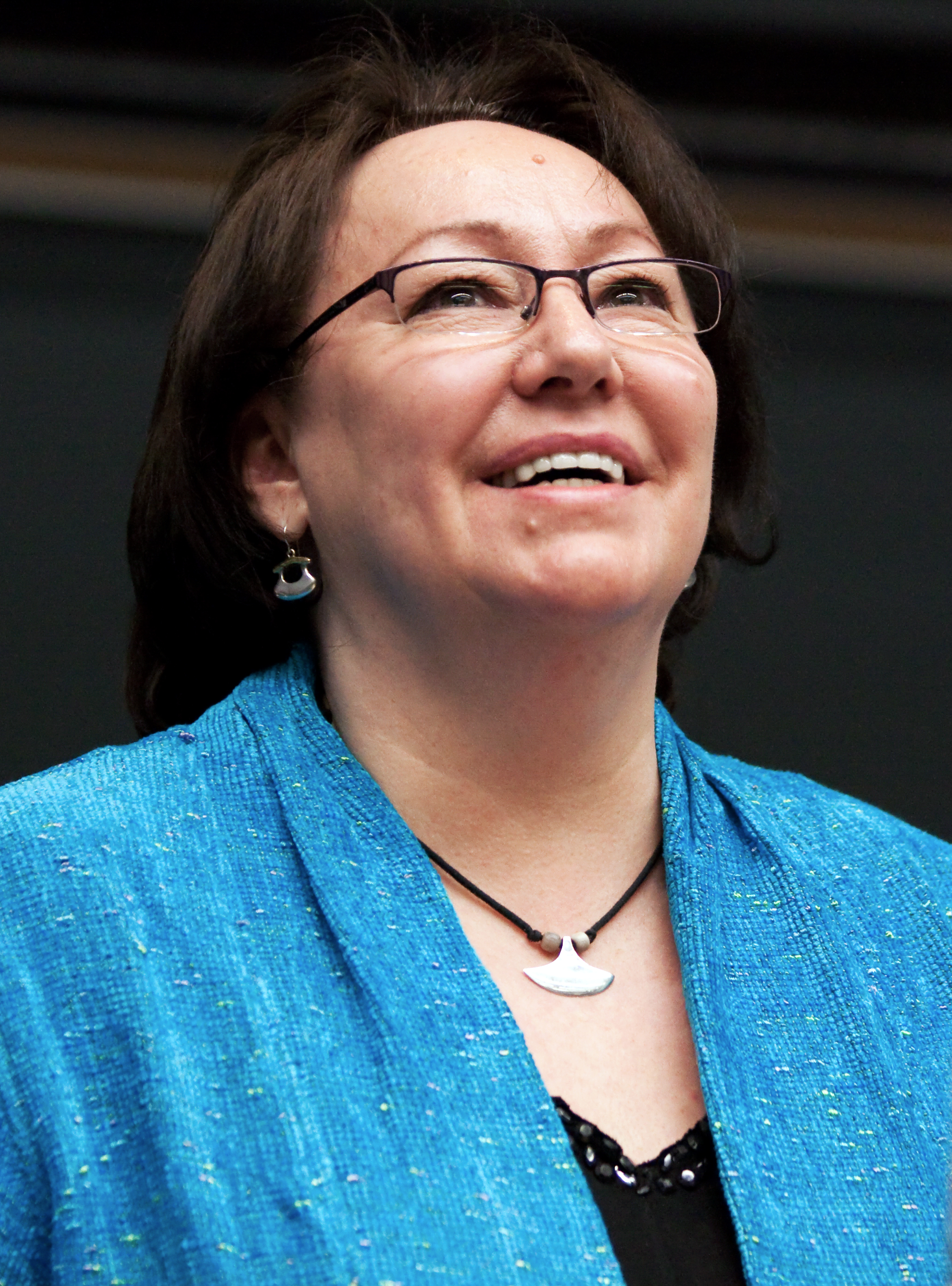
Sheila Watt-Cloutier

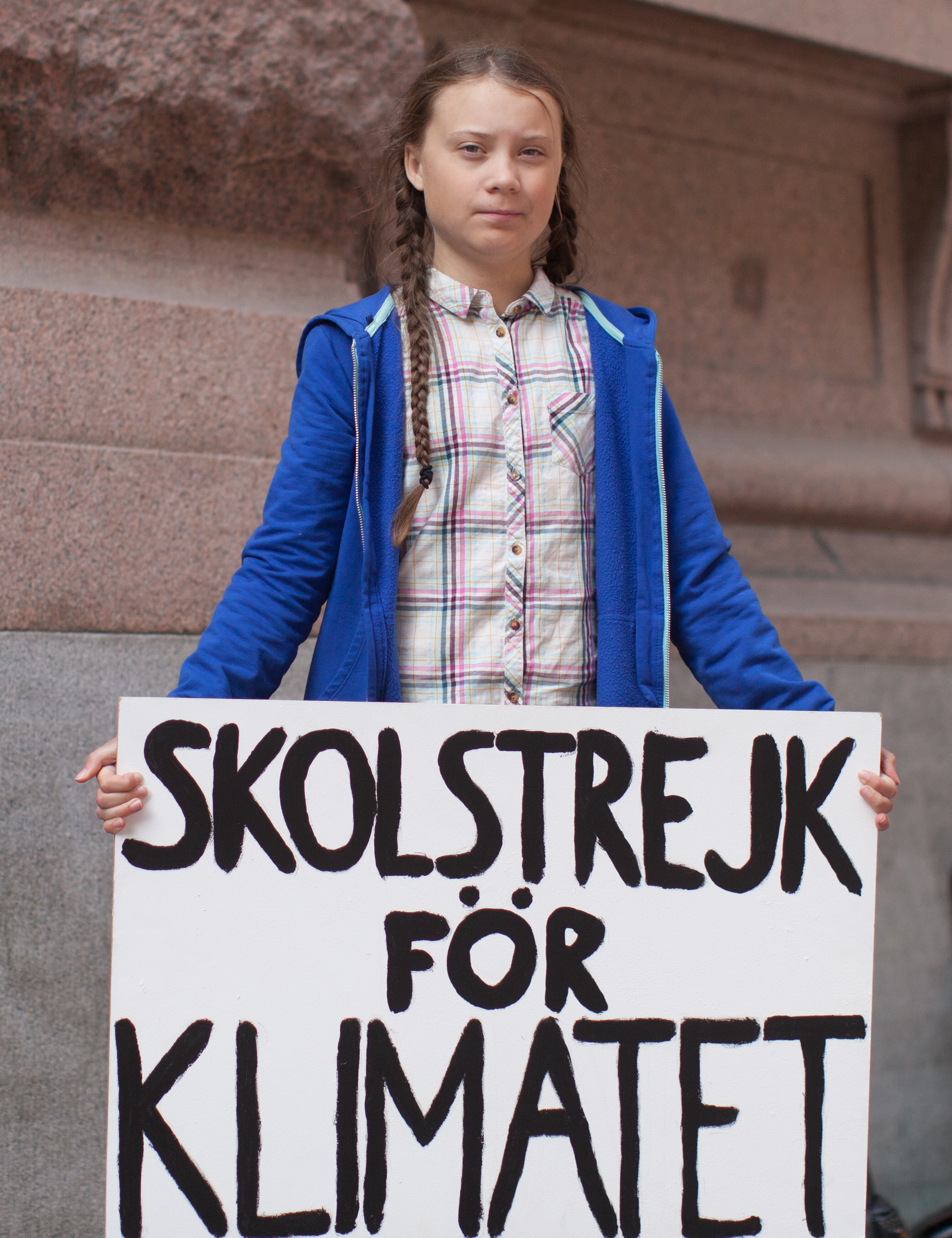
Greta Thunberg

- Franny Armstrong: directora británica de documentales conocida por películas como La era de la estupidez, una reflexión de 2055 sobre el cambio climático. Fundó la campaña de reducción de carbono 10:10 en 2009.
- Gro Harlem Brundtland: ex primera ministra de Noruega[392][393] y autora del informe Brundtland sobre desarrollo sostenible que ha formado parte de innumerables comités internacionales sobre el medio ambiente.
- Kotchakorn Voraakhom:[394] arquitecta paisajista tailandesa, activista de espacios verdes públicos, miembro Echoing Green Climate y directora ejecutiva de Porous City Network. También es la fundadora de la iniciativa de diseño Koungkuey.
- Helen Clark: administradora del Programa de las Naciones Unidas para el Desarrollo (PNUD) y 37.ª primera ministra de Nueva Zelanda (1999-2008). El gobierno de Clark implementó varias iniciativas económicas importantes, incluido el plan de comercio de emisiones de Nueva Zelanda.
- Sheila Watt-Cloutier: activista inuit canadiense que se ha centrado en los contaminantes orgánicos persistentes y el calentamiento global, entre otros temas.
- Christiana Figueres:[395] diplomática costarricense que se ha desempeñado en negociaciones sobre instrumentos del cambio climático desde 1995. Se convirtió en secretaria ejecutiva de la Convención Marco de las Naciones Unidas sobre Cambio Climático (CMNUCC) en 2010. Fue fundadora del grupo Global Optimism y también fue la jefa de la convención del cambio climático de la ONU que condujo al acuerdo de París en 2015.[396]
- Fiona Godlee: médica, editora y periodista angloamericana. Miembro fundadora y directora de la junta del consejo de clima y salud. Ejecutiva del comité de la alianza de salud sobre el cambio climático del Reino Unido.
- Genevieve Guenther: fundadora y directora de End Climate Silence y nominada a los premios EcoAmerica American Climate Leadership Awards 2020.
- Katharine Wilkinson:[397] escritora y activista contra el cambio climático[398][399][400] y vicepresidenta de Project Drawdown.[401] Ella está en la lista de mujeres que salvarán el mundo de la revista Time de 2019.[402]
- Marie Christina Kolo: activista climática, ecofeminista y emprendedora social de Madagascar, que ha creado conciencia mundial sobre los efectos del cambio climático en Madagascar y ha solicitado solidaridad internacional para abordar sus impactos. Es la fundadora de Green N Kool y Ecofeminism Madagascar.
- Anne Simpson:[403] directora de gobierno y estrategia de la junta de CalPERS. Formó parte de la lista de la revista Time de 15 mujeres que lideran la lucha global contra el cambio climático, la lista de GreenBiz de 25 mujeres "kickass" sobre el cambio climático y la lista de Barron (Dow Jones) de las 100 mujeres más influyentes en las finanzas de Estados Unidos. Anteriormente fue profesora titular y profesora en la escuela de administración de Yale, jefa del foro mundial de gobierno corporativo del Banco Mundial, primera directora ejecutiva de la Red Internacional de Gobierno Corporativo y directora general adjunta de Pensions and Investment Research Consultants Limited.
- Wu Changhua:[404] analista de políticas chinas y directora de oficina de China/Asia de Jeremy Rifkin. Es directora de la Gran China de The Climate Group, directora de estudios de China del Instituto de Recursos Mundiales y editora de la edición en inglés de China Environment News.
- Julia Marton-Lefevre: ambientalista y académica húngara que fue directora general de la Unión Internacional para la Conservación de la Naturaleza, de 2007 a 2014 y exrectora de la Universidad para la Paz de las Naciones Unidas.
- Jacqueline McGlade: bióloga marina y profesora de informática ambiental. Su investigación se centra en la dinámica espacial y no lineal de los ecosistemas, el cambio climático y el desarrollo de escenarios. Fue directora de la Oficina Europea del Medio Ambiente.
- Catherine McKenna: abogada canadiense de derechos humanos y justicia social y ministra del medio ambiente y del cambio climático en el gabinete de Justin Trudeau.
- Mary Robinson: expresidenta de Irlanda y comisionada de derechos humanos de la ONU que ahora se desempeña como enviada especial de la ONU sobre el cambio climático.
- Margaret Klein Salamon: directora ejecutiva del fondo de emergencia climática, fundadora y directora de Climate Awakening, cofundadora de The Climate Mobilization y autora del libro "Facing the Climate Emergency: How to Transform Yourself with Climate Truth".
- Marina Silva: ambientalista brasileña, política, ministra del medio ambiente y excolega de Chico Mendes. Participó en las elecciones brasileñas de 2010, 2014 y 2018.[405][406][407]
- Greta Thunberg: activista sueca que comenzó a protestar frente al parlamento sueco[408][409][410][411][412] sobre la necesidad de una acción inmediata para combatir el cambio climático, también se le atribuye el inicio de la huelga escolar Fridays For Future[413][414][415] por el movimiento climático en 2018 y 2019. Habló para la cumbre de acción climática de la ONU en Nueva York en septiembre de 2019.
- Hindou Oumarou Ibrahim:[416][417] activista ambiental y geógrafa chadiana, coordinadora de la Association des Femmes Peules Autochtones du Chad (AFPAT, la asociación de mujeres indígenas Fulani de Chad) y copresidenta del Foro Internacional de los Pueblos Indígenas sobre el Cambio Climático.
- Miranda Wang:[418] cofundadora y directora ejecutiva de BioCellection, premio Jóvenes campeones de la tierra del Programa de las Naciones Unidas para el Medio Ambiente de 2018 para América del Norte. También es becaria de Echoing Green, oradora de TED y heroína del mañana de CNN.
- Rhiana Gunn-Wright:[419] directora de política climática en el Instituto Roosevelt, formalmente directora de política de New Consensus. Es becaria Chamberlain de mujeres y políticas públicas en el Instituto de Investigación de Políticas de Mujeres, y formó parte del equipo de políticas de la ex primera dama Michelle Obama. Trabajó con Alexandria Ocasio-Cortez como autora del Nuevo pacto verde.
- Hilda Heine:[420] primera mujer presidenta de la República de las Islas Marshall elegida en enero de 2016, se desempeñó como ministra de educación durante el mandato del expresidente Christopher J. Loeak. Es cofundadora del grupo de derechos de las mujeres Women United Together Marshall Islands (WUTMI).[421] Es una de las líderes del Pacífico que se enfoca en la crisis climática y la presidenta del Foro de Vulnerabilidad Climática.[422]
- Tessa Khan:[423] codirectora de Climate Litigation Network, y recibió el premio Climate Breakthrough Project en 2018. Es conocida por su enfoque en el derecho internacional de los derechos humanos como una herramienta para aumentar drásticamente la ambición nacional de mitigación climática.
- Rachel Kyte:[424] directora ejecutiva de Energía Sostenible para Todos (SE4All), y representante especial del secretario general de las Naciones Unidas para energía sostenible para todos. Anteriormente se desempeñó como vicepresidenta del grupo del Banco Mundial y enviada especial sobre el cambio climático y vicepresidenta de servicios de asesoría empresarial de la Corporación Financiera Internacional. Actualmente es decana de Fletcher School Inc.[425]